# ウィリアムズF1
ウィリアムズ・グランプリ・エンジニアリング（英: Williams Grand Prix Engineering Limited）は、1977年から活動しているイギリスのレーシングコンストラクター。特にF1レーシング・チームとしての活動が知られる。
創設者は、フランク・ウィリアムズおよびパトリック・ヘッド。2020年にウィリアムズ家が経営権を手放し、現在は米国の投資会社「ドリルトン・キャピタル」がオーナーを務めている。2025年以降のエントリー名は『アトラシアン・ウイリアムズ・レーシング』。

## 概要
1970年代に誕生したコンストラクターとしては最も成功を収め、過去にドライバーズタイトル7回、コンストラクターズタイトル9回（2024年時点）を獲得している。フェラーリ、マクラーレンと並び、F1を代表する名門チームである。
チームとしては「頑固なエンジニア集団」と表現されたこともあるように保守的な手法をとることが多い。資金や研究不足により技術的な冒険をする余裕がなかった面もあって1980年代前半の車作りは保守的で、カーボンファイバーモノコックの導入やターボエンジンへの切り替えは同時期の主だったチームの中では後発の部類であった。一方でタイトルスポンサーとしてキヤノンおよびロスマンズと契約していた時代（1980年代中頃 - 1990年代後半）には、多くの技術的革新を行っている。1980年代前半のターボエンジン時代にはまだ実績が無かったホンダに切り替えたり、1980年代後半、ターボ廃止後には自然吸気エンジンとしてF1での採用例がなかったルノーV10への切り替え等は、当時としては異例の決断でもあった。また、シャシー面でもフェラーリの次にセミオートマチックトランスミッションを採用し、ロータスが1983年にF1に初めてアクティブサスペンションを投入した4年後の1987年、2チーム目としてアクティブサスペンションを実戦投入し、それが失敗だったにもかかわらず開発を続け、1992年には完成の域に達してシーズンを圧倒。ルノーV10の採用は後のトータルパッケージの概念の先便となるなど、1990年代前半の開発競争をリードした。他にも、ドライバーとの契約時に技術知識に関する筆記テストを行うユニークな特徴がある。
チーム内に明確な序列を設けず「チャンピオンは独力で勝ち取れ」という方針のため、コンストラクターズタイトルを獲得してもドライバーズタイトルを逃した年が数回ある。またドライバーに対してドライな態度を取る事も目立ち、チャンピオンを獲得したドライバーが契約を更新せずにチームを離脱することもあった（後述）。
2020年夏まではチーム株式の過半数をオーナーのフランク・ウィリアムズが所有しており、チーム関係者のパトリック・ヘッドや、アメリカの病院経営者であるブラッド・ホリンガーといった人物も大株主に名前を連ねていた他、元ウィリアムズのエグゼクティブディレクターで現在はメルセデスAMG F1のチーム代表を務めるトト・ヴォルフも株主の1人であった。
2020年8月21日にプレスリリースを発表。5月下旬に始まった戦略的な見直しにより、ドリルトン・キャピタルに買収されたことが明らかになった。なお、ドリルトン・キャピタルによれば今後もチーム名とシャシー名は今まで通り“ウイリアムズ”と“FW”を使い続けるといい、「ウイリアムズの遺産を尊重し、維持することの重要性を認識している」としてファクトリーを含むチーム本社の移転も計画していない。9月3日にはフランク・ウィリアムズを筆頭とする取締役が解任され、ドリルトン・キャピタルの会長マイケル・サベージらが新たに取締役に就任したことが発表され、ウィリアムズ家はチーム経営から離脱した。これにより家族経営のプライベーターチームとしてのウィリアムズの歴史に終止符が打たれることになった。
マスコミでの日本語の表記は、昔から小文字を使わない「ウイリアムズ」が多い。

## チームの歴史

### 1977年〜1983年 再出発から頂点へ
1977年、自ら興したフランク・ウィリアムズ・レーシングカーズを手放したフランク・ウィリアムズは、エンジニアのパトリック・ヘッドとともに新チームを設立。ウィリアムズが70%、ヘッドが30%を出資し「ウィリアムズ・グランプリ・エンジニアリング」として再出発した。この年は一時的なつなぎとしてマーチ・761を購入して参戦した。

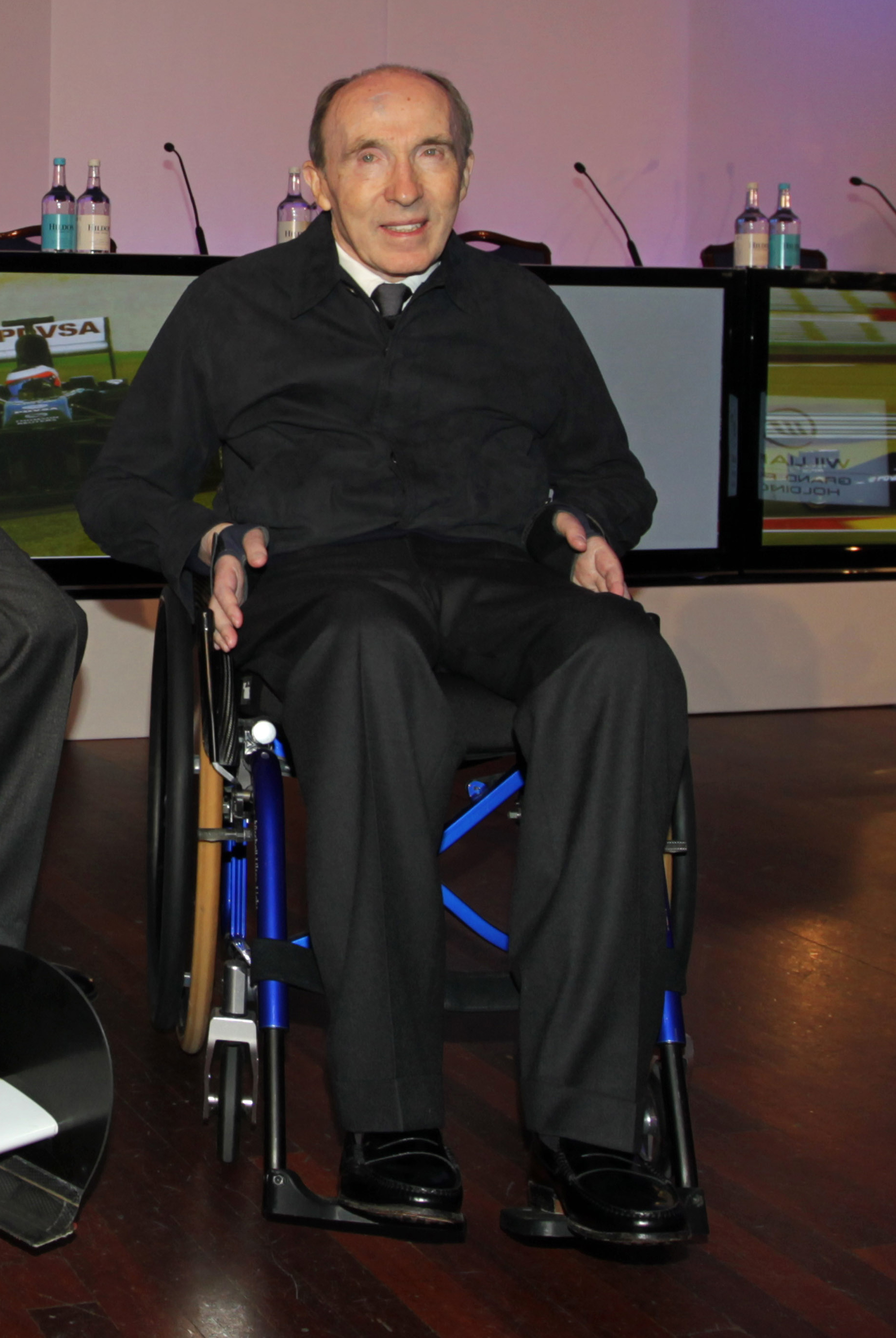
創設者フランク・ウィリアムズ

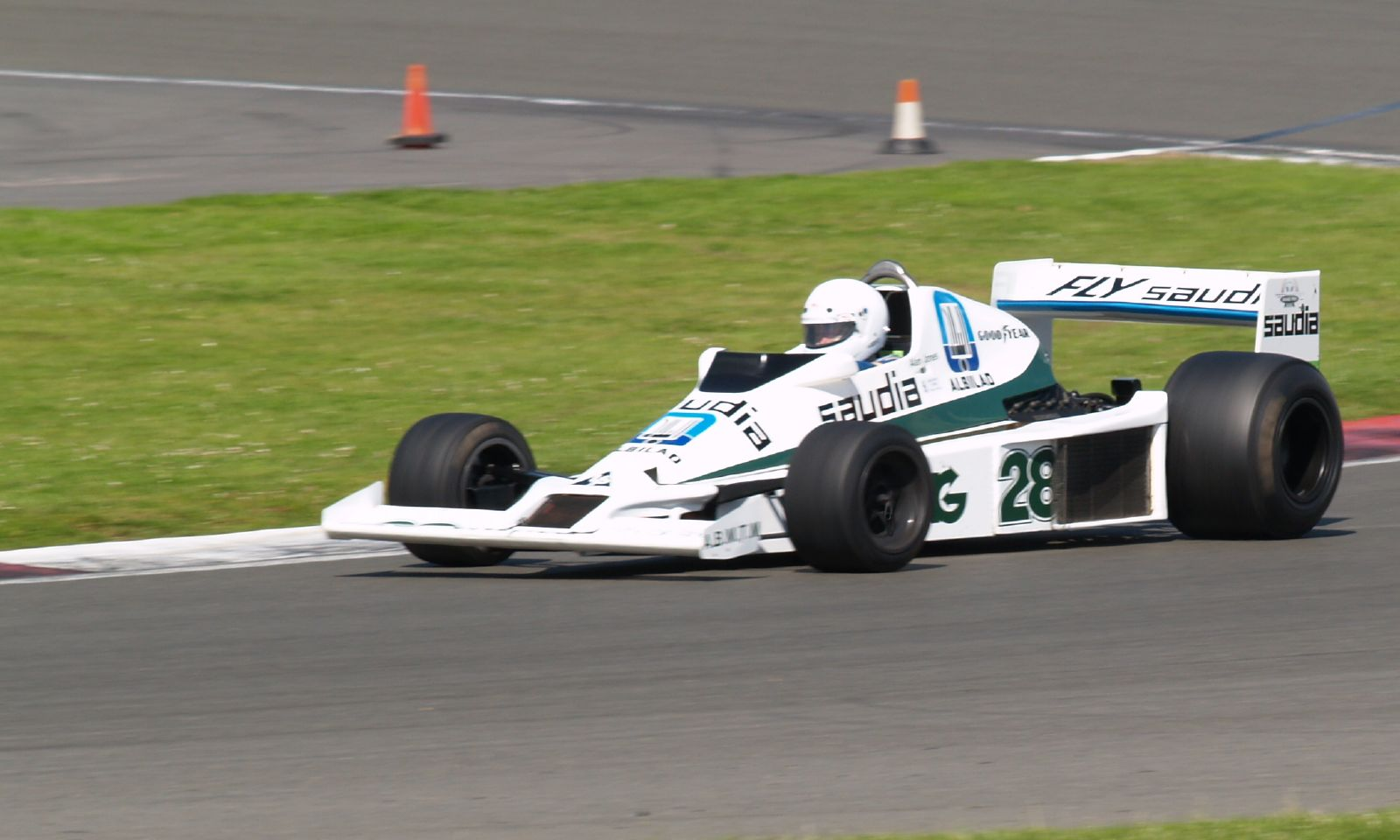
FW06・フォード

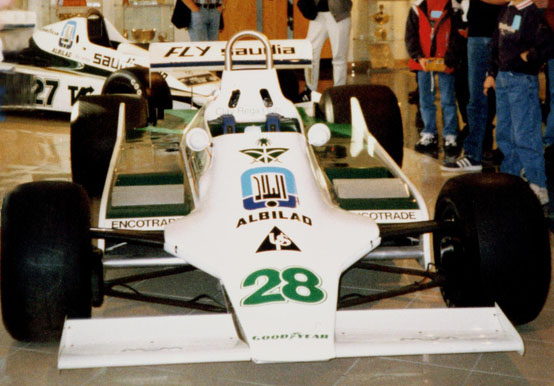
FW07・フォード

マーチのマシンで参戦し、1978年からのフル参戦の体制を整えるべくチームは奔走。ヘッドは部下のフランク・ダーニー、ニール・オートレイ、ロス・ブラウンらを指揮して、強力な技術部門を構築。フランクはサウジアラビア航空の後援を受け、オーストラリア人ドライバーのアラン・ジョーンズと契約し、独立したチームとしてフル参戦できる環境を整えた。そして、1978年、再出発の純粋な第一号となるウィリアムズ・FW06を手にフル参戦を果たす。チームとしてグラウンド・エフェクト理論の研究が済んでいなかったことや資金不足から同マシンはあえて保守的な設計を取っていたが、第15戦の2位表彰台を含む計3回入賞を記録し、コンストラクターズランキング9位となった。
1979年、チームはサウジアラビア航空やアルビラッド、TAGなど複数のサウジアラビア企業のスポンサーを獲得し、長年の資金難から脱した。その際、フランクは営業活動でサウジアラビアの王室関係者のオフィスにマシンを運び込み、「このマシンにあなた方の企業名が付いて走ります」と口説いたと言われている。この年の第5戦から研究を重ねて完成させたFW07を投入。そして、第9戦イギリスGPでクレイ・レガツォーニがチーム初勝利を挙げ、残り6戦でさらに4勝を記録した。
そして、1980年には初のコンストラクターズチャンピオンを獲得するとともに、アラン・ジョーンズをドライバーズチャンピオンへと導いた。
1981年にはジョーンズとカルロス・ロイテマンにより2年連続のコンストラクターズチャンピオンを獲得したものの、両ドライバー間の確執をうまく調整できなかったことから、ポイントリーダーだったロイテマンはブラバムのネルソン・ピケに最終戦ラスベガスGPで逆転を許し、ドライバーズチャンピオンを奪われてしまった。
1982年は自然吸気エンジンでターボエンジン勢に馬力で劣るものの、熟成されたFW08を駆るケケ・ロズベルグが堅実にポイントを積み重ね、わずか1勝で年間チャンピオンを獲得した。また、6輪車としてリヤを4輪化した車両のテストを続けていたが、規定変更により実戦には持ち出せなかった。

### 1984年〜1987年 ホンダとの提携
1983年は旧シャーシ熟成型となるFW08Cで参戦し、勝利はロズベルグによるモナコGPでの1勝のみに終わるが、同年にエンジンサプライヤーとして15年ぶりにF1活動を再開したホンダと交渉を開始し、6月には契約締結に成功。以後はV6ターボエンジンを搭載する新シャーシの開発に注力。1983年の最終戦南アフリカGPにてFW09をデビューさせる。ウィリアムズがターボエンジンを使うのはこれが初めてだったことに加え、ホンダエンジンの燃費や過渡特性の悪さもあり、すぐにはその能力を発揮することはできなかった。そんな中、1984年のアメリカGP（ダラス）で酷暑のレースをロスベルグが制し、ホンダエンジンとしては17年ぶりとなるF1での勝利をものにした。この1984年よりロズベルグが仲介役となり新たにウィリアムズの大口スポンサーとなったインペリアル・ケミカル・インダストリーズ（ICI）は、80年代を通して長らく円形のロゴをウィリアムズのフロントノーズに載せ続けることとなった。
1985年にはキヤノンとのメインスポンサー契約が成立。ジャック・ラフィーのリジェ移籍が決まった為、ルノーのデレック・ワーウィックに獲得オファーをするも、ルノー残留を望んだワーウィックに断られたため、ロータスでピーター・ウォーと不仲となり放出されたナイジェル・マンセルを獲得しロズベルグとのコンビとなった。FW10は第5戦からホンダの新設計エンジン「RA165E」を搭載した。決勝レース中のタイヤ磨耗に苦戦したが、シーズン終盤にはサスペンションを改善してシーズン最後に3連勝を飾った。ちなみにマンセルはその口火となる地元イギリスでの第14戦ヨーロッパGPがF1初優勝、出走72戦目で当時は最も遅い初優勝だった。ホンダ・ターボの初期開発を支えたロズベルグはマクラーレンへの移籍が決まり、4年在籍したウィリアムズを去った。
1986年、2度のワールドチャンピオン経験者であるネルソン・ピケが加入。この時点でマンセルはまだ前年の1勝のみであり、ピケは完全No.1待遇でウィリアムズと契約した。この年はホンダエンジンを武器に9勝し、3度目のコンストラクターズタイトルを獲得する。しかし、チーム内ではピケ派とマンセル派のいさかいが生じた。この背景は、契約上ではピケがNo.1ドライバーとして加入したにもかかわらず、それに反発するようにチームが自国ドライバーのマンセルを優遇し、両ドライバーの険悪な関係を招いた。また、チームオーナーのフランクが交通事故により脊椎骨折の重傷を負い、下半身麻痺となり車椅子での生活を余儀なくされた。それでも車椅子姿でチームの指揮を執ったが、定期的な療養が必要であったため、リーダーとしてチーム内の混乱を収める余裕がなかった。さらに、フランクも含むチーム側がマンセルを支持していたのに対し、エンジンを供給するホンダはピケのウィリアムズ加入を推薦したことやピケの契約金を一部負担していたことからピケを支持していたこともこの混乱に拍車をかけた。ピケはこの2年後に受けたインタビューで「契約から半年後にはNo.1待遇の約束が反故にされ状況が難しくなった。マンセルは1986年のブランズハッチで優勝して、その翌週にフェラーリからマンセルを獲得したいと声がかかった。するとフランクはマンセルに多くのことを約束し、チームに残ってくれと懇願した。それから僕には多くの腹の立つ出来事が起こり始めた。No.1のはずの僕はアクティブサスペンションのテストドライバーに成り下がってしまった。サスペンション開発のテスト走行を全てこっちにやらせて、もう一人はレースだけに集中してて良いなんてことを承服できるわけがない。」とこの年の内情を述べている。

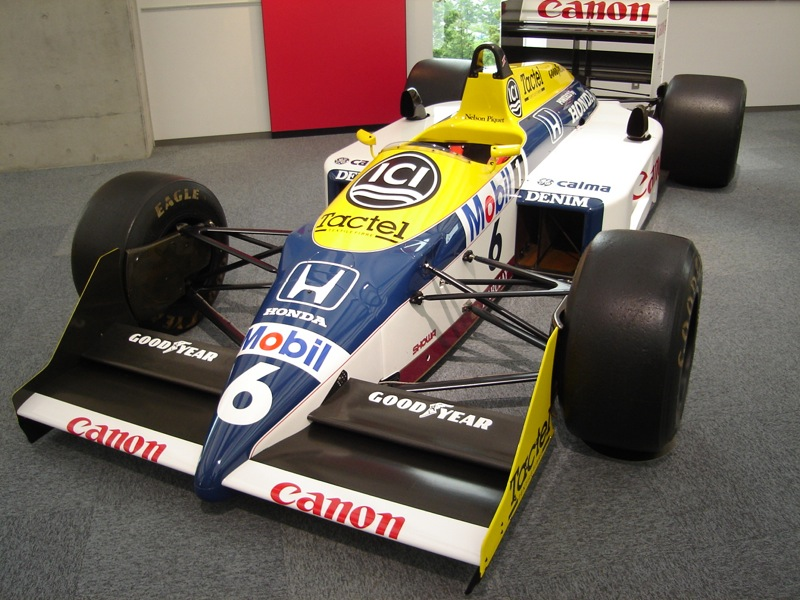
キヤノンカラーにICIロゴのFW11B・ホンダ

こうしたチーム内の混乱を突かれ、最終戦オーストラリアGPではマクラーレンのアラン・プロストにドライバーズチャンピオンをさらわれてしまった。最強エンジンを有し、チャンピオン最有力チームであった2人がチャンピオンを逃した理由を問われたピケは「No.1が二人いたから」と、チーム力の分散を真っ先に挙げた。
1987年はコンストラクターズを連覇し、ピケがマンセルとの戦いを制してチャンピオンを獲得した。また、ロータスに続いてアクティブサスペンションを実戦投入し、イタリアGPで勝利している。しかしマンセルを優遇するチームへの不満が募ったピケはロータスへの移籍が決定。さらにホンダがピケと入れ替わる形で日本人である中嶋悟の起用を打診するもチーム側は拒否するなどホンダとの関係も急速に悪化し、ホンダは供給先をロータスとマクラーレンの2チームに変更してウィリアムズへの供給を同年限りで打ち切ることを発表。コース上では最速を誇ったものの、短期間に多くのものを失う幕切れとなった。

### 1988年 ジャッド時代
ホンダターボを失った1988年は、自然吸気（NA）のジャッドエンジンを搭載したFW12で参戦。マンセルが2回2位を獲得したもののエンジンの信頼力不足、アクティブサスペンションの熟成不足等により成績は低迷。シーズン中盤のイギリスGP以降は旧来のパッシブサスペンションに戻す混乱もあり、1978年シーズン以来の未勝利に終わった。なお、ウィリアムズがジャッドエンジンの供給を受けるための費用はホンダが肩代わりした。契約期間を1年早く打ち切った穴埋めの一部であった。
マンセルはシーズン終了後フェラーリへ移籍した。

### 1989年〜1997年 ルノーとの黄金期
1989年にターボ禁止・NA統一が導入されるとルノーと契約し、マシンとエンジンの英仏共同開発路線を整えた。ルノーエンジンとFW12シャシーのマッチングも良く、ジャッドとは比較にならない程の戦闘力に高まり、マンセルの後任となったティエリー・ブーツェンが雨のカナダGPで当時の最遅初優勝記録という形で優勝。カナダと同じく雨での開催だった最終戦オーストラリアGPもブーツェンが制し、シーズン2勝を挙げた。
1990年にはリカルド・パトレーゼがサンマリノGPで久々の優勝をし、ブーツェンもハンガリーGPでポールトゥーウィンを果たした。シーズン途中にはレイトンハウスの不調の責任を取らされる形で放出された前衛的な空力設計者エイドリアン・ニューウェイとすぐさま交渉し契約に成功。堅実な性格のヘッドとの異なる個性が融合したFW14が生み出される。

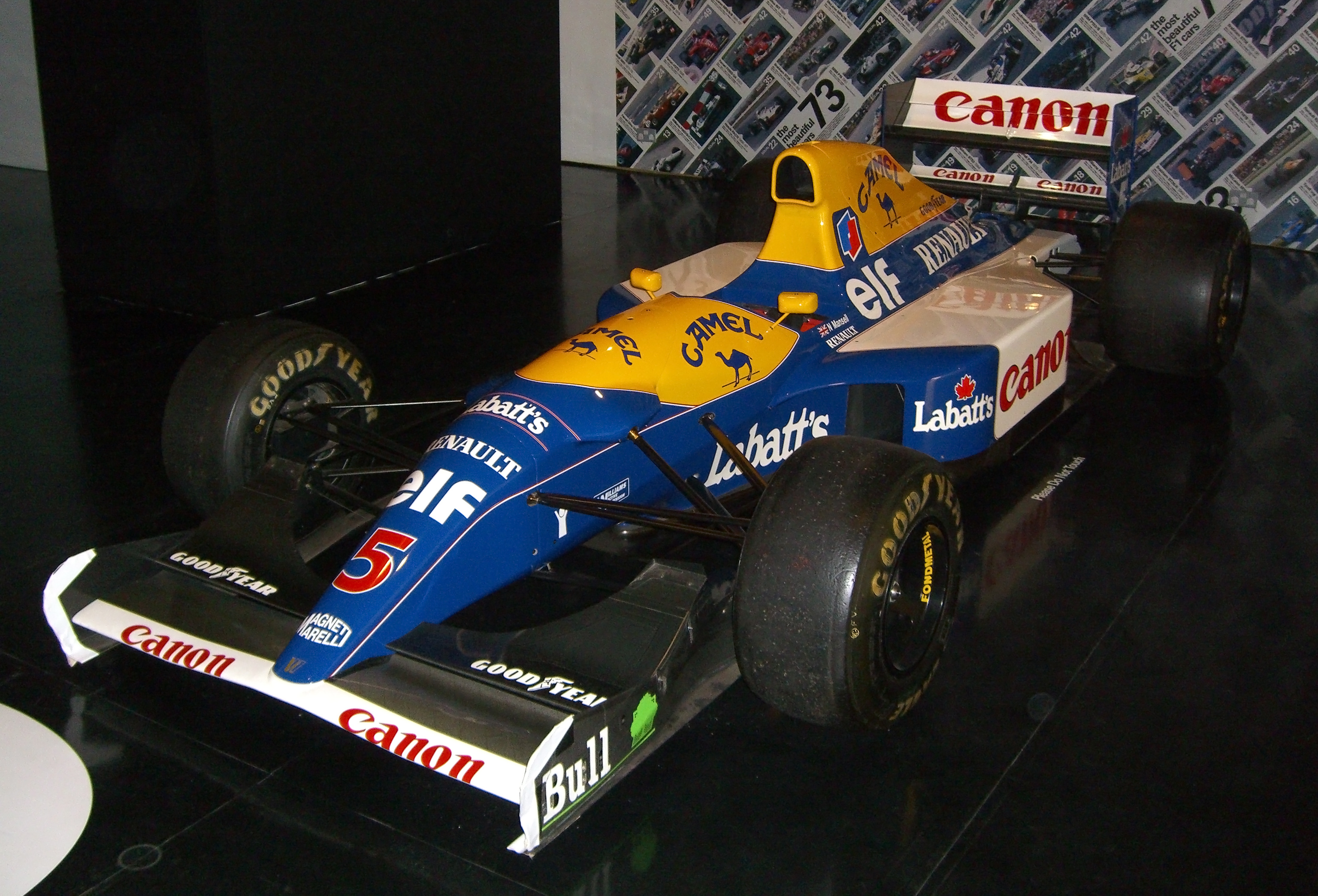
FW14B・ルノー（1992年）

マンセルが3年ぶりにチーム復帰した1991年、ニューマシンFW14は開幕戦から速さを見せたが、シーズン前半はセミオートマチックトランスミッションのトラブルが多発。その後マクラーレンを急追するも、チームのピットでのミスなどもあり、タイトルを逃した。
1992年はアクティブサスペンションやトラクションコントロールを搭載したハイテクマシン、FW14Bが他チームを圧倒する速さで開幕から1-2フィニッシュでの連勝を重ねる。計10勝を挙げ、マンセルのドライバーズタイトルと共にコンストラクターズタイトルも獲得した。しかし、マンセルはチームとの契約更新を巡る関係悪化からF1引退を表明、5年在籍したパトレーゼもチームの方針に対して嫌気が差してベネトンへ移籍した。
1993年はFW14Bの正常進化形であるFW15Cを投入。アラン・プロストが1年間の休養から復帰し、チームメイトにロータスからミカ・ハッキネンを迎える噂もあったがデイモン・ヒルがテストドライバーから昇格した。前年チャンピオン不在のためカーナンバーは"0"と"2"となるが、プロストはフランス語で無能を示唆する"0"ではなく"2"を選んだ。プロストは4度目のタイトル獲得を最後に現役を引退し、ヒルは後半戦にかけて初優勝をふくむ3勝を挙げた。ウィリアムズは1992年から1993年にかけて24戦連続ポールポジション(PP)という記録を残し、F1マシンの電子制御の進化を牽引した。このシーズンを持ってメインスポンサーだったキヤノン、およびキャメルとの関係が終了。1985年から使われていた「青・黄・白・赤」のカラーリングも見納めになった。
1994年はロスマンズが新たにメインスポンサーとなり、ウィリアムズ入りを熱望していたアイルトン・セナが加入した。シーズン開幕前からこの組み合わせでチャンピオンは決定しているとさえ言われたが、ハイテクデバイス禁止を受けてデザインされたFW16は極端に不安定な特性をもち、ベネトンのミハエル・シューマッハに開幕連勝を許す。さらに第3戦サンマリノGPではセナがタンブレロコーナーのコンクリートウォールに激突、帰らぬ人となった（この事故以降、ウィリアムズのマシンにはセナのSマークが刻まれている）。イタリアの検察は過失致死の疑いでチーム首脳を告訴し、以後10年以上に渡り裁判が続くことになる（2005年に全員無罪が確定）。セナの後任にはテストドライバーのデビッド・クルサードが昇格したが、マンセルもインディカー・ワールドシリーズの合間を縫ってスポット参戦した。突如としてエースの重責を負うことになったヒルは、シューマッハが失格や出場停止となる間にポイント差を縮め、最終戦オーストラリアGPでの直接対決に持ち込んだが、シューマッハとの接触により涙を呑んだ。激動のシーズンだったがコンストラクターズは3連覇を達成した。
1995年はベネトンもルノーエンジンを獲得し、同エンジンでの対決が注目された。予選の速さにおいてはベネトンを上回っていたが、シューマッハとロス・ブラウンの作戦に翻弄されたり、チームやドライバーのミス、FW17の信頼性に難があったことなどが災いし、ベネトンとシューマッハにダブルタイトルを奪われる結果に終わる。ヒルは「ウィリアムズは勝つ為なら手段を選ばないチームではなかった」「ベネトンは実質的にミハエル・シューマッハーのワンマンチームだから、彼を徹底的にマークすれば当然勝機は増す。でもウイリアムズはそう言う戦い方を選ばない矜持を持っていた」と当時を語っている。またこの年を以って、1978年以来のディドコットからグローブに本拠を移転している。
1996年はマクラーレンに移籍したクルサードに代わり、1995年のインディカー・ワールドシリーズチャンピオンのジャック・ヴィルヌーヴが加入し、ヒルと二世ドライバーコンビを組む。ヴィルヌーヴはデビュー戦からPPを獲得しあわや優勝と言う電撃的デビューを飾る。FW18が16戦12勝を挙げるほど他チームを圧倒する戦闘力を誇ったこともあり、チャンピオン争いはヒルとヴィルヌーヴの一騎打ちとなる。最終戦日本GPでヒルは史上初の親子二代チャンピオンを決定するも契約延長交渉が決裂、マンセル同様にチャンピオンがチームを去ることになった。そしてこの一件について事前の相談もなかったことがニューウェイの堪忍袋の緒が切れる最後の一押しとなってしまい、ニューウェイはマクラーレンへの移籍を決断することとなった。

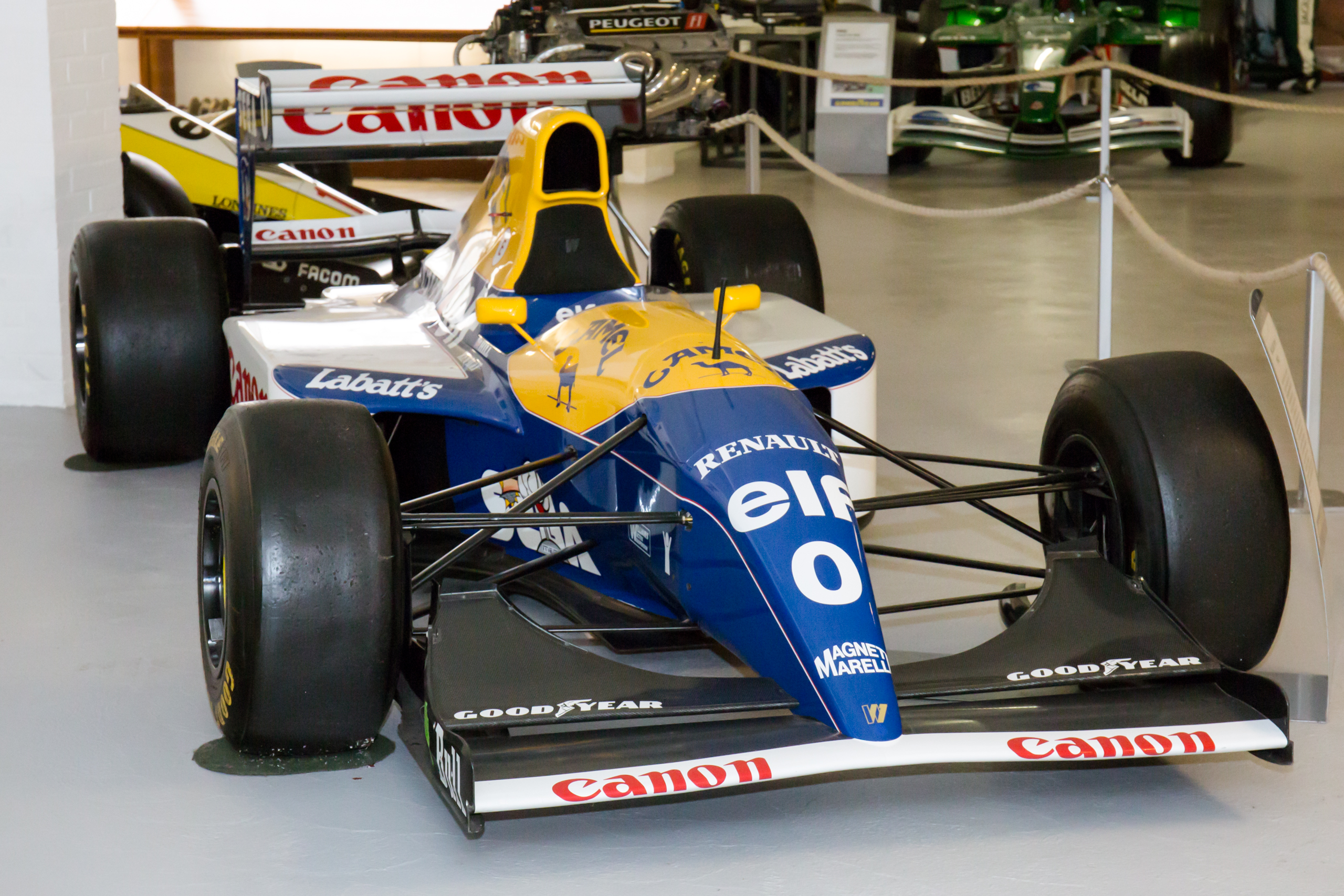
FW15C・ルノー（1993年）

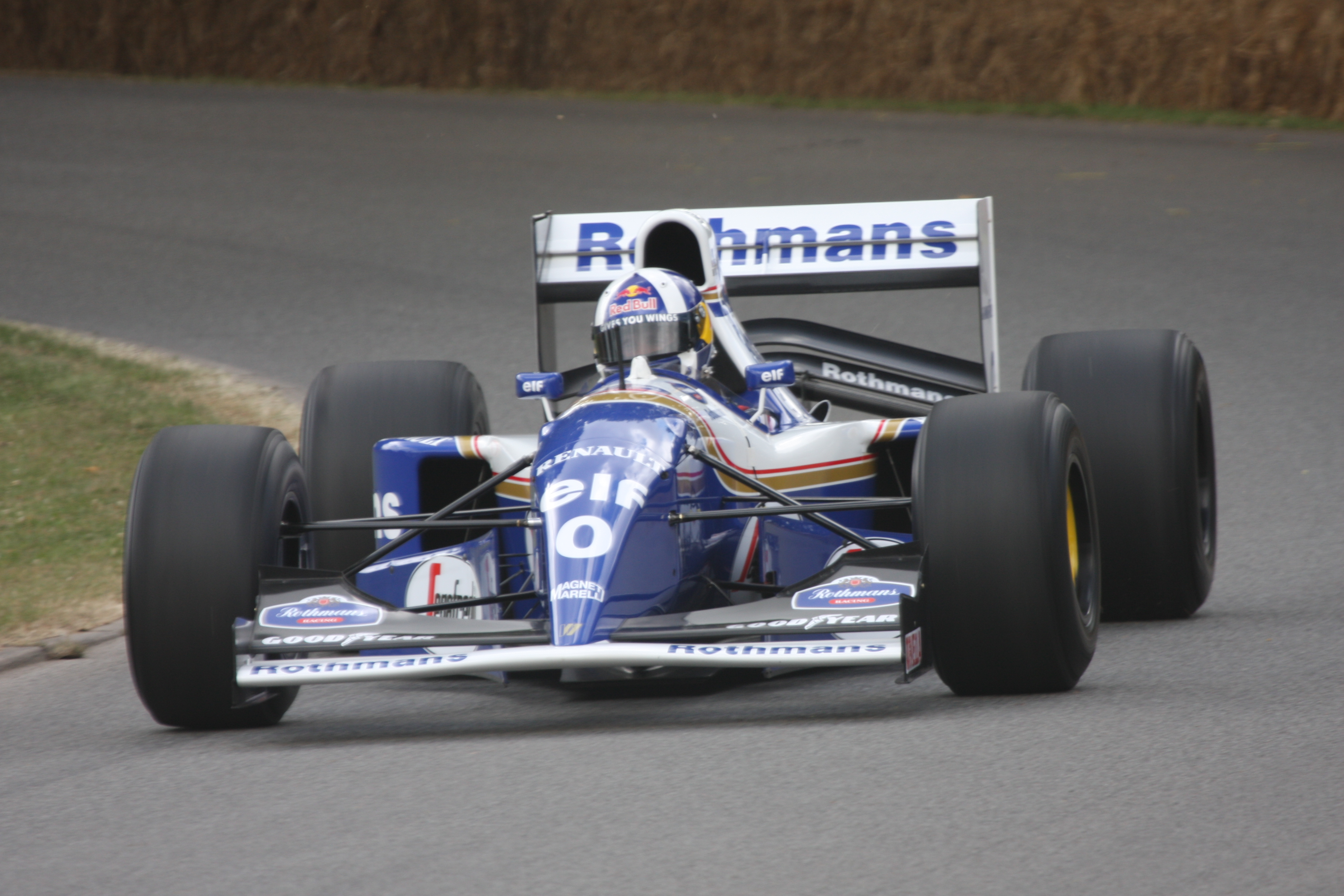
FW16・ルノー、ウィリアムズの1990年代を象徴するロスマンズカラー

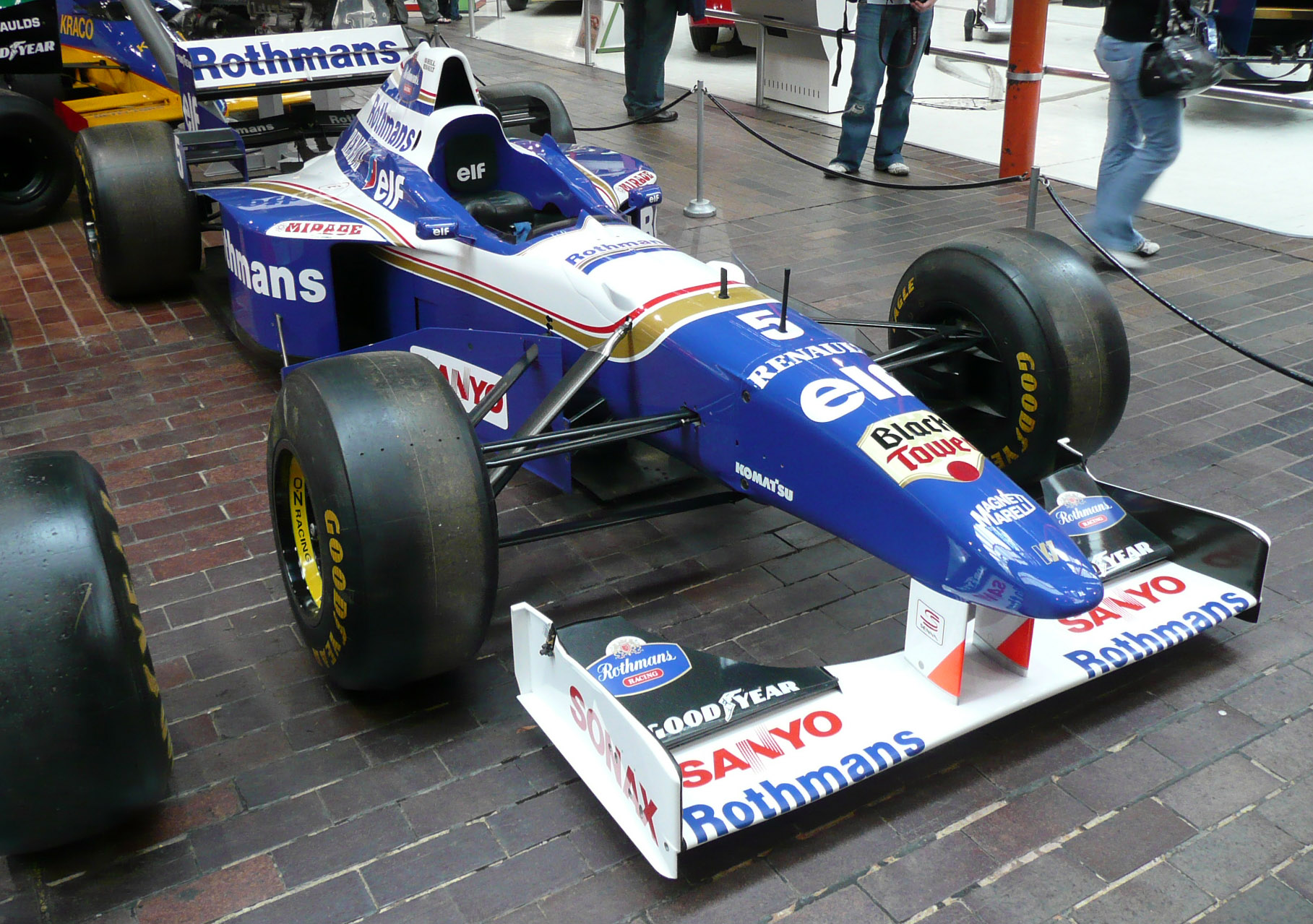
FW18・ルノー（1996年）

このヒルの解雇劇についてはヒル本人が後年のインタビューで語ることはあったが当時は全く語らず、詳細は不明である。当時の記事では、契約金の交渉が行われていないことからチームはヒル放出を内定しており、ヒルが大きく譲歩しないと残留は難しい考えられ、当時の噂でもヒルが1997年も残留できるか怪しいという見解が占めていた。またチーム視点から、1994年と1995年はヒルにもドライバーズタイトル獲得の可能性があったにもかかわらず、両年ともシューマッハに敗れたから今年度で見切りをつけることにした、という見方もあった。
この時期の出来事について後年のインタビューでいくつか語られており、ヒルに関しては、1997年の契約についてチームから詳細な説明はなく、契約金に関しては弁護士に任せていたため、自身は関わっていなかったと語った。むしろ、1996年の好成績は（自身を放出する予定であった）チーム側にとっては予想外で行き詰まってしまったのだろうとも語っている。
フランクは、ニューウェイのチームの株式保有に関して難色を示したことが結果的にニューウェイ離脱を招いたとして自分のミスだったとも認めている。ただし、ニューウェイはチーム側がドライバー人事に関する約束を守らなかったことを挙げている。その背景には1992年のチームとマンセルを巡る一連の出来事を受け、それ以降はドライバーの選択に関して自分の意見を取り入れることを条件に契約を延長していた。しかし、1996年のドライバー選択でもテスト走行の結果で見切るはずだったヴィルヌーヴを起用し、さらに、個人的に親しかったヒルを放出して1997年はフレンツェンを獲得すると事後報告されたため、そのやり方に嫌気がさし、チームにこれ以上留まらないことを決断した。そんな時期にメルセデスエンジンの開発を担当するイルモアの代表者マリオ・イリエン（マーチ時代の友人）から、メルセデスエンジンを搭載するマクラーレンへの加入を誘われたと語っている。一方でヘッドはニューウェイがマクラーレン代表のロン・デニスと交渉していることを示唆する書類を偶然目にし、その交渉内容はチームが応じられない内容であることが判明。それで半ば諦めたと語っている。
どのような経緯があったとしても、後年フランク・ウィリアムズ自身が「ヒル放出」を「あれは大きな失敗だったな」と認めるほどであり、FW19での活躍を最後にBMWのワークスエンジンを得るまで一旦チームは低迷期に入ることとなる。
翌1997年はヒルに替わりハインツ・ハラルド・フレンツェンが加入。フレンツェンの起用に関しては、フジテレビの1996年のF1総集編にて「将来のエンジン獲得に有利なドライバーとしてフレンツェンを起用する」というフランクのコメントがナレーションで語られていた。生前にセナが1995年のドライバーとしてフレンツェン起用を提案していたという噂があり、チームはそれを実現したという説もあった。1996年末時点では一連のウィリアムズの動きからBMWが将来的に参戦するのではという噂話にとどまっており、ウィリアムズへのエンジン供給の契約締結とその期間が2000年からであることをBMWが発表したのは1997年9月になってからである）。
だが、ニューウェイは最後の仕事としてFW19の完成を確認したところでそれ以降の開発作業に関与しないとして出社を拒否。そのため、チームとの間で法廷闘争にまで発展。
チーム内の混乱はあったが、FW19が依然優位というのが大方の予想であった。ところが、ヒルやニューウェイといったマシンに精通した人材に一時的に穴が開いてしまったことにより、マシンのセッティングに苦慮し、チームの戦略ミスなどもあって、ヴィルヌーブとフェラーリのシューマッハの激しいタイトル争いとなった。最終戦ヨーロッパGPの直接対決では、シューマッハとの接触を乗り切ったヴィルヌーヴがチャンピオンを獲得し、コンストラクターズタイトルも制した。このシーズン末をもってルノーは予定通りF1から撤退、9年間に渡る蜜月関係にピリオドが打たれた。

### 1998年〜1999年 ワークスエンジン不在の苦戦

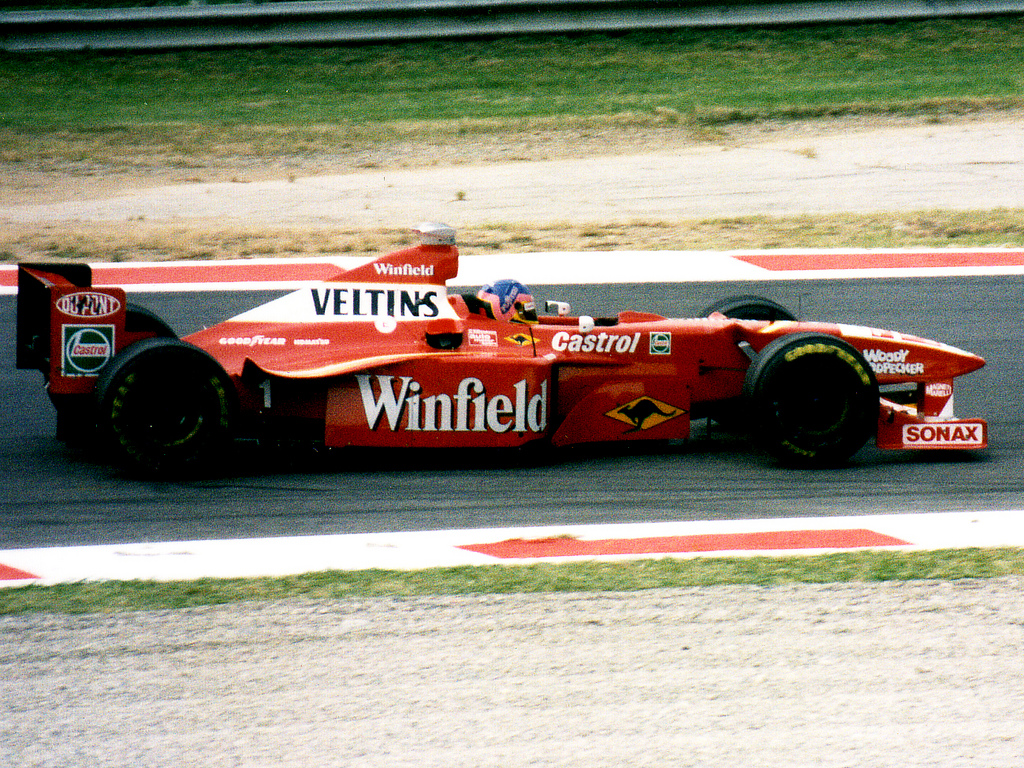
ウィンフィールドカラーに衣替えしたFW20・メカクローム

1998年はスポンサーブランドがロスマンズからウィンフィールドに変更され、FW20は同チームでは珍しい赤いマシンカラーとなった。1997年9月には2000年からBMWのエンジン供給契約が締結されたことが正式発表されていた。その間の空白期間は元々カスタマー仕様のルノーエンジンの供給を請け負っていたメカクロームで参戦することとなり、ルノーエンジンという点では変わりなかったが、その内容は前年型のルノーRS9を改修したカスタマー供給であった。そのうえ、ニューウェイが去ったこともあり、マシン開発においてレギュレーション変更の対応が後手に回ってシャシーの戦闘力不足に悩んだ。最終的にはチームとしては1988年以来の未勝利に終わり、コンストラクターズランキングこそ3位を確保したものの、放出したヒルが第13戦ベルギーGPで初勝利を挙げたジョーダン・グランプリに肉薄されてしまった。シーズン終了後にはヴィルヌーヴとフレンツェンが揃ってチームを離脱した。
1999年はエンジン名をスーパーテック（供給はメカクローム）とし、フレンツェンとの入れ替わりでジョーダンから加入したラルフ・シューマッハと、1997年・1998年とCARTワールドシリーズを連覇の実績で5年ぶりのF1復帰となるアレッサンドロ・ザナルディとのラインナップとなったが、タイトル争いどころかレースでの優勝争いからも遠ざかった。鳴り物入りで加入したザナルディは精彩を欠き、第13戦イタリアGPで予選4位を獲得したこと以外は振るわず、結果的に1ポイントも獲得できなかった。シューマッハも第14戦ヨーロッパGPで一時首位を走行するなど健闘は見せたものの、優勝争いには絡めなかった。結局この年はジョーダンとスチュワートに抜かれコンストラクターズ5位に終わり、1988年以来11年ぶりにトップ4陥落の屈辱を味わった。

### 2000年〜2005年 BMWとのワークス期

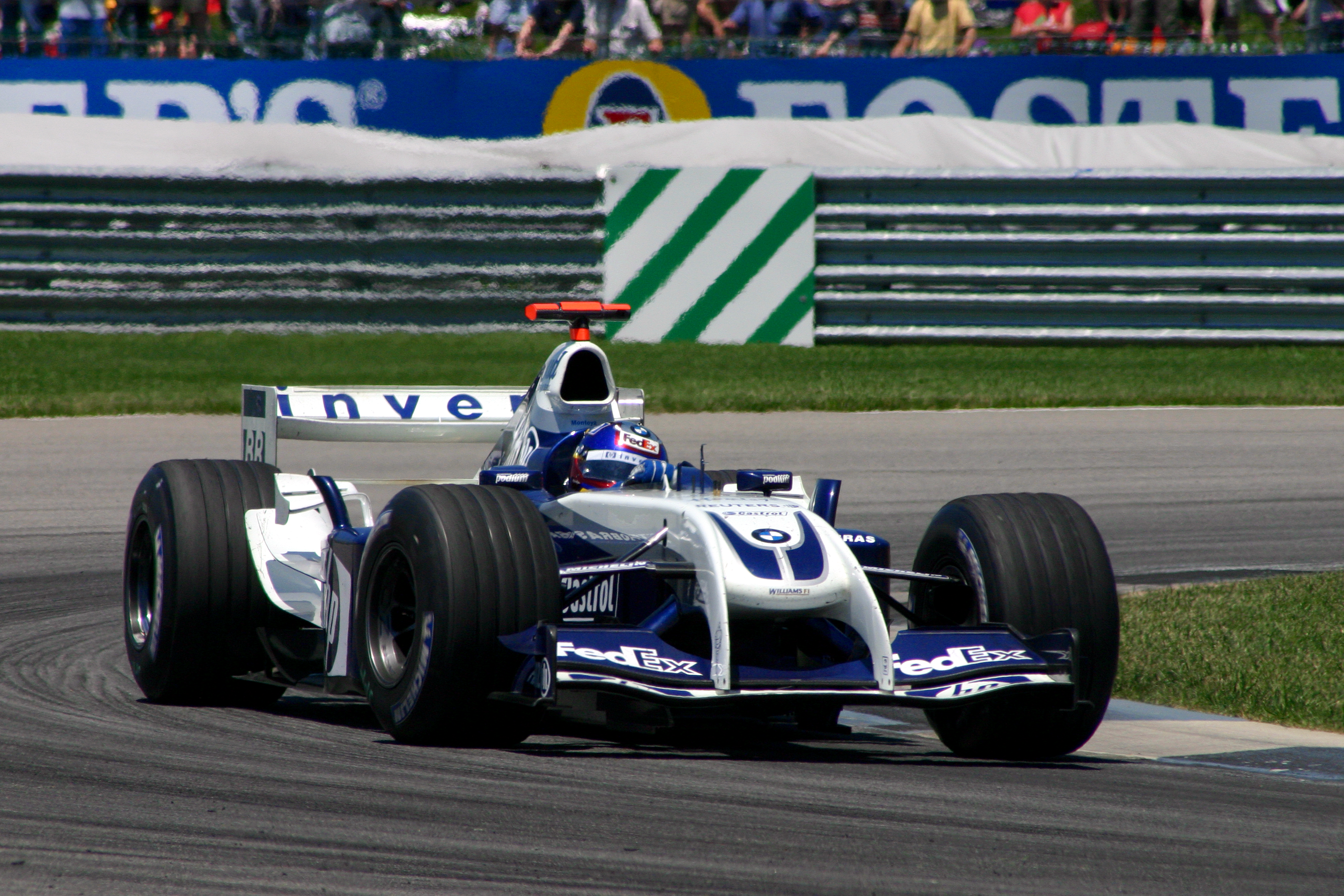
FW26・BMW
いわゆる「セイウチノーズ」のマシン

発表された通り、ホンダ、ルノーに続くパートナーとして、F1に復帰したBMWと提携。ル・マン24時間レースでの共同プロジェクトを経て、2000年より2004年までの長期契約を締結した。登録名はBMWウィリアムズF1 (BMW Williams F1) となり、マシンカラーリングもBMWワークスの白と紺を基調としたものに変わった。2000年はシューマッハと、テストで抜擢した新人ジェンソン・バトンのコンビで戦い、シューマッハが3回の3位表彰台を獲得し、コンストラクターズ3位となった。
2001年には同じく復帰したミシュランタイヤと組み、タバコスポンサーとの離脱を宣言する活動を進めた。シューマッハが初優勝を含む3勝を挙げ、CARTワールドシリーズから加入したファン・パブロ・モントーヤも初優勝するなど、新体制2年目で結果が表れ始めた。2002年はフェラーリに圧勝を許すも、公称1万9,000回転のBMWパワーを武器にモントーヤが5連続を含むPP7回を獲得。タイトルを獲得した1997年に次ぐ成績となるコンストラクターズ2位を獲得した。
2003年は序盤戦は低迷するも、FW25の改良とミシュランとのマッチングにより中盤以降4勝（シューマッハ2、モントーヤ2）を挙げ、最終戦までフェラーリとコンストラクターズタイトルを争い、順位こそ前年同様の2位だったが、ポイント面ではBMWエンジン時代として最高の成績を記録し、1997年以来最も両タイトルに近づいた年となった。また、好調だったことによりBMWとの関係性も極めて良く、シーズン中の6月にはBMWとのエンジン供給契約が2009年まで延長されることが発表された。
この年を最後にパトリック・ヘッドがテクニカルディレクターを退き、後任にサム・マイケルが就任し移行期を迎えるが、この2003年を最後にタイトル争いに関わることがなくなり、チームの凋落が表面化していくこととなる。
2004年はサム・マイケルがTDとして挑む新年度だったが、FW26の特異なハイノーズ（通称「セイウチノーズ」）が失敗し、最終戦ブラジルGPでのモントーヤの1勝に留まった。この年をもってモントーヤとシューマッハは揃ってチームを離脱。モントーヤはマクラーレン、シューマッハはトヨタに移籍した。このうち、シューマッハは後年に「技術レベルについては素晴らしいレーシングチームだと思う」と断わりを入れた上で、「フランクによるチームの管理方法は、常に上から強いプレッシャーをかけるものだった」「あのチームのマネージメントスタイルには間違っていることがすごく多かった」と6年在籍したチームの内情を批判的に述べている。
2005年シーズンはドライバーを一新してマーク・ウェバーとニック・ハイドフェルドを起用したがシャシー、特に空力面の失敗により2000年以来の未勝利、1999年以来のトップ4からの陥落（5位）という不本意な成績に終わった。成績の低迷とチーム運営への方針を巡ってBMWとの関係が悪化。BMWはザウバーを買収してコンストラクターとして参戦することを決意したことから、ウィリアムズとの長期契約は2005年限りで打ち切りとなり、結果的にワークスエンジンを供給された最後のシーズンとなった。また、この2年に渡りB・A・Rとの間で争われたバトンの契約問題（通称「バトン・ゲート」）は、バトン自身がウィリアムズに多額の違約金を支払いB・A・Rに残留するという結末となった。

### 2006年 「プライベーターチーム」として

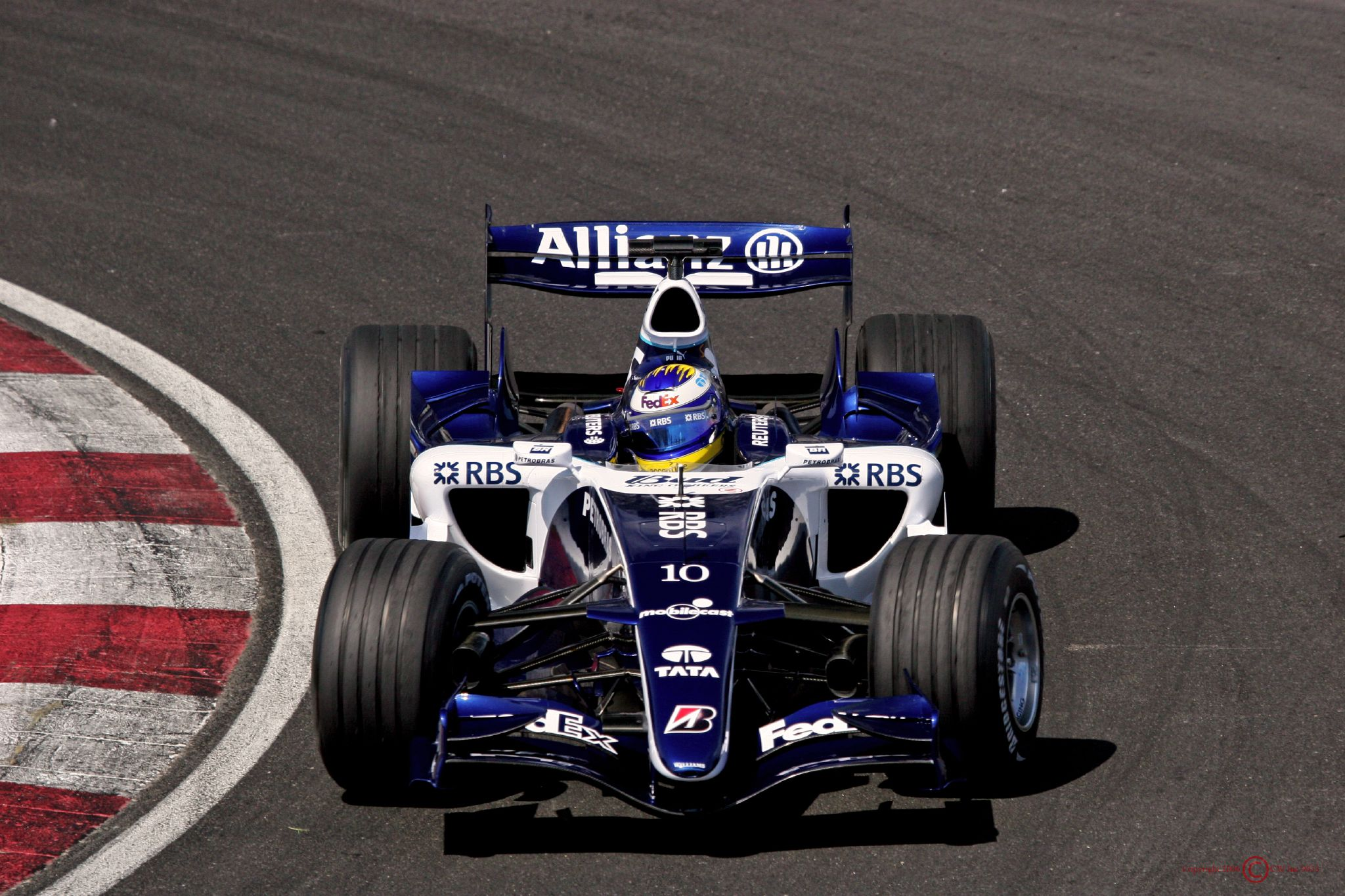
FW28・コスワース

BMWとの離別後はトヨタやホンダとの交渉が噂されたが、どれも実現には至らなかった。V8・2400ccエンジンへ変更となる2006年はコスワースと契約し、自動車メーカーのワークス化というF1界の潮流に逆らうように、「プライベーター」として参戦することとなった。また、タイヤメーカーもミシュランからブリヂストンへ変更された。ドライバーはウェバーが残留し、GP2初代チャンピオンであり、かつてウィリアムズでチャンピオンを獲得したケケ・ロズベルグの息子であるニコ・ロズベルグを起用した。
開幕戦でロズベルグがデビュー戦でファステストラップを記録するなど出だしは悪くなかったが、ワークスチームには遠く及ばず、コスワースエンジンも全くの信頼性不足でリタイヤが多く、現体制になって以来最悪のコンストラクターズランキング8位でシーズンを終えた。

### 2007年〜2009年 トヨタとの提携
2007年にはトヨタと契約し、2009年までカスタマーエンジンの供給を受けることになった。AT&Tがメインスポンサーになり、チーム名はAT&Tウィリアムズ (AT&T Williams) とされた。ドライバーはロズベルグが残留し、3rdドライバーのアレクサンダー・ヴルツがレースドライバーに昇格した。最終戦のブラジルGPではヴルツのF1引退を受け、トヨタ・ヤングドライバーズ・プログラム出身の中嶋一貴（中嶋悟の息子）がF1デビューした。マクラーレンの失格やワークスチームの失速に伴い、最終的にトヨタを上回るコンストラクターズランキング4位を獲得した。
2008年はチーム創設30周年にあたり、シーズン中に出走500回（トルコGP）、決勝レース50000周回（スペインGP）を達成した。ドライバーは3年目のロズベルグとレギュラーに昇格した中嶋という、ヒル・ヴィルヌーヴ以来の二世コンビ。ロズベルグが2度表彰台を獲得したものの入賞の機会は少なく、コンストラクターズランキング8位に後退した。また、2009年に導入されるKERSの開発を見越してオートモーティブ・ハイブリッド・パワー社の株式を少数取得し、「ウィリアムズ・ハイブリッド・パワー」に改称してチームファクトリーに移転した。
2009年は大幅なレギュレーション変更があったが、レギュレーションの穴を突いて2層ディフューザを投入し議論の的となった。しかし、最終的にFIAから許可が出されたため他チームもこれを追随する形となった。シーズン序盤は2層ディフューザもあり、成績も序盤は上向くかと思われたが、信頼性不足や中嶋がノーポイントに終わる不調もあり、コンストラクターズランキング7位に終わっている。全チーム中で唯一フライホイール式のKERSを開発していたが、実戦に投入されることはなかった。

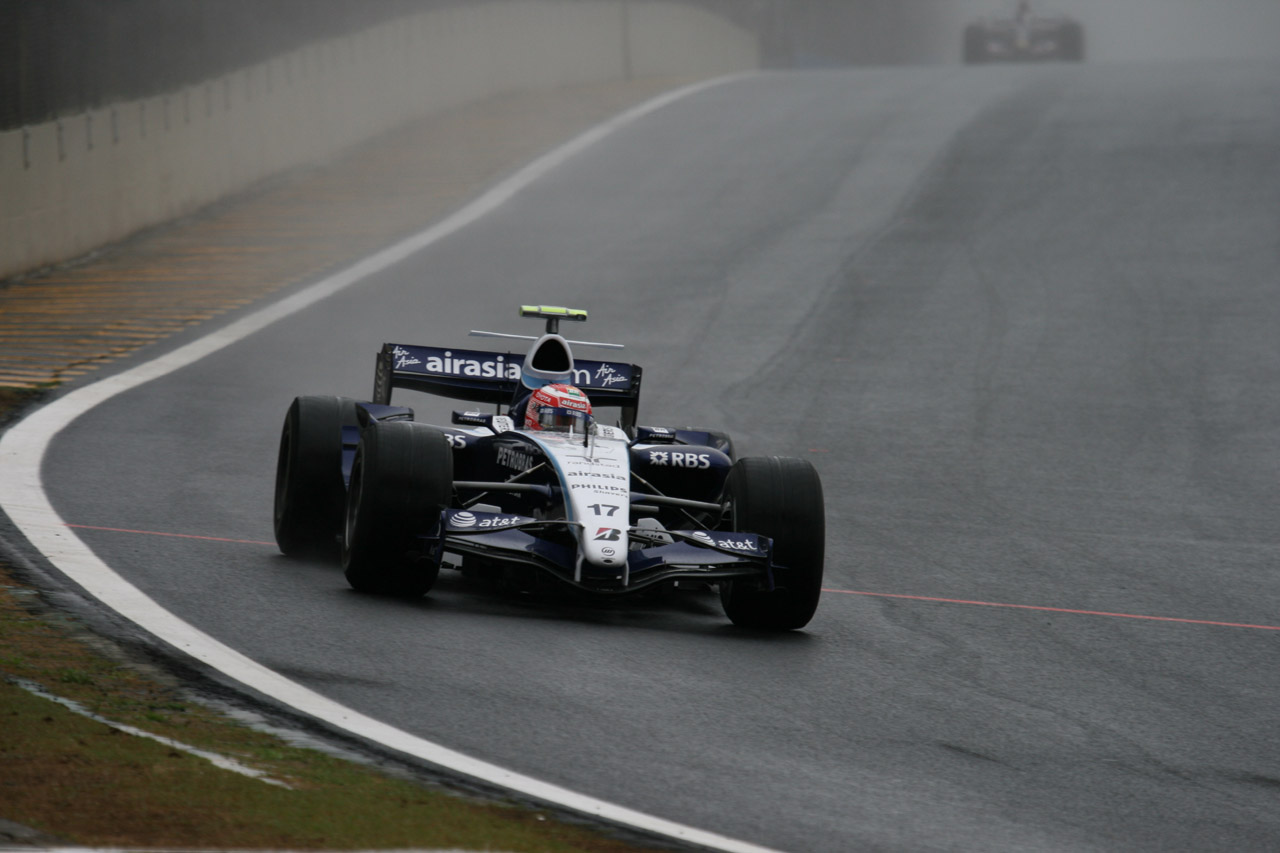
トヨタエンジン搭載のFW27 中嶋車

トヨタとのエンジン供給契約はあと1年残っていたが、2009年10月14日にカスタマー供給の打ち切りが発表され、2009年末に契約を前倒しして終了する形となった。これに伴い、2010年に使用するエンジンはコスワースとなる事も後日発表された。
2009年12月にはウィリアムズの株式をトト・ヴォルフに少数売却したことを発表した。のちに、売却比率が全体の10%であり、フランクが63%、ヘッドが27%を引き続き所有していることが明らかにされた。
10年ほどスポンサーを務めたアリアンツが離脱。新興メルセデスGPのスポンサーとなった。

### 2010年〜2011年 再度コスワースへ
2010年に投入したマシンFW32ではエンジンをトヨタからコスワースにスイッチした。また、ドライバーラインナップを一新し、ロズベルグと入れ替わりでブラウンGPからルーベンス・バリチェロを起用した。中嶋の後任にはテストドライバーから昇格したニコ・ヒュルケンベルグとなった。テストドライバーにはバルテリ・ボッタスと新しく契約した。ブラジルGPにてヒュルケンベルグがチームにとって5年ぶり、コスワースエンジンにとって11年ぶりとなるPPを記録した。しかし最終戦アブダビGP終了後の11月15日に、ヒュルケンベルグがチームを離脱し、同時にバリチェロとの契約を翌年も継続することが発表された。

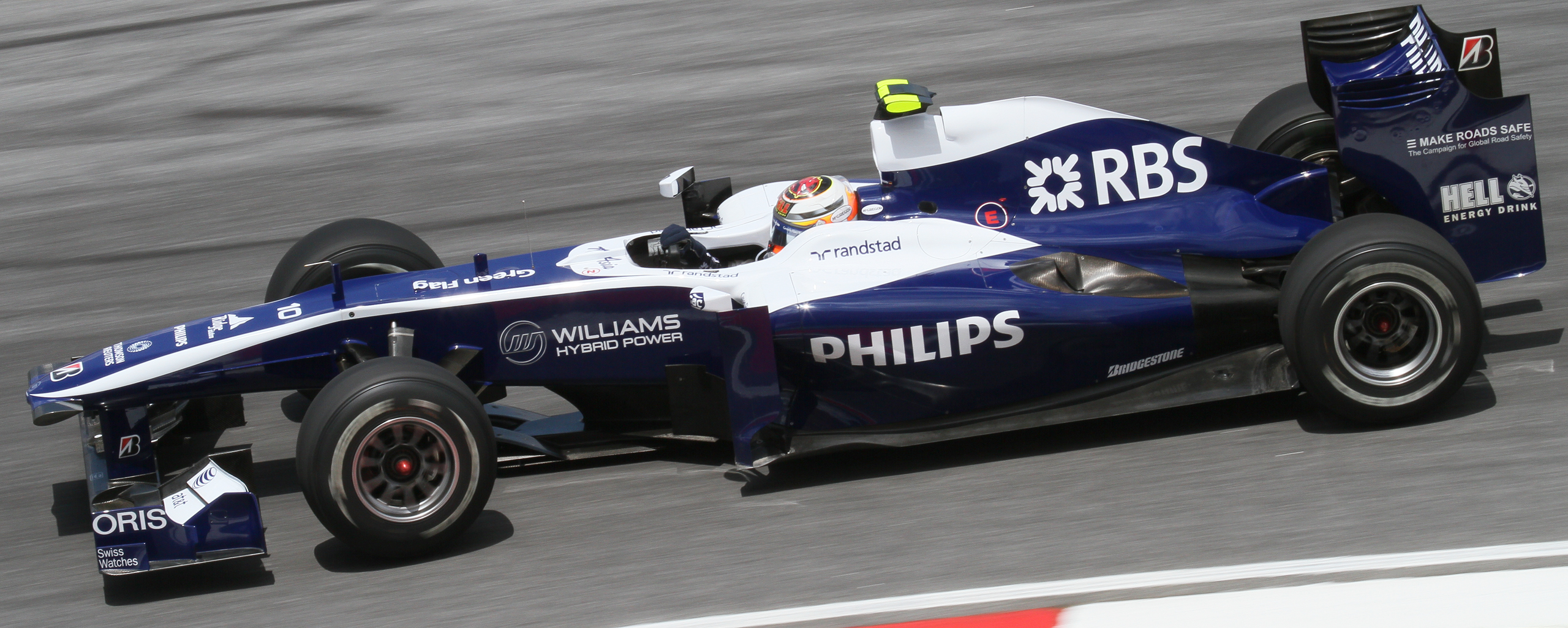
ニコ・ヒュルケンベルグがドライブするFW32（2010年マレーシアGP）

2008年末からの金融危機が原因でRBS（ロイヤル・バンク・オブ・スコットランド）が、オランダの家電機器メーカーのフィリップスが、それぞれスポンサーを降りた。
2011年シーズンはバリチェロが残留する一方で、ヒュルケンベルグの後任としてベネズエラ人ドライバーのパストール・マルドナドを起用することを発表し、これに伴いPDVSA（ベネズエラ国営石油会社）などベネズエラ資本の複数のスポンサーを獲得。しかしそれでもRBS・フィリップスらの離脱による収入減少を補いきれない（一説には43%もの減収となったとされる）ため、チームはレーシングチームとしては異例となる自社の株式公開を計画し、2011年3月2日にフランクフルト証券取引所に株式を上場することを発表した。フランク・ウィリアムズは株式の過半数を保有し続けるものの、主にパトリック・ヘッドらの所有株を中心に、発行済株式の約27%が市場に放出される。
この年は自社製の超コンパクトギアボックス以外に目立った体制変更はなかったが、5ポイントでランキング9位という2006年以上の不振のシーズンとなった（2006年当時のポイントシステムに換算するとこの年のウィリアムズはノーポイントである）。このためテクニカルディレクターのサム・マイケルを始めとする首脳陣が責任を取る形でチームを離脱。またフランク・ウィリアムズと共に同チームを長年率いたパトリック・ヘッドも関連会社の運営に専念することになりF1の現場を離れた。さらに過去5年にわたりメインスポンサーを務めたAT&Tが2011年末をもって降りた。

### 2012年〜2013年 ウィリアムズ・ルノー復活
2012年シーズンからルノーが15年ぶりにエンジンを供給することが2011年7月に決定。契約は2013年までの2年間で、エンジンのレギュレーションが変更される2014年はオプションとなっている。

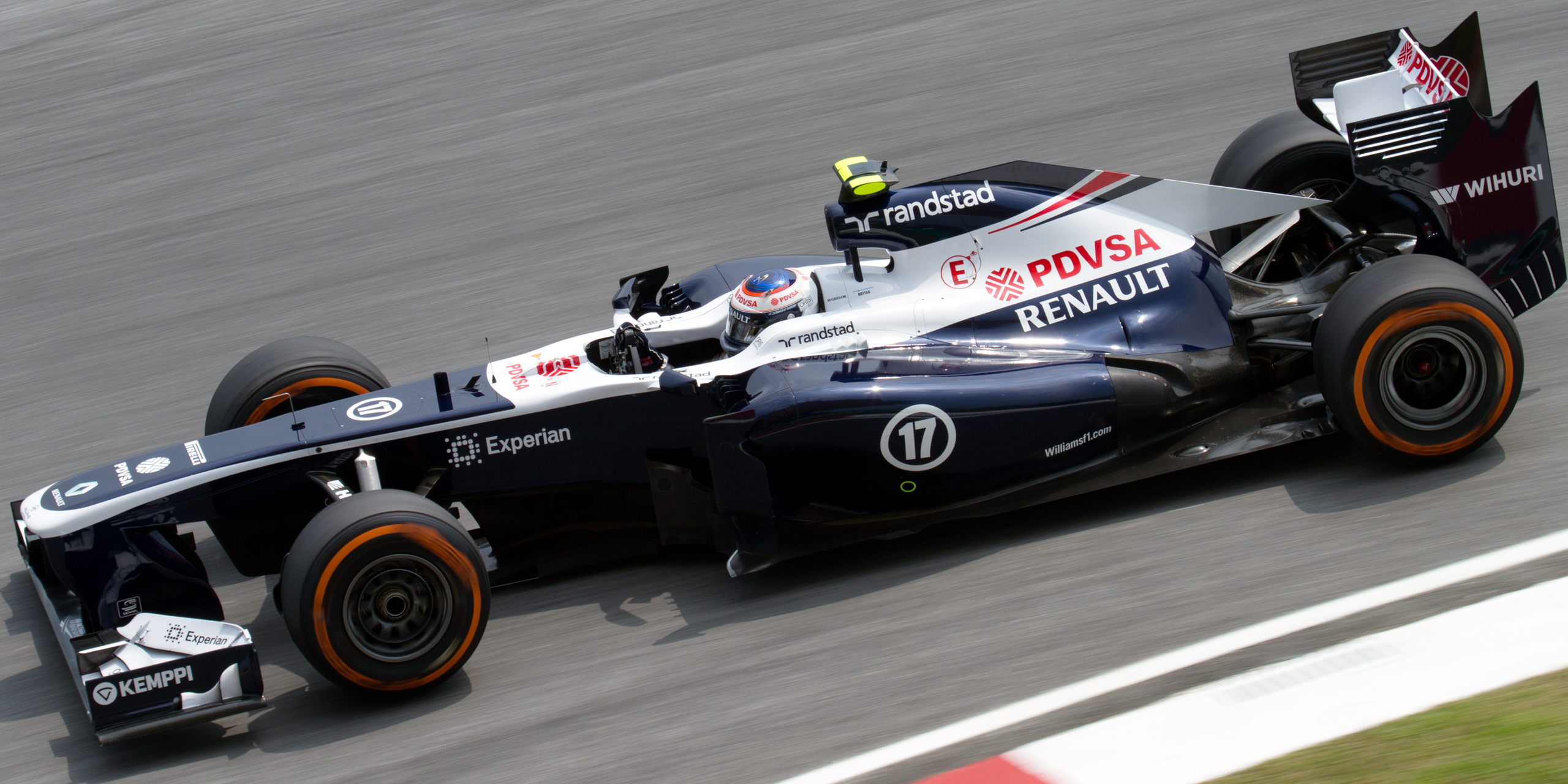
バルテリ・ボッタスがドライブするFW35（2013年マレーシアGP）

ドライバーはバリチェロに代わりブルーノ・セナが起用された。また'12年4月1日付でフランクはF1チームの取締役から退くことになった（ただし引き続きチーム代表を務め、役員会議には出席を続ける）。ウィリアムズ家の代表として、役員会には引き続きフランクの娘クレアが出席する。彼女はチームの広報部門に10年務めており、今回ドミニク・ライリーの退社を受けてマーケティング&コミュニケーションディレクターに昇進した。第2戦マレーシアGP終了後の3月26日、フランク・ウィリアムズの後継者と見なされていたアダム・パーが3月30日付でウィリアムズ・グランプリ・ホールディングズPLCを退職することを発表。これを受け、ディアジオの前CFOで現在WPGHと2つのFTSE100企業の非常勤取締役を務めるニック・ロースが非総裁（Non-Executive Chairman、非常勤会長）に就任。支配株主のフランク・ウィリアムズが、株主で非常勤取締役のトト・ヴォルフ、経営最高責任者のアレックス・バーンズ、残りの取締役のサポートを受けながら会社の監督を続けていく。
第5戦スペインGPではマルドナドが自身初のPPを獲得。決勝ではスタート時にフェルナンド・アロンソに抜かれ2位となったものの、ピットストップのタイミングが功を奏し逆転。アロンソの追撃を守りきり、ウィリアムズにとって8シーズン・7年半ぶりとなる優勝を飾った。しかし、レース終了後の優勝祝いの最中にガレージの燃料庫から火災が発生するという災難に見舞われた。重篤な負傷者はいなかったものの、この火災で3チームの計31人が負傷した。貴重なデータを収めたコンピューターも廃棄となり、それらについて当面は他チームから借り受けて運用することになった。マルドナドは安定性に欠けていたが、時折光る速さを見せ、セナはマルドナドほどの速さはなかったものの予選下位から追い上げる粘り強さやクレバーな走りを見せ、76ポイントでランキング8位となった。同年11月にマルドナドの2013年の残留と、リザーブドドライバーだったバルテリ・ボッタスをレギュラードライバーとして起用することが発表された。
2013年、フランク・ウィリアムズの後継者と目されていたトト・ヴォルフがメルセデスチーム代表に就任したことからウィリアムズとの関係を次第に解消する動きに出る（2016年3月に全株式を手放した）。マシンは一転して2年前の性能に逆戻りしたかのような戦闘力に苦労する事となった。予選最高位はカナダでのマルドナド13位、ボッタス3位、決勝はマルドナドが第10戦ハンガリーGPの10位、ボッタスが第18戦アメリカGPの8位で、チーム成績は2年前の5ポイント・9位と同じになった。8月にパット・シモンズがチーフテクニカルオフィサーに就任した。シーズン終盤にマルドナドはチーム離脱を表明、ロータスへの移籍を発表した。

### 2014年〜 メルセデスとの提携
2014年からF1のエンジンレギュレーションが大きく変更されることから、2013年5月にウィリアムズは、2014年より新たにメルセデスからエンジン供給を受けることを発表した。メルセデスはウィリアムズにエンジン及びエネルギー回生システム（ERS）を含むパワーユニット（PU）を供給するが、トランスミッションはウィリアムズが独自開発する。ドライバーは残留したボッタスとフェラーリからフェリペ・マッサが移籍。テスト段階では従来の紺ベースだったが、マルティーニ・エ・ロッシとの大型スポンサー契約がまとまり、チーム名や塗装にマルティーニの意向が反映され、白地に赤青ストライプが車体に描かれた。2008年を最後に離れていたペトロブラスがブラジル人のマッサ加入に伴いスポンサーに復帰。マルドナドが離脱したもののPDVSAは契約期間が残っていた為に残り期間のスポンサー料が違約金として支払われ、BMWエンジンを失って以後、最も潤沢な資金を得てシーズンに臨む事となった。それでも年間予算はトップのフェラーリの半分だった。

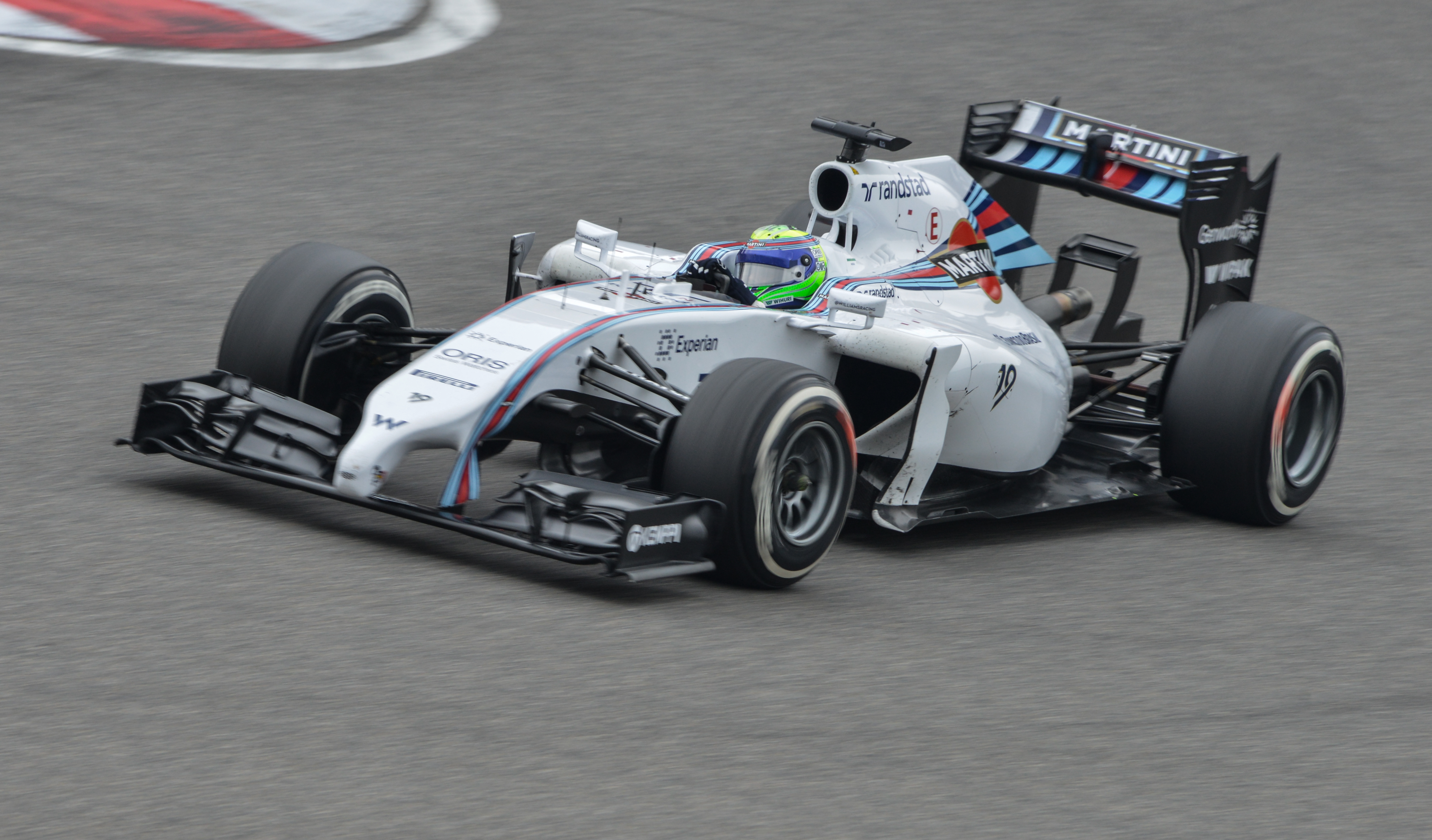
フェリペ・マッサがドライブするFW36（2014年中国GP）

開幕戦オーストラリアGPではボッタスが前年を上回る5位入賞を果たし、開幕戦の段階で前年の成績を上回った。続く第2戦マレーシアGP、第3戦バーレーンGPでもマッサ7位、ボッタス8位の2戦連続のダブル入賞が続く。第8戦オーストリアGPの予選ではマッサがPP、ボッタスが2番手とフロントローを独占した。ウィリアムズのPPは2012年第5戦以来であり、フロントローを2台独占したのは2003年フランスGP以来の11年ぶりであった。なお、マッサ自身にとっても2008年ブラジルGP以来6年ぶりのPP獲得であった。決勝は序盤トップと2位を先行したが、ピット作戦でメルセデス勢に逆転を許しマッサ4位、ボッタス3位初表彰台という結果となった。次戦イギリスGPではボッタスが14番手スタートながらも決勝で2位表彰台を獲得。また、最終戦アブダビGPではダブルポイントの効果もあり、2台で66ポイントを獲得。これにより、1レースで獲得したポイントが最も多いチームとしての記録を残した。この年はフェラーリとロータスの不振もあったが、未勝利ながらも年間ランキング3位と2003年以来の好成績をあげトップチーム返り咲きを果たしたと思われた。
2015年もボッタス、マッサのコンビで参戦。第7戦カナダGPでボッタスが、続く第8戦オーストリアGPでマッサが表彰台を獲得する。第9戦イギリスGPではマッサ、ボッタス共に2列目につけ、ロケットスタートでメルセデスを抜き去り1-2体制でレースを進めていた。しかしピット作戦でメルセデス2台に逆転されると、終盤に雨が降り出した際にウェットタイヤへ交換するタイミングを誤り、フェラーリのセバスチャン・ベッテルにも逆転されマッサ4位、ボッタス5位に終わった。

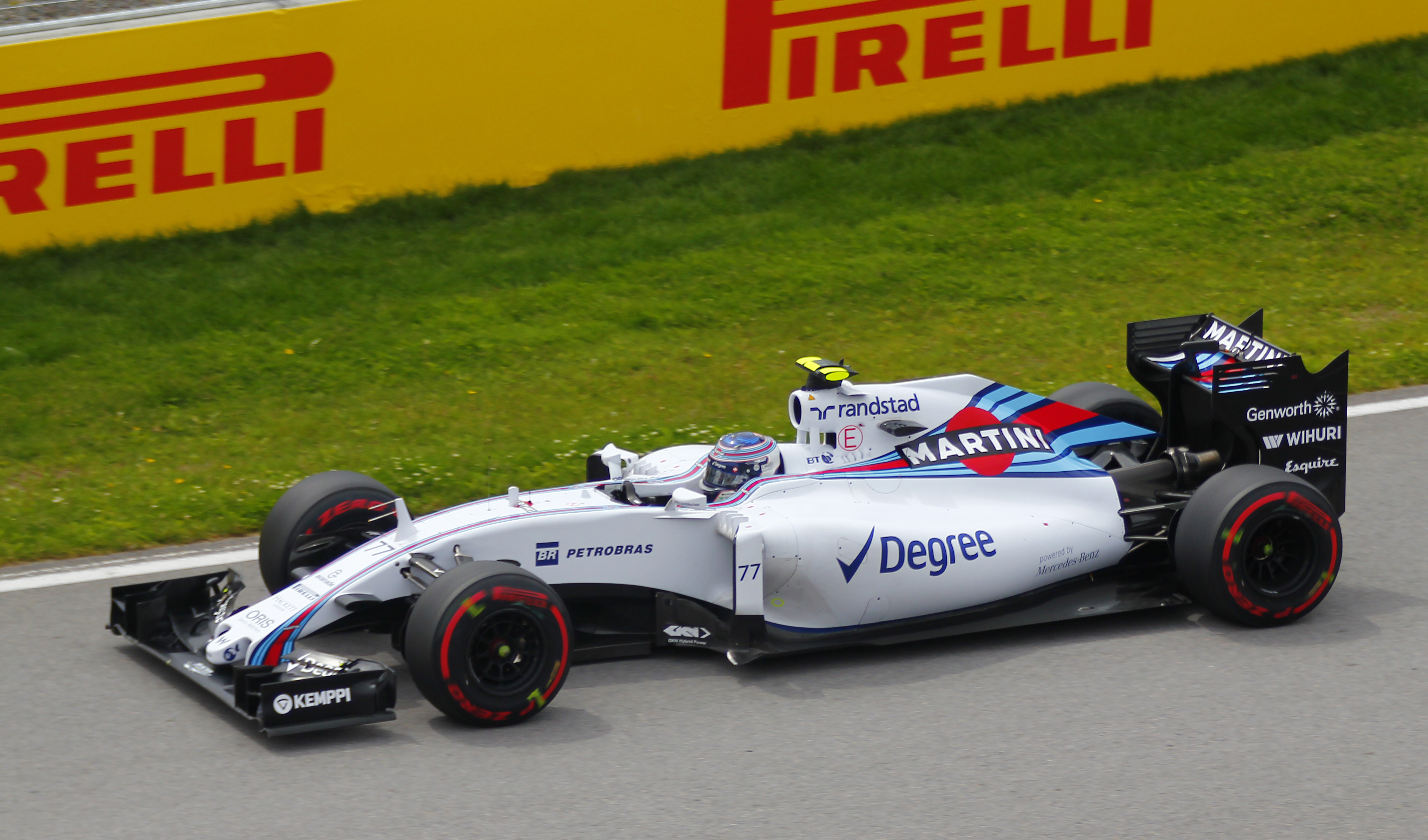
バルテリ・ボッタスがドライブするFW37（2015年カナダGP）

シーズンを通してメルセデス、フェラーリの後塵を拝するレースが多かったものの、レッドブルの不振もあり、コンストラクターズは前年と変わらず3位、個人ランキングではボッタス5位、マッサ6位となりランキングだけ見れば前年に近い成績でシーズンを終えた。しかし総獲得ポイントは減少し、前年が全戦入賞を果たしたのに対し、今季は数戦で入賞を逃し、さらに表彰台も両ドライバーとも3位表彰台2回ずつに留まるなど（前年は2位表彰台も記録していた）、成績はが下がった。この年以降、チームの位置付けは下がってゆくこととなる。
2016年もドライバーは変わらず。第5戦までは前年と同じような成績であったが、4月の段階で前年型よりマシンの戦闘力が後退しているコメントが発せられ、シーズンが進むにつれてポイントを獲得するのが精一杯という状況になっていき、メルセデス、レッドブル、フェラーリから大きく差をつけられた。表彰台もカナダGPでのボッタスの3位のみとなり、同じメルセデス製PUを使用するフォース・インディアが3位を2度獲得したこともあり、コンストラクターズ5位に後退した。イタリアGPでマッサがこの年で限りで引退することを発表した。また、テクニカルディレクターのパット・シモンズがこの年をもってチームを離脱。
2017年は「ウィリアムズ・グランプリ・エンジニアリング」としてのF1参戦40周年を迎えることから、順番通りのFW39ではなくシャシー名称を「FW40」とした。ドライバーは当初、マッサの引退を受け、ボッタスの残留と前年ウィリアムズのリザーブドライバーを務めていたランス・ストロールの昇格を発表していた。ところが、前年度王者のニコ・ロズベルグの電撃的引退に伴いボッタスがメルセデスに移籍したため、その影響でマッサは引退を撤回して引き続きウィリアムズで走ることとなった。ストロールには父親であるローレンス・ストロールによる資金提供が強く関わっているとの声が強く、ウィリアムズの資金難を示唆していた。なお、ウィリアムズで10代のドライバーが走るのは史上初のことである。メルセデスを離脱したパディ・ロウがチーフテクニカルオフィサー(CTO)に、前年末にフェラーリを離脱したディルク・デ・ビアが空力責任者にそれぞれ就任し技術陣の強化を行った。

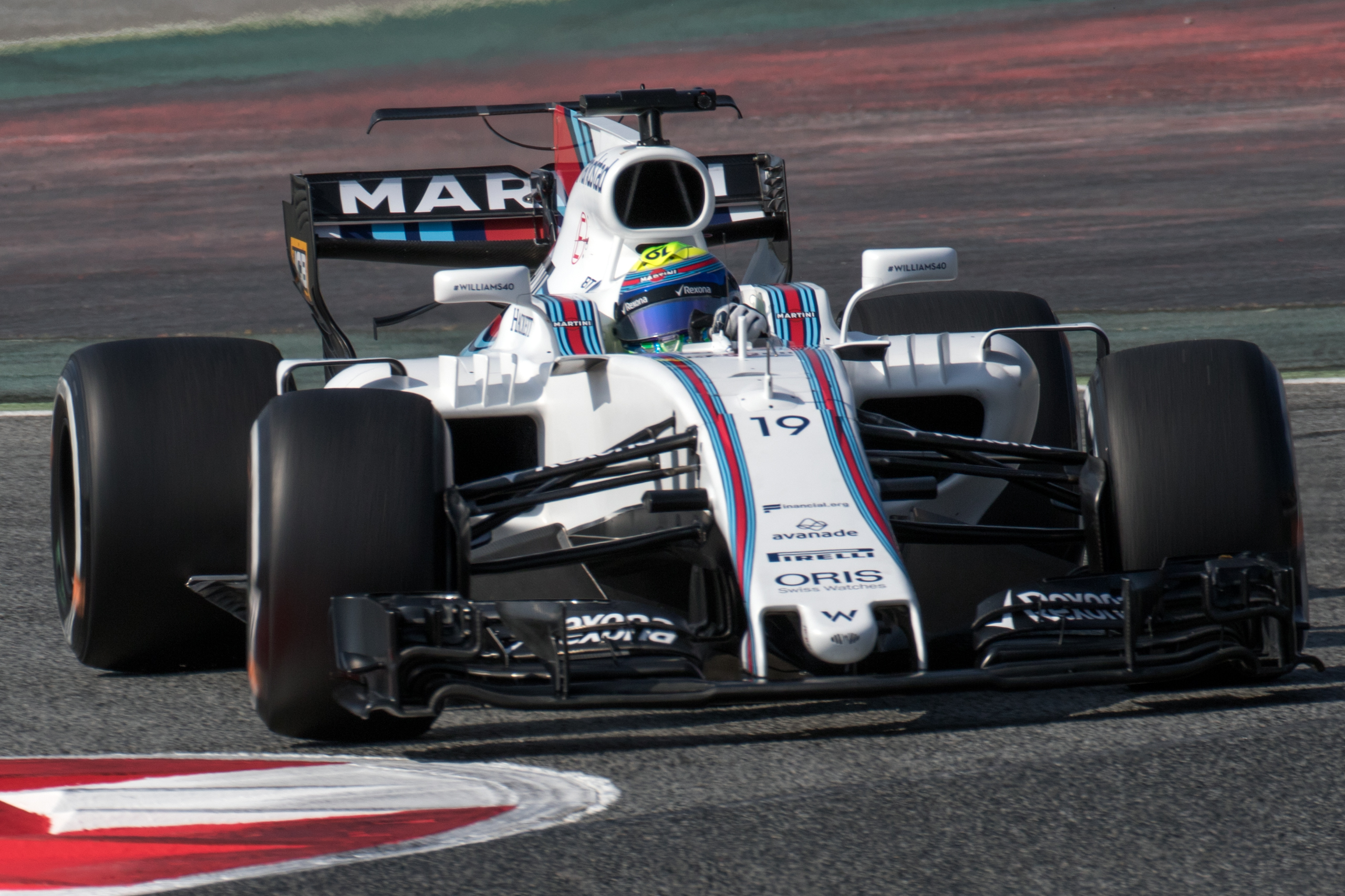
最終年となったマッサがドライブするFW40

ストロールは開幕3戦はリタイアとなるが、初の母国レースとなる第7戦カナダGPで9位入賞を果たすと、次のアゼルバイジャンGPでは3位に入り、初の表彰台に立った。オーストリアGPでは予選ではマッサ17位、ストロール18位と低迷するも決勝ではマッサ9位、ストロール10位にまで追い上げ今シーズン初のダブル入賞を果たした。ハンガリーGPはマッサが体調不良を訴え欠場したため、リザーブドライバーのポール・ディ・レスタが代走を務めた。チームとしては第2戦と第5戦以外で入賞し、時のトップ3チーム（メルセデス、フェラーリ、レッドブル）以外のドライバーとしてストロールが1回だけだが表彰台に上がったものの、ダブル入賞の回数が大幅に減り（前年10回、今季3回）、ランキングこそ昨年の5位と変わりはなかったが4位のフォース・インディアにはダブルスコアを付けられる結果となった。また、マッサはシーズン後半に改めて引退を表明した。

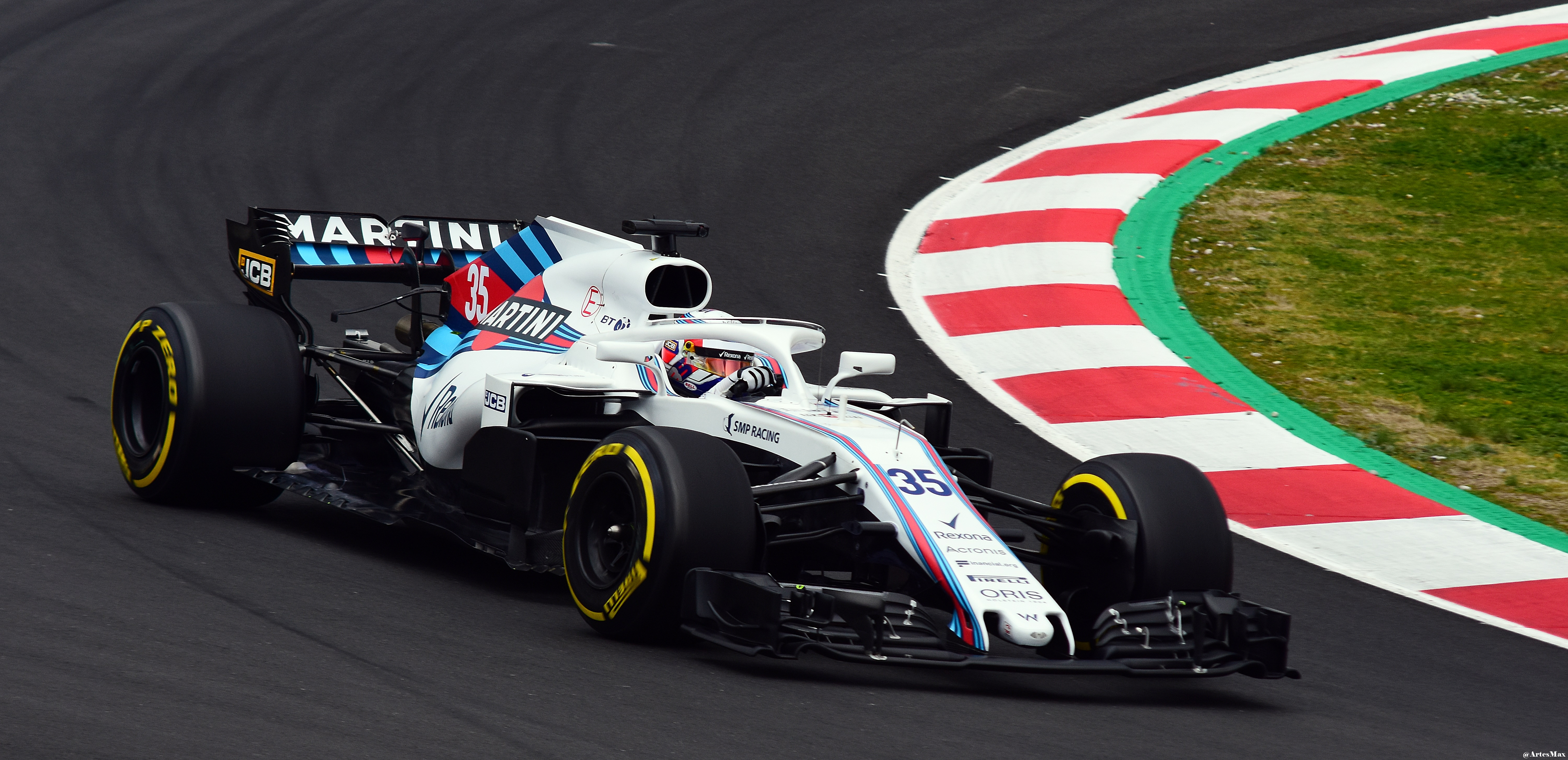
期待外れに終わったFW41

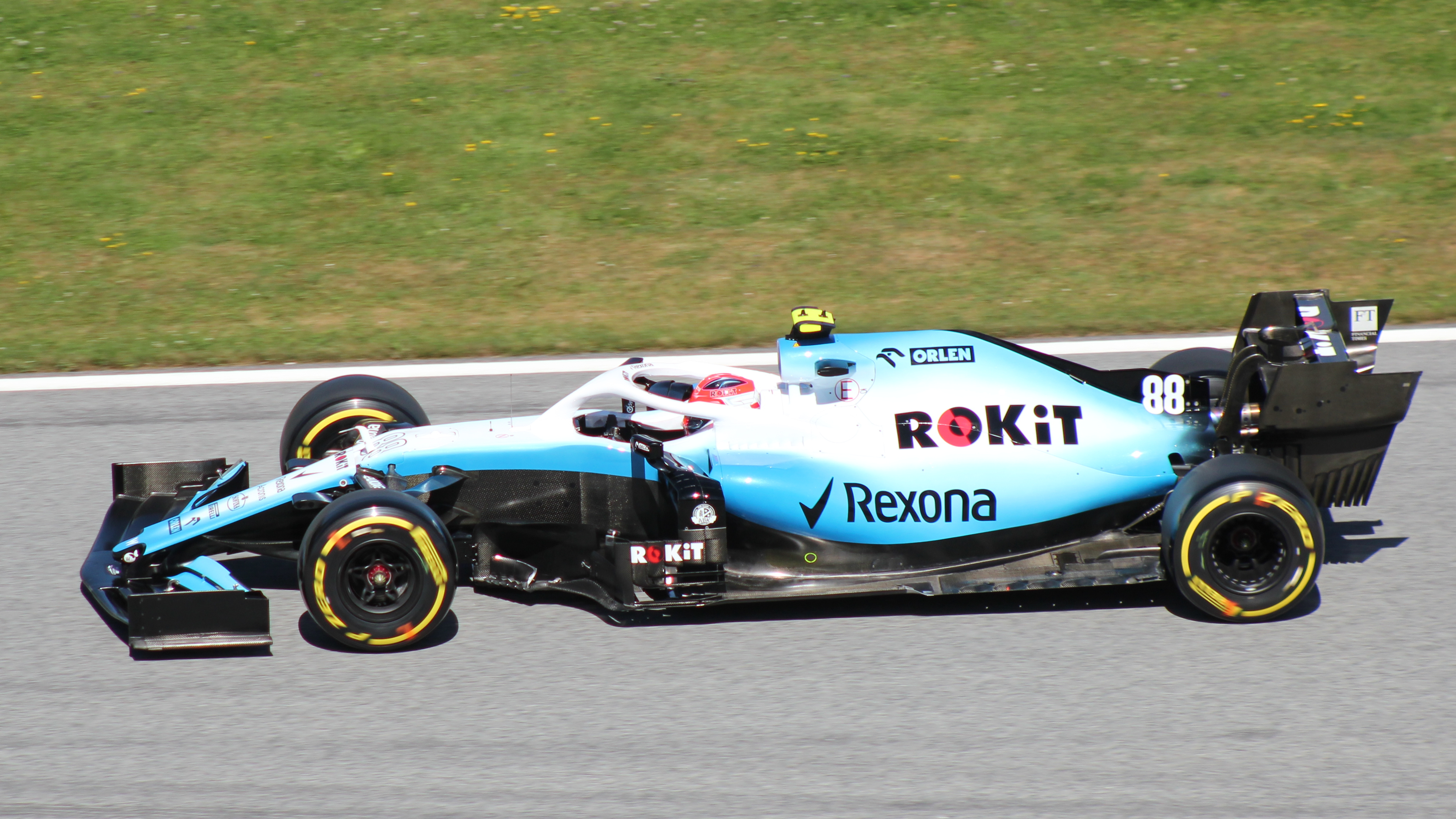
低迷が続いたFW42

2018年1月16日、ストロールの残留とセルゲイ・シロトキンの起用、そしてロバート・クビサのリザーブ兼開発ドライバー就任が発表された。開幕を前に、2014年からタイトルスポンサーとなっていたマルティーニが2018年をもって契約終了となることが発表された。マルティーニは25歳以上のドライバーを起用することを要望していた（マッサが2017年に引退を撤回した要因の一つでもあった）が、ストロールは19歳、シロトキンは22歳と条件を満たしておらず、今回のドライバー選択が契約終了の一因ではないかとの見方をされていたが、クレア・ウィリアムズはこれを否定している。パディ・ロウの手による新車FW41に期待が高まったものの空力に問題を抱え、5月にはチーフデザイナーのエド・ウッドと空力責任者のディルク・デ・ビアが相次いで離脱し、パフォーマンスエンジニアリング責任者のロブ・スメドレーもシーズン終了をもって離脱する事態に陥った。そのため、戦闘力強化の一環で自社開発を続けて来たトランスミッションもメルセデスからの供給に切り替える報道が出るほどであり、入賞したのはストロールが第4戦アゼルバイジャンGPで挙げた8位とダブル入賞を果たした第14戦イタリアGPの2戦のみで、コンストラクターズランキング最下位へと転落した。そんななか、ストロール家率いるコンソーシアムが破産宣告を受けたフォース・インディアを買収し、名称を変更したレーシング・ポイントへランス・ストロールが移籍。シロトキンも持参金が用意できなかったことでわずか1年でチームを離れることとなった。
2019年、前年の予告通りマルティーニとの契約が終了したため、今期は携帯電話会社の「ROKiT（ロキット）」と新たなタイトルスポンサー契約を結び、『ロキット・ウィリアムズ・レーシング』の名でエントリー。リザーブドライバーのクビサが正ドライバーに昇格して9年ぶりにF1復帰、メルセデスのリザーブドライバーを務めた新人ジョージ・ラッセルとのコンビとなる。新車FW42は合同実走テストに2日半参加できず大幅なハンデとなり、開幕1週間前にCTOのパディ・ロウが事実上更迭された。開幕戦オーストラリアではクビサ、ラッセル共々予選・決勝共に最下位に甘んじ、その後のレースでも下位に低迷。チームは人員の再編を行い、パトリック・ヘッドがコンサルタントとして8年ぶりにF1へ復帰、アダム・カーターがデザイン責任者の役割を引き継いだ。第11戦ドイツGPでクビサが10位となりノーポイントは免れた。結局、ドイツGPで獲得した1ポイントがシーズン唯一のポイントとなりシーズンを終えた。7月にROKiTと2023年まで、9月にメルセデスPUと2025年までの長期契約をまとめた。シンガポールGP記者会見でクビサがチーム離脱を発表した。また、今シーズンの成績によってチームのマシン開発の迷走が指摘されるようになる。
2020年、ドライバーはラッセルが残留し、リザーブドライバーを務めていたニコラス・ラティフィが昇格。技術部門も刷新され、レッドブルからデイビッド・ワーナー、ルノーからジョナサン・カーターが移籍してチーフデザイナー、副チーフデザイナー兼デザイン部門責任者にそれぞれ就任し、デザイン部門のアダム・カーターがチーフエンジニアに就任。マクラーレンからサイモン・ロバーツをマネージングディレクターに迎えた。今季はクラッシュテストの素早い合格やマシンの戦闘力の改善の成功の兆しなど、明るいニュースもあった。ところが、世界的な問題による開幕延期に伴い、チームの資金難に拍車がかかることとなった。プレシーズンテストの頃でさえ、深刻な資金難に陥っており、関連会社のウィリアムズ・アドバンスド・エンジニアリングの株式を前年末に過半数売却し参戦用の資金を確保。ラティフィの起用は金銭面が理由ではないとしながらも、彼が関連するスポンサーが多数参加しており、それを否定することもできなかった。そのうえ、シーズンが凍結されていることにより、レースで得られる収入が一時的に消滅してしまったため、施設や歴代マシンなどを担保に運営資金の緊急調達に迫られる事態となった。それに追い打ちをかけるかのように、チームからタイトルスポンサーのROKiTが5月29日付で契約が即時終了されたことが発表され、その分の収入も喪失。そのため、チーム株式の過半数あるいはチーム自体の売却を検討し始める事態となった。

### 2020年〜 チーム売却、新たな体制に
2020年8月21日、アメリカの投資企業ドリルトン・キャピタル（Dorilton Capital）に1億5200万ユーロ（約190億円）でチームを売却したことを発表した。チームのオーナーシップはドリルトン・キャピタルに移るが、チームはグローブの拠点に留まり、ウィリアムズとしてF1への参戦は続ける。そして9月初頭の第8戦イタリアGPをもって、フランク・ウィリアムズら首脳陣が正式に退任。43年に及ぶウィリアムズ家の運営に終止符が打たれた。後任のチーム代表には、残留したマネージングディレクターのサイモン・ロバーツが臨時で務める。
今季は予選Q2に何戦か進出し、特にラッセルが複数回Q2進出を達成したが、予選Q3進出までは至らなかった。決勝はラッセル1度、ラティフィ3度の11位の記録が最高位であり、チーム史上初（フランク・ウィリアムズ・レーシングカーズ時代は除く）の年間無得点に終わった。
2021年、ドライバーは両名とも継続。新型コロナウイルス感染拡大の影響により、今季は前年型シャシーの継続の決定。その関係でフロア後部に新たな規制の追加とトークン制による開発制限が導入され、チームは今季のマシンをFW43Bと命名して参戦する。元フォルクスワーゲン・マクラーレンのヨースト・カピートを最高経営責任者（CEO）に招聘したほか、テクニカルディレクターにはフランソワ＝グザビエ・ドゥメゾンを起用した。後にロバーツの離脱に伴い、カビートが正式にチーム代表となった。
ラッセルが第10戦オーストリアGPで、ウィリアムズチームとして2018年第14戦イタリアグランプリ以来のQ3進出を果たし、9番手を獲得（前のマシンのペナルティによる順位変動により8番手スタート）。決勝では10位入賞も目前まで迫ったが、タイヤが限界を迎え、11位完走に終わった。
第12戦ハンガリーGPでは、予選こそ両者ともにQ1敗退となったものの、決勝では1周目に起きた前方での多重クラッシュをかいくぐり、ラティフィとラッセルが共に入賞を記録。さらに2位のセバスチャン・ベッテルの失格により順位変動により、ラティフィ7位、ラッセル8位のダブル入賞を記録することとなり、チームとしては2018年第14戦イタリアGP以来のダブル入賞となった。第12戦ベルギーGPではウエットコンディション下で行われた予選においてラッセルが最終的に2番手を獲得。決勝は荒天で最終的に中止となったが、ハーフポイントレースの要件を満たした形かつほぼ決勝開始時の順位のまま終了。その結果、ラッセルが2位、ラティフィが9位となった。また、ベルギーGPの結果に関してはラッセルが2014年オーストリアグランプリ以来のフロントロー獲得(ただし、グリッドペナルティなどの順位変動も含めば2017年イタリアグランプリにランス・ストロールがそれによる繰り上がりの形で2番手を獲得している)と2017年アゼルバイジャングランプリ以来の表彰台入りを記録することとなった。その後、ラッセルが第14戦と第15戦で入賞しポイントを加算。第16戦以降は入賞できなかったが、自チームより下の2チームがウィリアムズの獲得ポイントを上回れなかったため、最終的にコンストラクターズ8位でシーズンを終えた。なお、この年の11月28日にはフランク・ウィリアムズが亡くなっている。
2022年、ラティフィが残留するが、ラッセルがメルセデスに移籍したため、F1へ復帰するアレクサンダー・アルボンが加入。新車FW44はこのシーズンから27年間付けていたセナのSマークを外すことが決定している。またギアボックスは自社製をやめメルセデス供給とした。FW44は開幕時点では開口部が非常に大きく後部を丸ごと削った独特なサイドポッドだったが、成績は低調。第10戦からは一般的なサイドポッドに変更。この年は散発的に9位・10位入賞したもののコンストラクターズ順位も再び最下位（10位）に転落した。
2023年に向けては、ラティフィがチームを離脱し、後任には2022年のFIA F2選手権でルーキー・オブ・ザ・イヤーを獲得したローガン・サージェントを起用。また2022年12月には、チーム代表のカピート、テクニカルディレクターのドゥメゾンの離脱も発表された。新代表には元メルセデスのジェームス・ボウルズがついた。2023シーズンは、前年に比べるとマシン性能も向上。特に高速サーキットではストレートスピードの速さが光り、開幕戦バーレーンGPではアレクサンダー・アルボン10位入賞し1ポイントを獲得した。第9戦カナダGPではアレクサンダー・アルボンが安定した走りを見せ7位入賞し6ポイントを獲得した。その後もアレクサンダー・アルボンが第11戦イギリスGPで8位入賞、第14戦オランダGPで8位入賞、第15戦イタリアGPで7位入賞、第18戦カタールGPスプリントで7位入賞。第19戦アメリカGPでは、ルイス・ハミルトンとシャルル・ルクレールの失格により9位入賞、第20戦メキシコGPで9位入賞と入賞を重ねている。ローガン・サージェントは第19戦アメリカGPで前述2人の失格により10位入賞しF1キャリア初のポイントを地元アメリカで獲得した。合計で28ポイントを獲得しコンストラクターズランキング7位となっている。
2024年も引き続き、アルボンとサージェントのコンビで戦うこととなる。また小松製作所がプリンシパルパートナーに就任。1990年代以来のパートナー復帰となった。翌年のドライバーとして、フェラーリと契約終了するカルロス・サインツJr.と契約した。第15戦オランダGP後、サージェントに代わり新人フランコ・コラピントを起用した。この年はドライバー達のクラッシュが非常に多く、コストキャップ制限下で修理用パーツの費用がかさみ完全な修理もままならない状態で、サージェントはそれが元で途中交代となり、コラピントも雨のサンパウロGPで赤旗の原因となるクラッシュを起こした。コンストラクターズランキングは9位に落ちた。
2025年はフェラーリからカルロス・サインツを迎え、アルボンとコンビを組む。新たにアトラシアンがタイトルスポンサーに就任した。サインツを追う形でサンタンデール銀行もスポンサーについた。

## F1以外の活動
ウィリアムズはF1以外にも過去に下記のような活動を行っている。

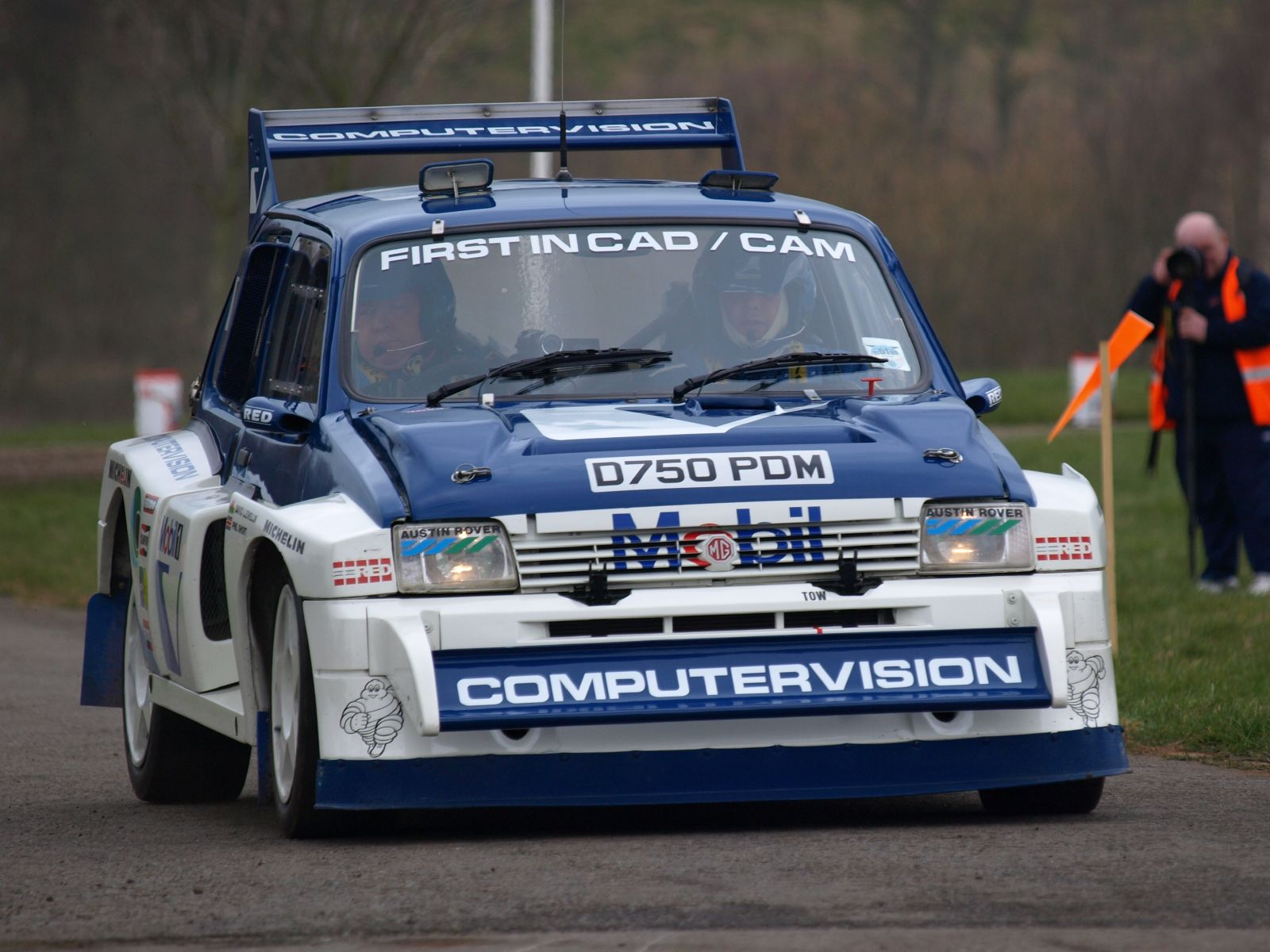
MG・メトロ6R4

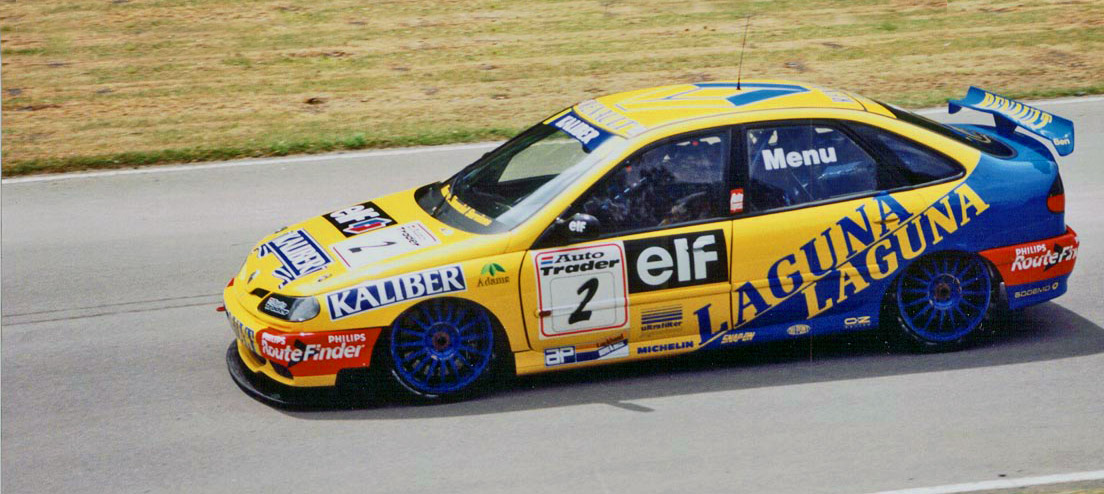
BTCCのルノー・ラグナ

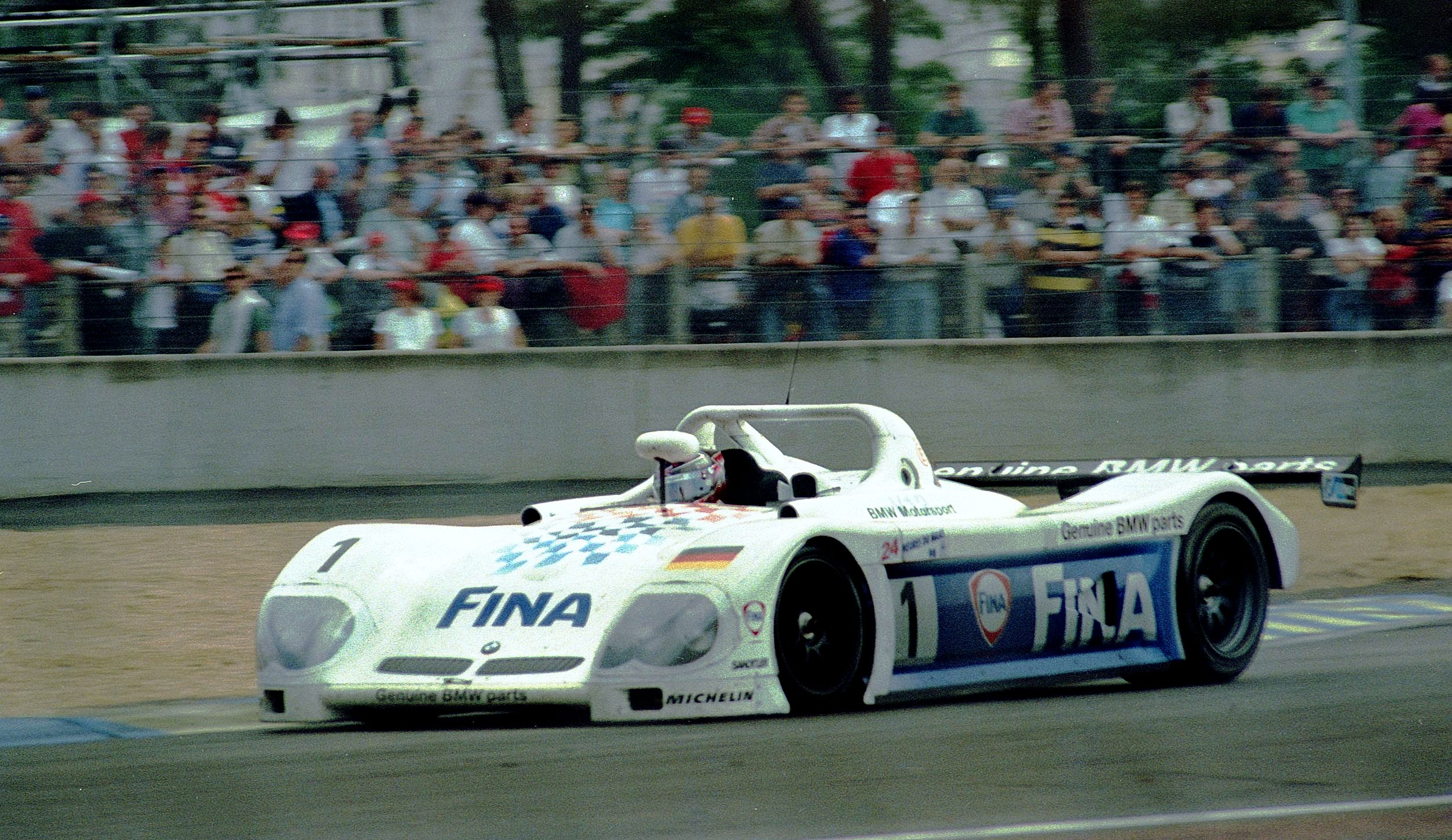
BMW・V12 LM

- グループB規定のMG・メトロ6R4の開発に参画。自然吸気エンジンでパワーこそライバルに劣ったが、高い空力性能を持っていた。最高成績は1985年RACラリーの3位。欧州ラリークロス選手権にも持ち込まれ、1992年のディヴィジョン2チャンピオンを獲得している。
- DTM/ITCのオペル・カリブラ4×4の開発に1995年から参画。同年メルセデスを破ってチャンピオンを獲得した。
- BTCC（英国ツーリングカー選手権）のルノー・ラグナを開発し、「ウィリアムズ・ルノー・ディーラー・レーシング」として参戦。激戦区だった当時に2度もチャンピオンを獲得した。
- LMP1規定のプロトタイプレーシングカーであるBMW・V12 LMの開発に参画。実働部隊のシュニッツァー・モータースポーツによって、1998年のル・マン24時間レースに参戦した。同マシンのエボリューションモデル、V12 LMRは1999年のセブリング12時間レースとル・マン24時間レースで総合優勝を果たしている。
- 国際自動車連盟（FIA）が2009年から復活させたFIA F2選手権（F2）用のシャーシ設計を行い、2009年3月2日にブランズ・ハッチでウィリアムズ・JPH01を発表した[96]。またF2のシリーズチャンピオンにはウィリアムズのF1マシンをテストする機会が与えられ[97]、2009年はアンディ・ソウセック、2010年はディーン・ストーンマンが起用された。
- 2009年に開発していたフライホイール式KERSを、ポルシェ・911 GT3 Rハイブリッドに提供したほか[98]、2012年にアウディがル・マン24時間に投入したR18 e-tron クワトロにも提供[99]。同年のル・マン24時間レースで総合優勝を飾った。
- 2013年には関連会社のウィリアムズ・アドバンスド・エンジニアリングが、ニッサン・モータースポーツ・インターナショナル（NISMO）と高性能スポーツカーの共同開発を行うことで合意。2014年より順次日産車をベースとした高性能市販車をリリースするとしていたが[100]、実際には発売に至っていない。
- ジャガーランドローバー（JLR）とも提携関係にあり、2010年にジャガーブランドでハイブリッドスポーツカー『C-X75』を共同開発しているほか[101]、2016年からは共同でフォーミュラEへ参戦する[102]。
- フォーミュラE（2017 - 2018シーズンまで）やエクストリームEといった電気自動車（EV）によるレースシリーズでも、ウィリアムズ・アドバンスド・エンジニアリング製のバッテリーが採用される例が多い。

なおウィリアムズ・アドバンスド・エンジニアリングについては、2022年1月にオーストラリアの鉄鉱業企業、フォーテスキュー・メタルズ・グループに約1億6400万ポンドで売却しており、グループから外れている。

## 新人の登竜門
かつては、レギュラードライバーは30歳代のベテランしか起用しなかったり、技術も保守的といわれていたウィリアムズだが、1990年代半ば以降のドライバーに関しては、ザウバーやミナルディ、ジョーダンほどではないが、新人ドライバーを起用することがある。この傾向は新人を自分のチームでF1デビューさせることはめったにないフェラーリ、マクラーレンとは大きく異なる。ウィリアムズからF1デビューしたドライバーとしてデビッド・クルサード、ジャック・ヴィルヌーヴ、ジェンソン・バトン、ファン・パブロ・モントーヤ、ニコ・ロズベルグ、中嶋一貴、ニコ・ヒュルケンベルグ、パストール・マルドナド、バルテリ・ボッタス、ランス・ストロール、セルゲイ・シトロキン、ジョージ・ラッセル、ニコラス・ラティフィ、ジャック・エイトケン、ローガン・サージェント、フランコ・コラピントがいる。
このうちヴィルヌーヴ、バトン、ロズベルグはワールドチャンピオンを獲得している。しかし2010年代になるとチームの財政的な運営状態が厳しくなり、ストロールの起用を筆頭にチームに資金をもたらす「ペイドライバー」の起用を優先することが増えてきている。
なお、1983年にイギリスF3参戦中のアイルトン・セナをテストをさせており、早くからセナの才能に目をつけていた。ただし、当時のウィリアムズの方針では、セナはまだ若いということでレギュラードライバーとしての起用は見送られた。
2016年から若手ドライバーの育成プログラムとして「ウィリアムズ・ヤングドライバー・プログラム」が設立され、2019年に「ウィリアムズ・ドライバー・アカデミー」と改称された。先述したドライバーのうち、ストロール、ラティフィ、エイトケン、サージェント、コラピントが同プログラム（アカデミー）を経てウィリアムズからF1デビューを果たしている。

## ウィリアムズでF1初勝利を記録したドライバー
歴代のウィリアムズドライバーの中で10名がウィリアムズでF1初勝利を達成している。
- ケケ・ロズベルグ…1982年スイスGP
- ナイジェル・マンセル…1985年ヨーロッパGP（当時の最遅初勝利記録。続く南アフリカGPも連勝）
- ティエリー・ブーツェン…1989年カナダGP（当時の最遅初勝利記録）
- デイモン・ヒル…1993年ハンガリーGP（続くベルギーGP、イタリアGPも制し3連勝）
- デビッド・クルサード…1995年ポルトガルGP
- ジャック・ヴィルヌーヴ…1996年ヨーロッパGP（デビュー4戦目での初勝利）
- ハインツ・ハラルド・フレンツェン…1997年サンマリノGP
- ラルフ・シューマッハ…2001年サンマリノGP（ウィリアムズ3年半ぶりの勝利）
- ファン・パブロ・モントーヤ…2001年イタリアGP
- パストール・マルドナド…2012年スペインGP（ウィリアムズ7年半ぶりの勝利にして2024年時点でのウィリアムズ最終優勝）

## ウィリアムズでドライバーズタイトルを獲得したドライバー
- アラン・ジョーンズ（1980年）- 翌年もチームに残留。
- ケケ・ロズベルグ（1982年）- 翌年もチームに残留。
- ネルソン・ピケ（1987年）- 翌年はロータスに移籍。
- ナイジェル・マンセル（1992年） - その年をもってF1から引退（後に一時的に復帰）。
- アラン・プロスト（1993年）- その年をもってF1から引退。
- デイモン・ヒル（1996年） - 翌年はアロウズに移籍。
- ジャック・ヴィルヌーヴ（1997年）- 翌年もチームに残留。

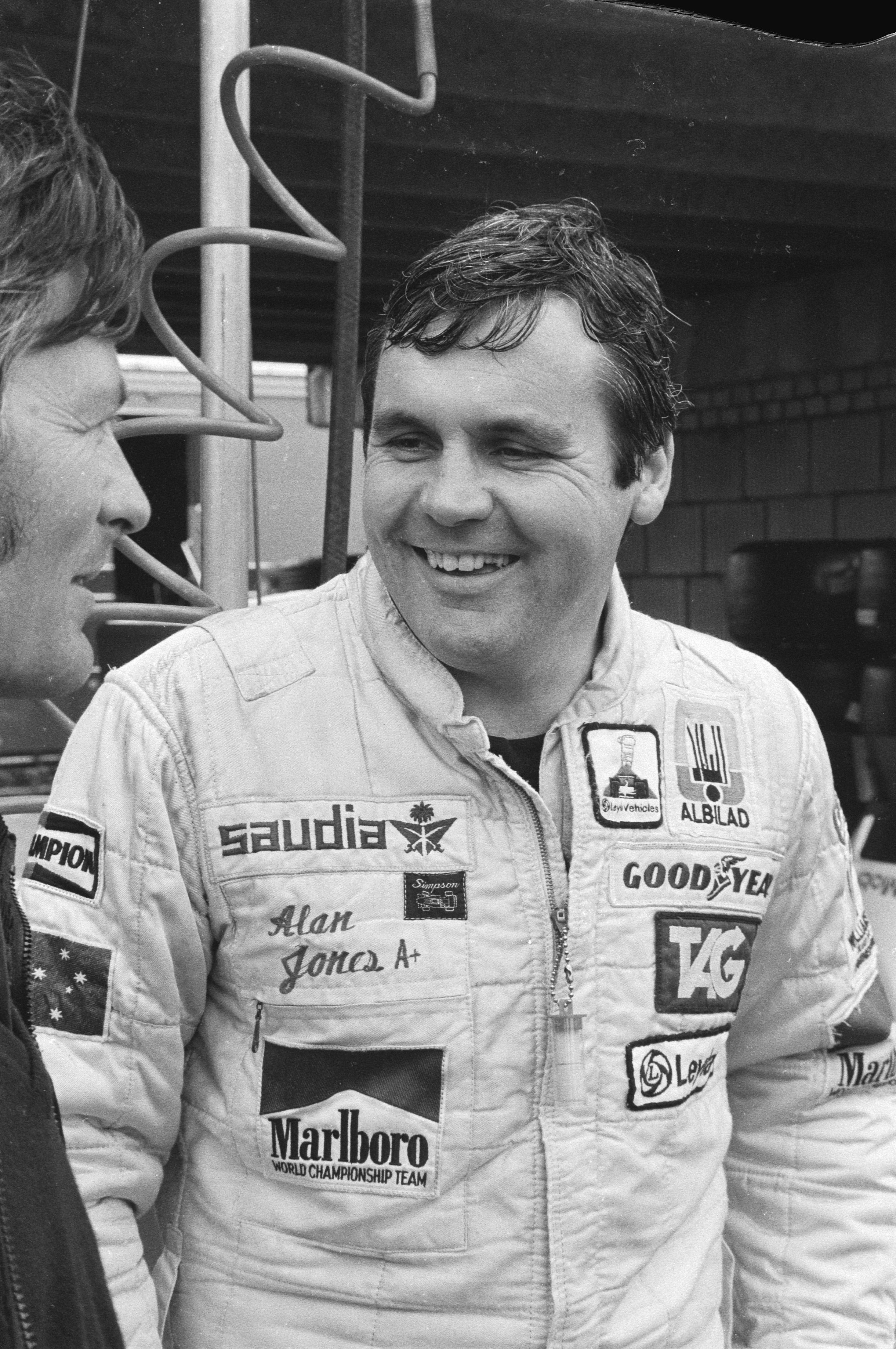
アラン・ジョーンズ
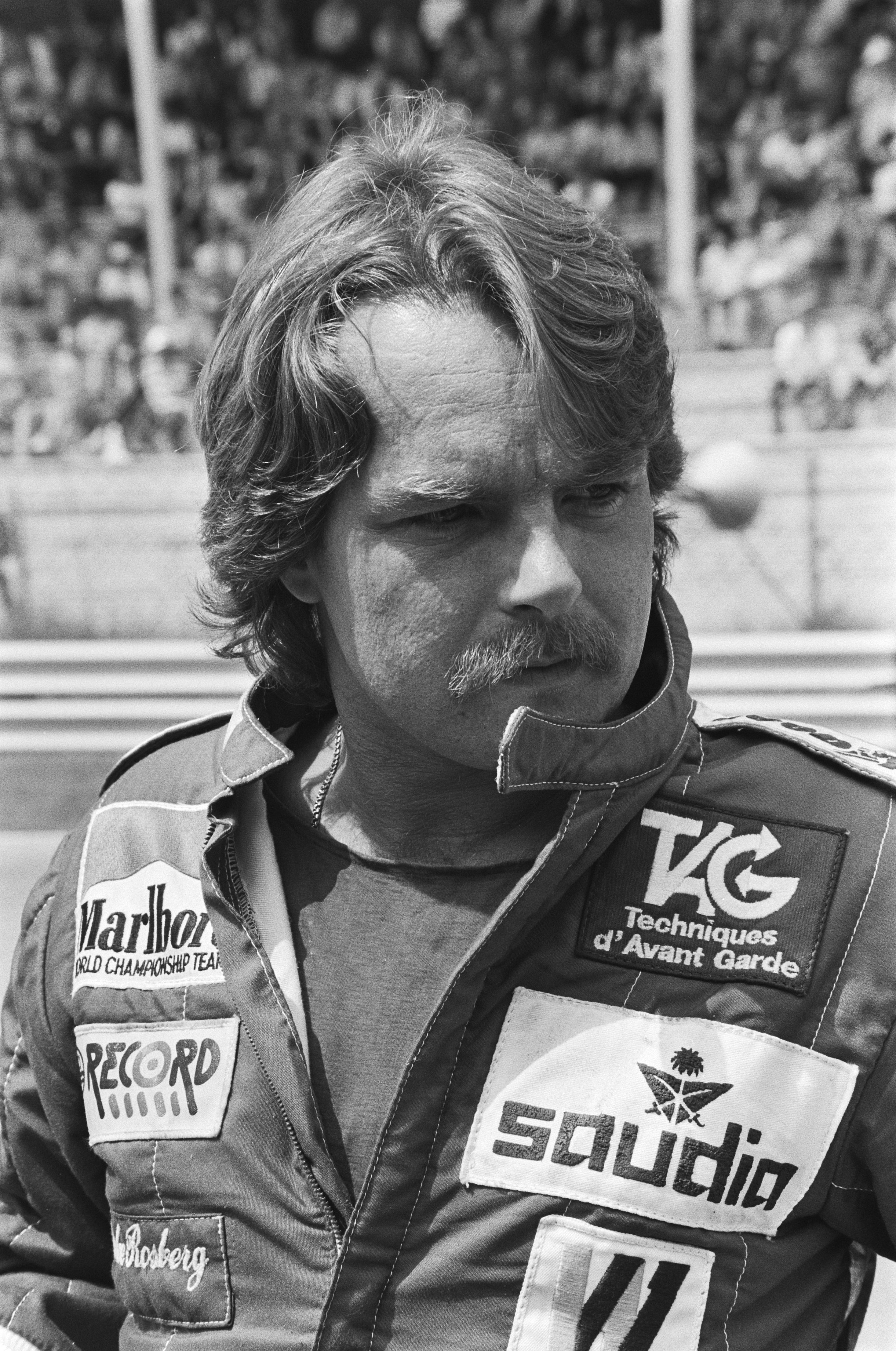
ケケ・ロズベルグ
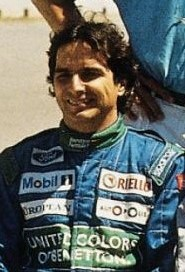
ネルソン・ピケ
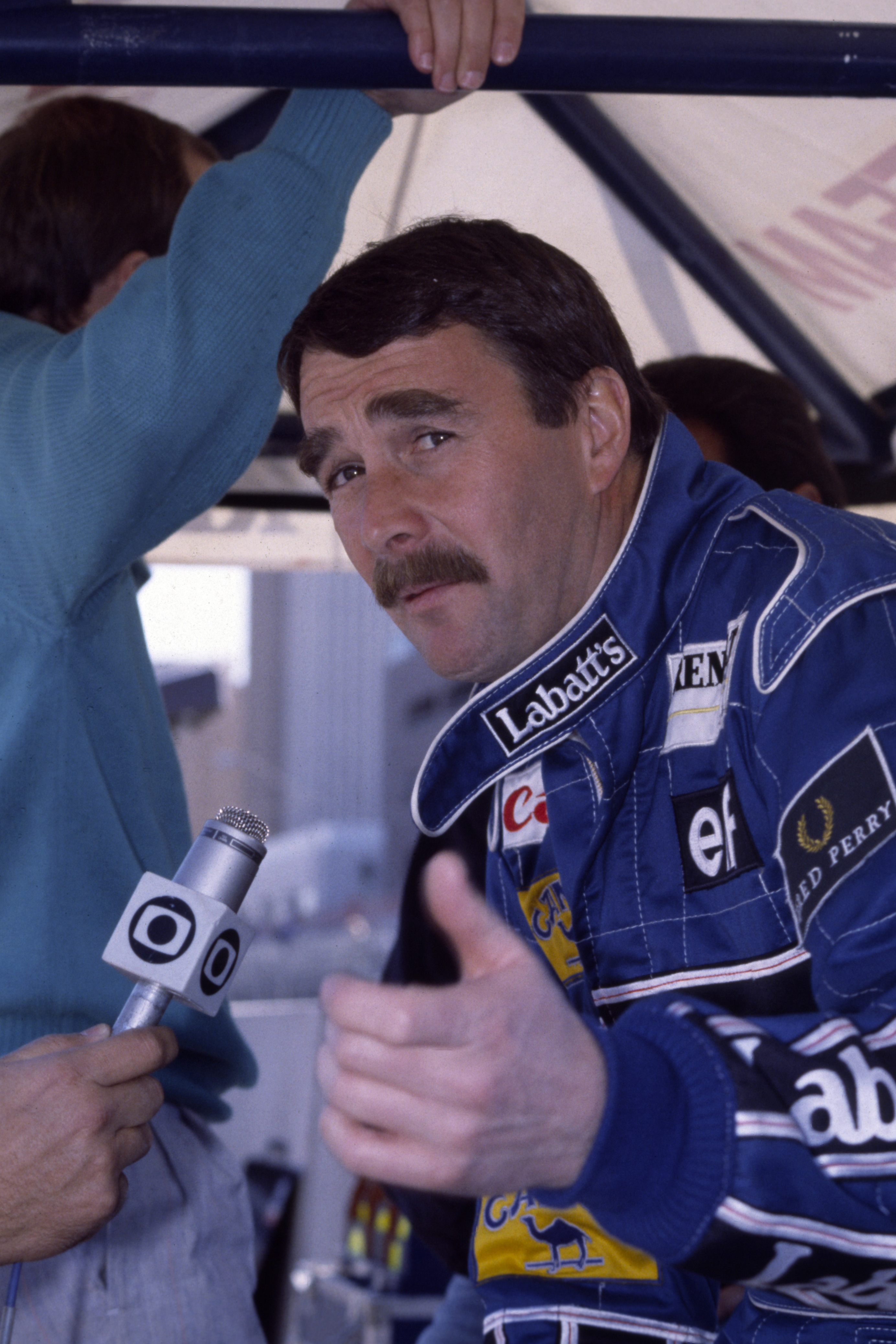
ナイジェル・マンセル
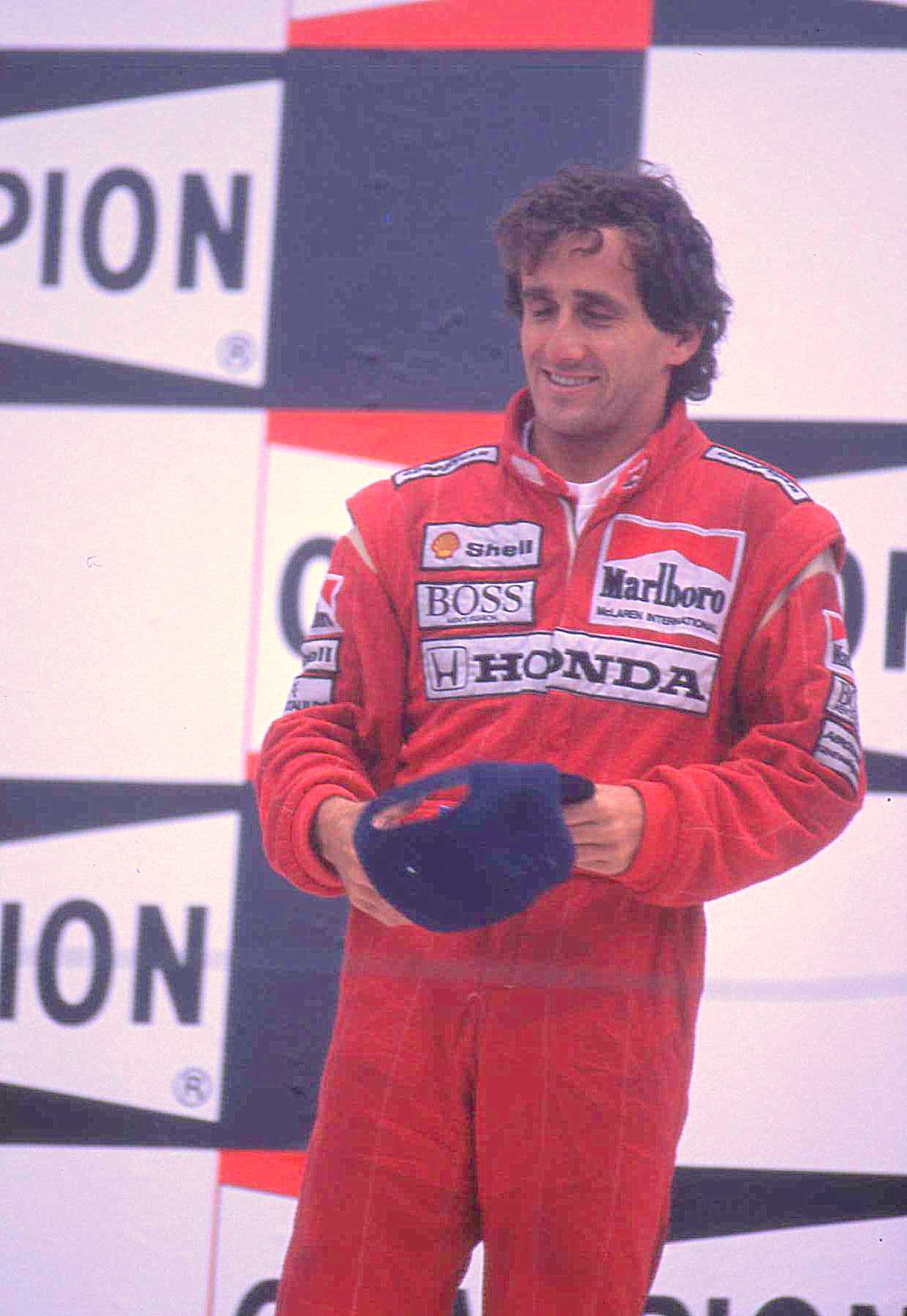
アラン・プロスト
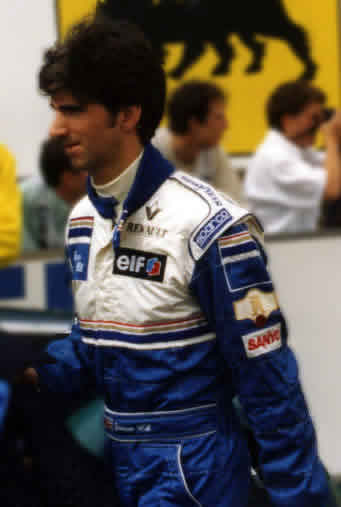
デイモン・ヒル
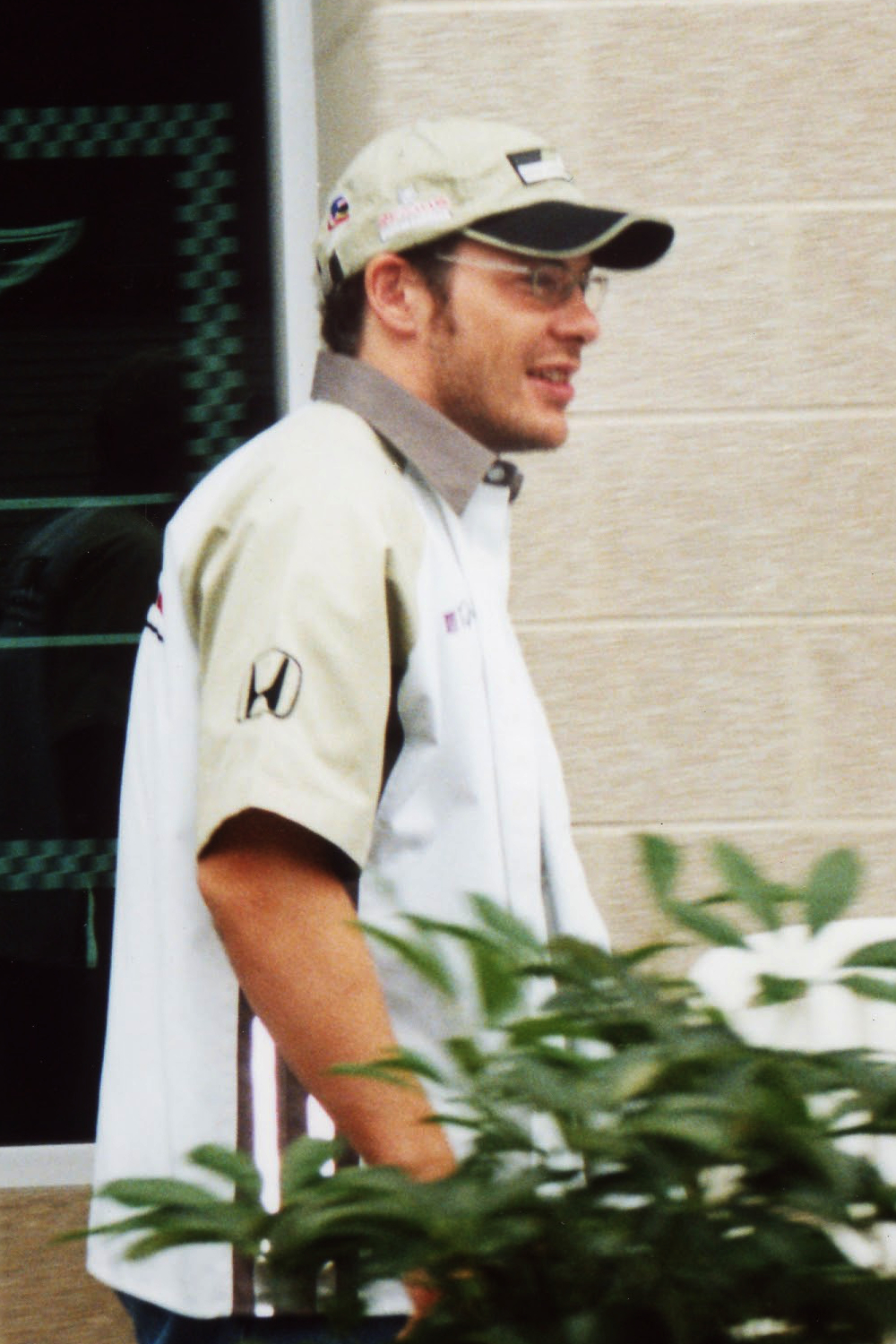
ジャック・ヴィルヌーヴ

## 変遷表
| 年     | エントリー名 | 車体型番         | タイヤ | エンジン                                | 燃料 オイル               | ドライバー                                                                                  | ランキング | ポイント | 優勝数 |
| ------ | --- | ---------------- | ------ | --------------------------------------- | ------------------------- | ------------------------------------------------------------------------------------------- | ---------- | -------- | ------ |
| 1977年 | ウィリアムズ・グランプリ・エンジニアリング | マーチ761        | G      | フォードDFV (3.0L V8)                   | テキサコ                  | パトリック・ネーヴェ                                                                        | -          | -        | -      |
| 1978年 | ウィリアムズ・グランプリ・エンジニアリング | FW06             | G      | フォードDFV (3.0L V8)                   | テキサコ                  | アラン・ジョーンズ                                                                          | 9位        | 11       | 0      |
| 1979年 | アルビラド-サウディア・レーシング・チーム | FW06 FW07        | G      | フォードDFV (3.0L V8)                   | モービル                  | アラン・ジョーンズ クレイ・レガッツォーニ                                                   | 2位        | 75       | 5      |
| 1980年 | アルビラド・ウィリアムズ・レーシング・チーム RAM/Penthouse-Rizla Racing(FW07) RAM/Rainbow Jeans Racing(FW07) RAM/Williams Grand Prix Engineering(FW07) Brands Hatch Racing(FW07) | FW07,FW07B       | G      | フォードDFV (3.0L V8)                   | モービル                  | アラン・ジョーンズ カルロス・ロイテマン                                                     | 1位        | 120      | 6      |
| 1981年 | アルビラド・ウィリアムズ・レーシング・チーム TAG・ウィリアムズ・レーシング・チーム                                                                                               | FW07C            | M G    | フォードDFV (3.0L V8)                   | モービル                  | アラン・ジョーンズ カルロス・ロイテマン                                                     | 1位        | 95       | 4      |
| 1982年 | TAG・ウィリアムズ・レーシング・チーム | FW07C FW08       | G      | フォードDFV (3.0L V8)                   | モービル                  | ケケ・ロズベルグ カルロス・ロイテマン マリオ・アンドレッティ デレック・デイリー             | 4位        | 58       | 1      |
| 1983年 | TAG・ウィリアムズ・レーシング・チーム | FW08C            | G      | フォードDFV,DFY (3.0L V8)               | モービル                  | ケケ・ロズベルグ ジャック・ラフィット                                                       | 4位        | 36       | 1      |
| 1983年 | TAG・ウィリアムズ・レーシング・チーム | FW09             | G      | ホンダRA164E (1.5L V6t)                 | モービル                  | ケケ・ロズベルグ ジャック・ラフィット                                                       | 11位       | 2        | 0      |
| 1984年 | ウィリアムズ・グランプリ・エンジニアリング | FW09,FW09B       | G      | ホンダRA164E (1.5L V6t)                 | モービル                  | ケケ・ロズベルグ ジャック・ラフィット                                                       | 6位        | 25.5     | 1      |
| 1985年 | キヤノン・ウィリアムズ・ホンダ・チーム | FW10             | G      | ホンダRA164E,RA165E (1.5L V6t)          | モービル                  | ナイジェル・マンセル ケケ・ロズベルグ                                                       | 3位        | 71       | 4      |
| 1986年 | キヤノン・ウィリアムズ・ホンダ・チーム | FW11             | G      | ホンダRA166E (1.5L V6t)                 | モービル                  | ナイジェル・マンセル ネルソン・ピケ                                                         | 1位        | 141      | 9      |
| 1987年 | キヤノン・ウィリアムズ・ホンダ・チーム | FW11B            | G      | ホンダRA167E (1.5L V6t)                 | モービル                  | ナイジェル・マンセル ネルソン・ピケ リカルド・パトレーゼ                                    | 1位        | 137      | 9      |
| 1988年 | キヤノン・ウィリアムズ・チーム | FW12             | G      | ジャッドCV (3.5L V8)                    | モービル                  | ナイジェル・マンセル リカルド・パトレーゼ マーティン・ブランドル ジャン＝ルイ・シュレッサー | 7位        | 20       | 0      |
| 1989年 | キヤノン・ウィリアムズ・チーム | FW12C FW13       | G      | ルノーRS1 (3.5L V10)                    | エルフ                    | ティエリー・ブーツェン リカルド・パトレーゼ                                                 | 2位        | 77       | 2      |
| 1990年 | キヤノン・ウィリアムズ・チーム | FW13B (3.5L V10) | G      | ルノーRS2                               | エルフ                    | ティエリー・ブーツェン リカルド・パトレーゼ                                                 | 4位        | 57       | 2      |
| 1991年 | キヤノン・ウィリアムズ・チーム | FW14             | G      | ルノーRS3 (3.5L V10)                    | エルフ                    | ナイジェル・マンセル リカルド・パトレーゼ                                                   | 2位        | 125      | 7      |
| 1992年 | キヤノン・ウィリアムズ・チーム | FW14B            | G      | ルノーRS3C,RS4 (3.5L V10)               | エルフ                    | ナイジェル・マンセル リカルド・パトレーゼ                                                   | 1位        | 164      | 10     |
| 1993年 | キヤノン・ウィリアムズ | FW15C            | G      | ルノーRS5 (3.5L V10)                    | エルフ                    | アラン・プロスト デイモン・ヒル                                                             | 1位        | 168      | 10     |
| 1994年 | ロスマンズ・ウィリアムズ・ルノー | FW16,FW16B       | G      | ルノーRS6 (3.5L V10)                    | エルフ                    | アイルトン・セナ デイモン・ヒル デビッド・クルサード ナイジェル・マンセル                   | 1位        | 118      | 7      |
| 1995年 | ロスマンズ・ウィリアムズ・ルノー | FW17,FW17B       | G      | ルノーRS7 (3.0L V10)                    | エルフ                    | デイモン・ヒル デビッド・クルサード                                                         | 2位        | 112      | 6      |
| 1996年 | ロスマンズ・ウィリアムズ・ルノー | FW18             | G      | ルノーRS8 (3.0L V10)                    | エルフ                    | デイモン・ヒル ジャック・ヴィルヌーヴ                                                       | 1位        | 175      | 12     |
| 1997年 | ロスマンズ・ウィリアムズ・ルノー | FW19             | G      | ルノーRS9 (3.0L V10)                    | カストロール              | ジャック・ヴィルヌーヴ ハインツ・ハラルド・フレンツェン                                     | 1位        | 123      | 8      |
| 1998年 | ウィンフィールド・ウィリアムズ | FW20             | G      | メカクロームCG01 (3.0L V10)             | カストロール ペトロブラス | ジャック・ヴィルヌーヴ ハインツ・ハラルド・フレンツェン                                     | 3位        | 38       | 0      |
| 1999年 | ウィンフィールド・ウィリアムズ | FW21             | B      | スーパーテックFB01 (3.0L V10)           | カストロール ペトロブラス | ラルフ・シューマッハ アレッサンドロ・ザナルディ                                             | 5位        | 35       | 0      |
| 年     | エントリー名 | 車体型番         | タイヤ | エンジン                                | 燃料 オイル               | ドライバー                                                                                  | ランキング | ポイント | 優勝数 |
| 2000年 | BMW・ウィリアムズF1チーム | FW22             | B      | BMW E41 (3.0L V10)                      | カストロール ペトロブラス | ラルフ・シューマッハ ジェンソン・バトン                                                     | 3位        | 36       | 0      |
| 2001年 | BMW・ウイリアムズF1チーム | FW23             | M      | BMW P80                                 | カストロール ペトロブラス | ラルフ・シューマッハ ファン・パブロ・モントーヤ                                             | 3位        | 80       | 4      |
| 2002年 | BMW・ウィリアムズF1チーム | FW24             | M      | BMW P82 (3.0L V10)                      | カストロール ペトロブラス | ラルフ・シューマッハ ファン・パブロ・モントーヤ                                             | 2位        | 92       | 1      |
| 2003年 | BMW・ウィリアムズF1チーム | FW25             | M      | BMW P83 (3.0L V10)                      | カストロール ペトロブラス | ファン・パブロ・モントーヤ ラルフ・シューマッハ マルク・ジェネ                              | 2位        | 144      | 4      |
| 2004年 | BMW・ウィリアムズF1チーム | FW26             | M      | BMW P84 (3.0L V10)                      | カストロール ペトロブラス | ファン・パブロ・モントーヤ ラルフ・シューマッハ マルク・ジェネ アントニオ・ピッツォニア     | 4位        | 88       | 1      |
| 2005年 | BMW・ウィリアムズF1チーム | FW27             | M      | BMW P84/5 (3.0L V10)                    | カストロール ペトロブラス | マーク・ウェバー ニック・ハイドフェルド アントニオ・ピッツォニア                            | 5位        | 66       | 0      |
| 2006年 | ウィリアムズF1チーム | FW28             | B      | コスワースCA2006 (2.4L V8)              | カストロール ペトロブラス | マーク・ウェバー ニコ・ロズベルグ                                                           | 8位        | 11       | 0      |
| 2007年 | AT&Tウィリアムズ | FW29             | B      | トヨタRVX-07 (2.4L V8)                  | ペトロブラス              | ニコ・ロズベルグ アレクサンダー・ヴルツ 中嶋一貴                                            | 4位        | 33       | 0      |
| 2008年 | AT&Tウィリアムズ | FW30             | B      | トヨタRVX-08 (2.4L V8)                  | ペトロブラス              | ニコ・ロズベルグ 中嶋一貴                                                                   | 8位        | 26       | 0      |
| 2009年 | AT&Tウィリアムズ | FW31             | B      | トヨタRVX-09 (2.4L V8)                  | -                         | ニコ・ロズベルグ 中嶋一貴                                                                   | 7位        | 34.5     | 0      |
| 2010年 | AT&Tウィリアムズ | FW32             | B      | コスワースCA2010 (2.4L V8)              | -                         | ルーベンス・バリチェロ ニコ・ヒュルケンベルグ                                               | 7位        | 69       | 0      |
| 2011年 | AT&Tウィリアムズ | FW33             | P      | コスワースCA2011 (2.4L V8)              | -                         | ルーベンス・バリチェロ パストール・マルドナド                                               | 7位        | 5        | 0      |
| 2012年 | ウィリアムズF1チーム | FW34             | P      | ルノーRS27-2012 (2.4L V8)               | トタル                    | パストール・マルドナド ブルーノ・セナ                                                       | 8位        | 76       | 1      |
| 2013年 | ウィリアムズF1チーム | FW35             | P      | ルノーRS27-2013 (2.4L V8)               | トタル                    | パストール・マルドナド バルテリ・ボッタス                                                   | 9位        | 5        | 0      |
| 2014年 | ウィリアムズ・マルティーニ・レーシング | FW36             | P      | メルセデスPU106A (1.6L V6t)             | ペトロナス                | フェリペ・マッサ バルテリ・ボッタス                                                         | 3位        | 320      | 0      |
| 2015年 | ウィリアムズ・マルティーニ・レーシング | FW37             | P      | メルセデスPU106B (1.6L V6t)             | ペトロナス                | フェリペ・マッサ バルテリ・ボッタス                                                         | 3位        | 257      | 0      |
| 2016年 | ウィリアムズ・マルティーニ・レーシング | FW38             | P      | メルセデスPU106C (1.6L V6t)             | ペトロナス                | フェリペ・マッサ バルテリ・ボッタス                                                         | 5位        | 138      | 0      |
| 2017年 | ウィリアムズ・マルティーニ・レーシング | FW40             | P      | メルセデスM08 EQ Power+ (1.6L V6t)      | ペトロナス                | フェリペ・マッサ ランス・ストロール ポール・ディ・レスタ                                    | 5位        | 83       | 0      |
| 2018年 | ウィリアムズ・マルティーニ・レーシング | FW41             | P      | メルセデスM09 EQ Power+ (1.6L V6t)      | ペトロナス                | ランス・ストロール セルゲイ・シロトキン                                                     | 10位       | 7        | 0      |
| 2019年 | ロキット・ウィリアムズ・レーシング | FW42             | P      | メルセデスM10 EQ Power+ (1.6L V6t)      | ペトロナス                | ジョージ・ラッセル ロバート・クビサ                                                         | 10位       | 1        | 0      |
| 年     | エントリー名 | 車体型番         | タイヤ | エンジン                                | 燃料 オイル               | ドライバー                                                                                  | ランキング | ポイント | 優勝数 |
| 2020年 | ウィリアムズ・レーシング | FW43             | P      | メルセデスM11 EQ Performance (1.6L V6t) | ペトロナス                | ジョージ・ラッセル ニコラス・ラティフィ ジャック・エイトケン                                | 10位       | 0        | 0      |
| 2021年 | ウィリアムズ・レーシング | FW43B            | P      | メルセデスM12 E Performance (1.6L V6t)  | ペトロナス                | ジョージ・ラッセル ニコラス・ラティフィ                                                     | 8位        | 23       | 0      |
| 2022年 | ウィリアムズ・レーシング | FW44             | P      | メルセデスM13 E Performance (1.6L V6t)  | ペトロナス                | アレクサンダー・アルボン ニコラス・ラティフィ ニック・デ・フリース                          | 10位       | 8        | 0      |
| 2023年 | ウィリアムズ・レーシング | FW45             | P      | メルセデスM14 E Performance (1.6L V6t)  | ペトロナス                | アレクサンダー・アルボン ローガン・サージェント                                             | 7位        | 28       | 0      |
| 2024年 | ウィリアムズ・レーシング | FW46             | P      | メルセデスM15 E Performance (1.6L V6t)  | ペトロナス                | アレクサンダー・アルボン ローガン・サージェント フランコ・コラピント                        | 9位        | 17       | 0      |
| 2025年 | アトラシアン・ウィリアムズ・レーシング | FW47             | P      | メルセデスM16 E Performance (1.6L V6t)  | ペトロナス                | アレクサンダー・アルボン カルロス・サインツ                                                 | 5位*       | 70*      | 0*     |
| 年     | エントリー名 | 車体型番         | タイヤ | エンジン                                | 燃料 オイル               | ドライバー                                                                                  | ランキング | ポイント | 優勝数 |

- 太字はチャンピオンを獲得したドライバー
- 斜体になっているチームに車体を供給（括弧内に供給した車体の型番を記載）
- 斜体になっているドライバーはスポット参戦など
- * - 今シーズンの順位（現時点）

## 車両ギャラリー

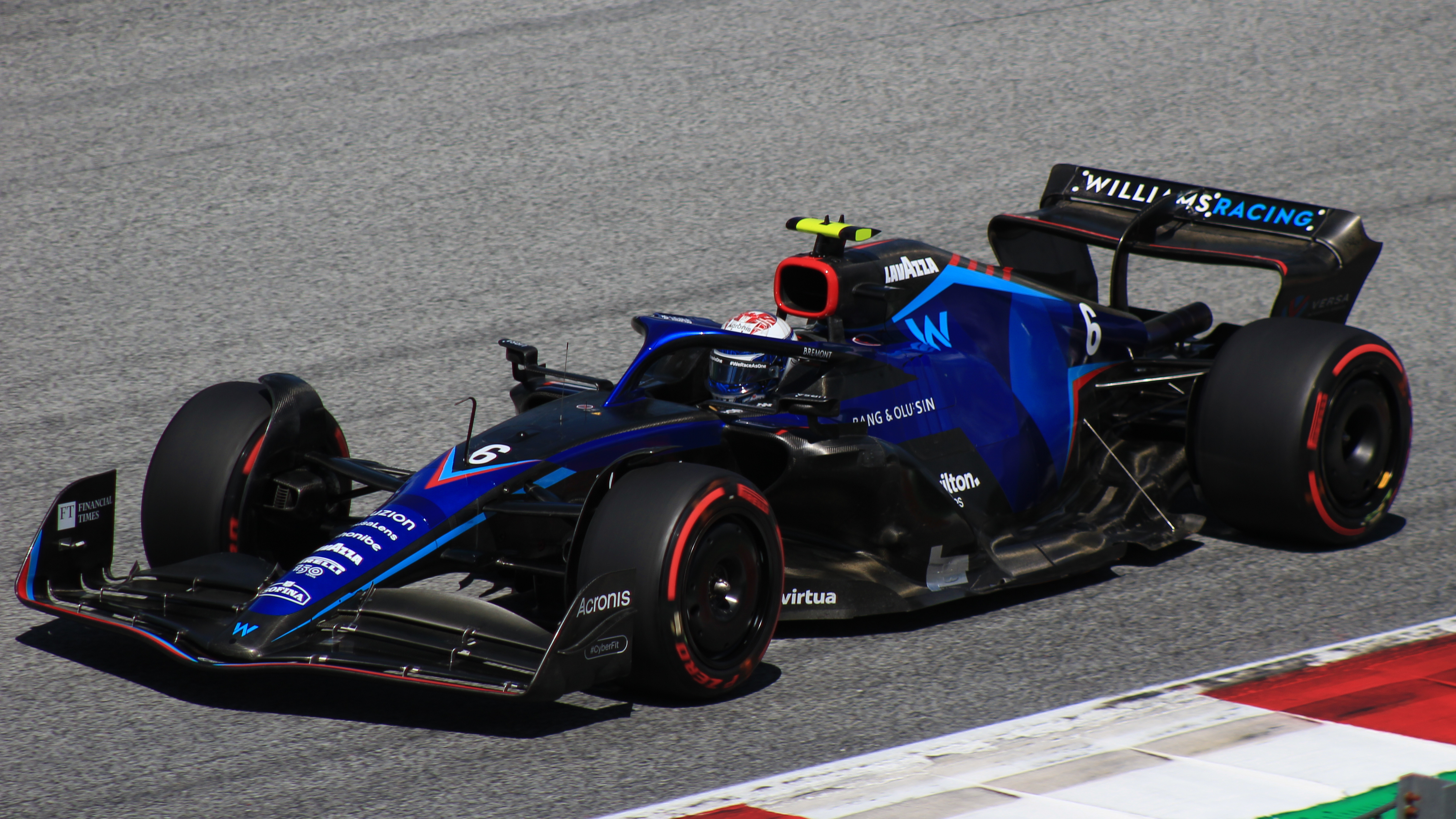
FW44 メルセデス
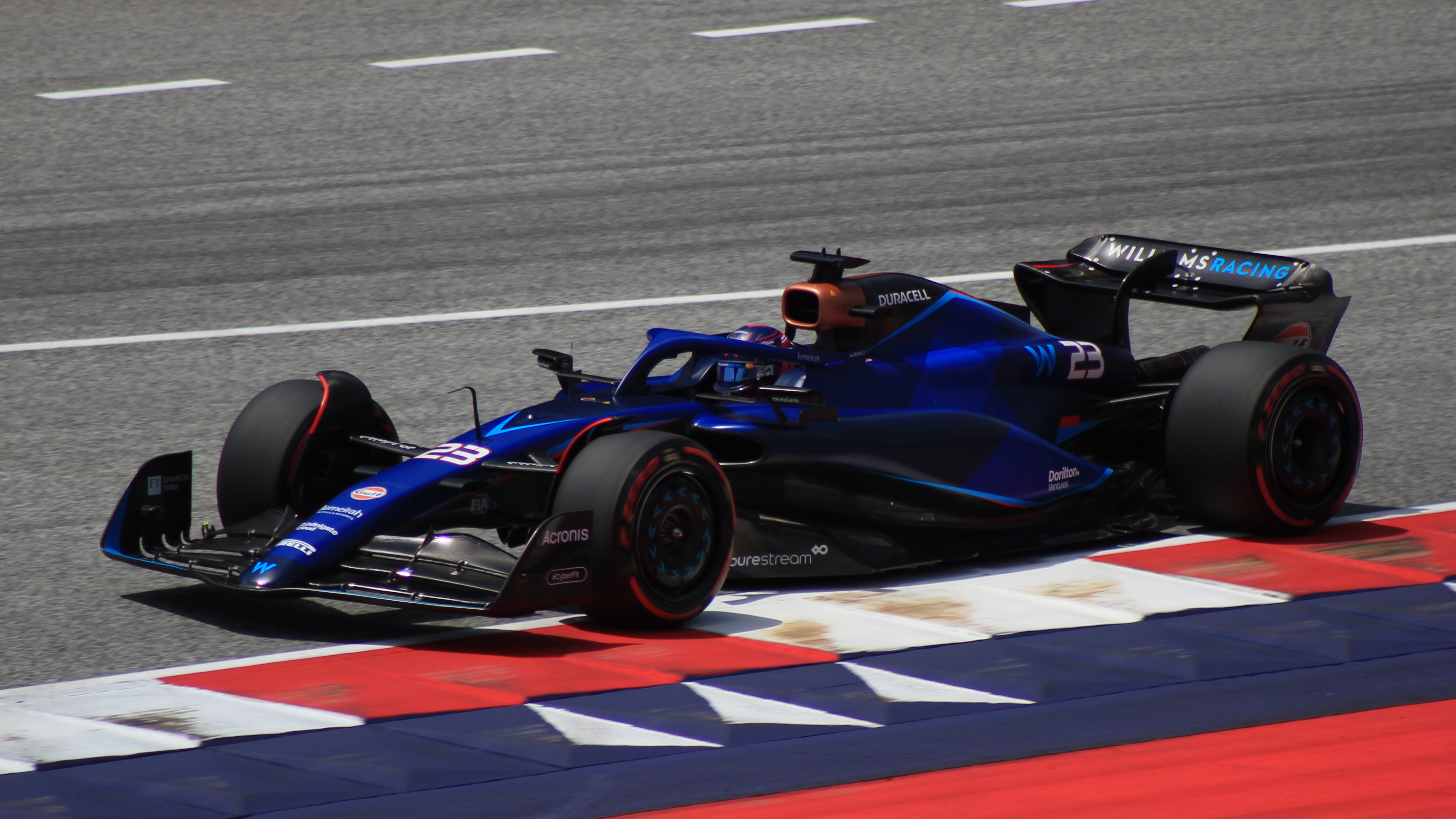
FW45 メルセデス
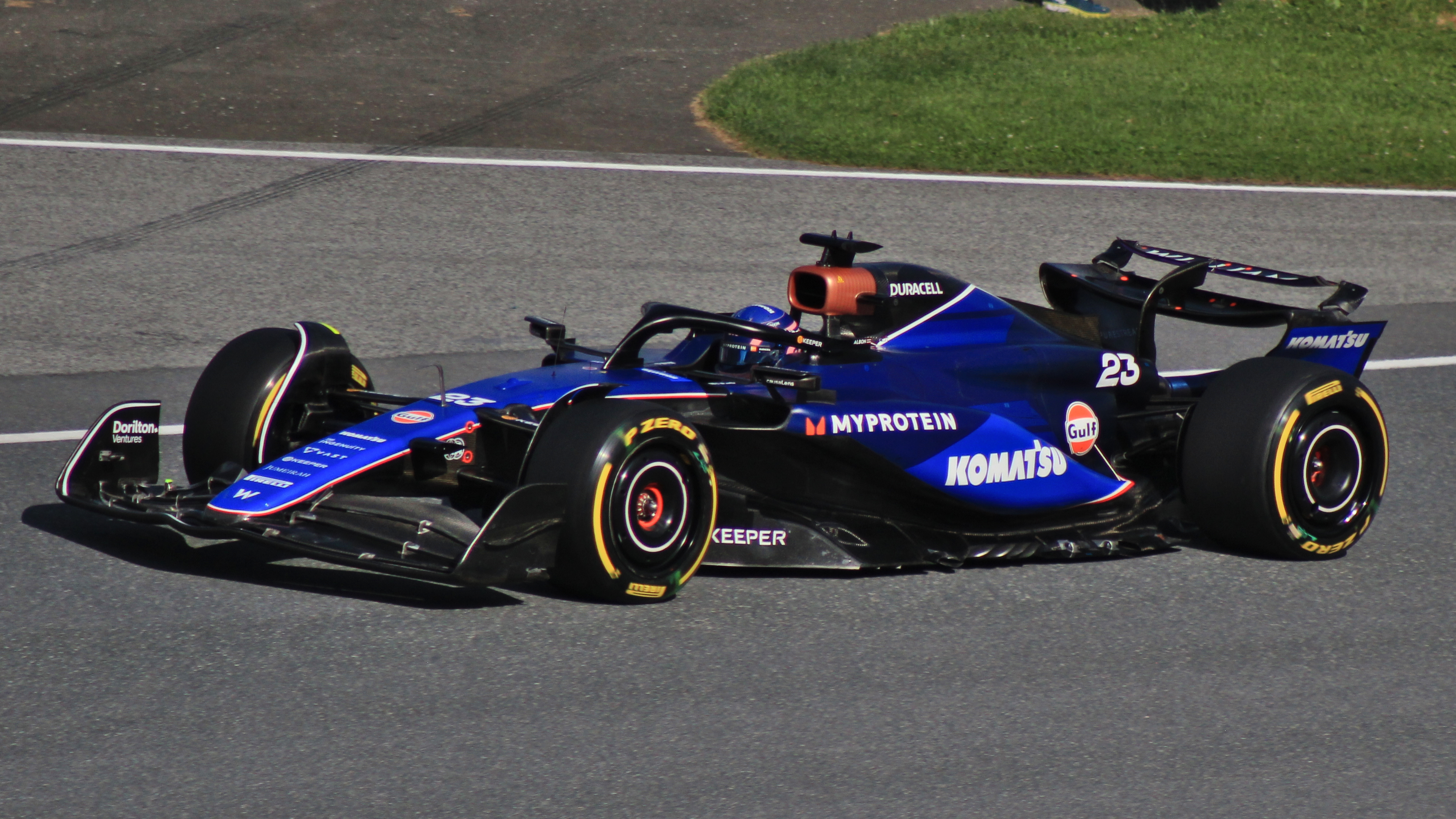
FW46 メルセデス
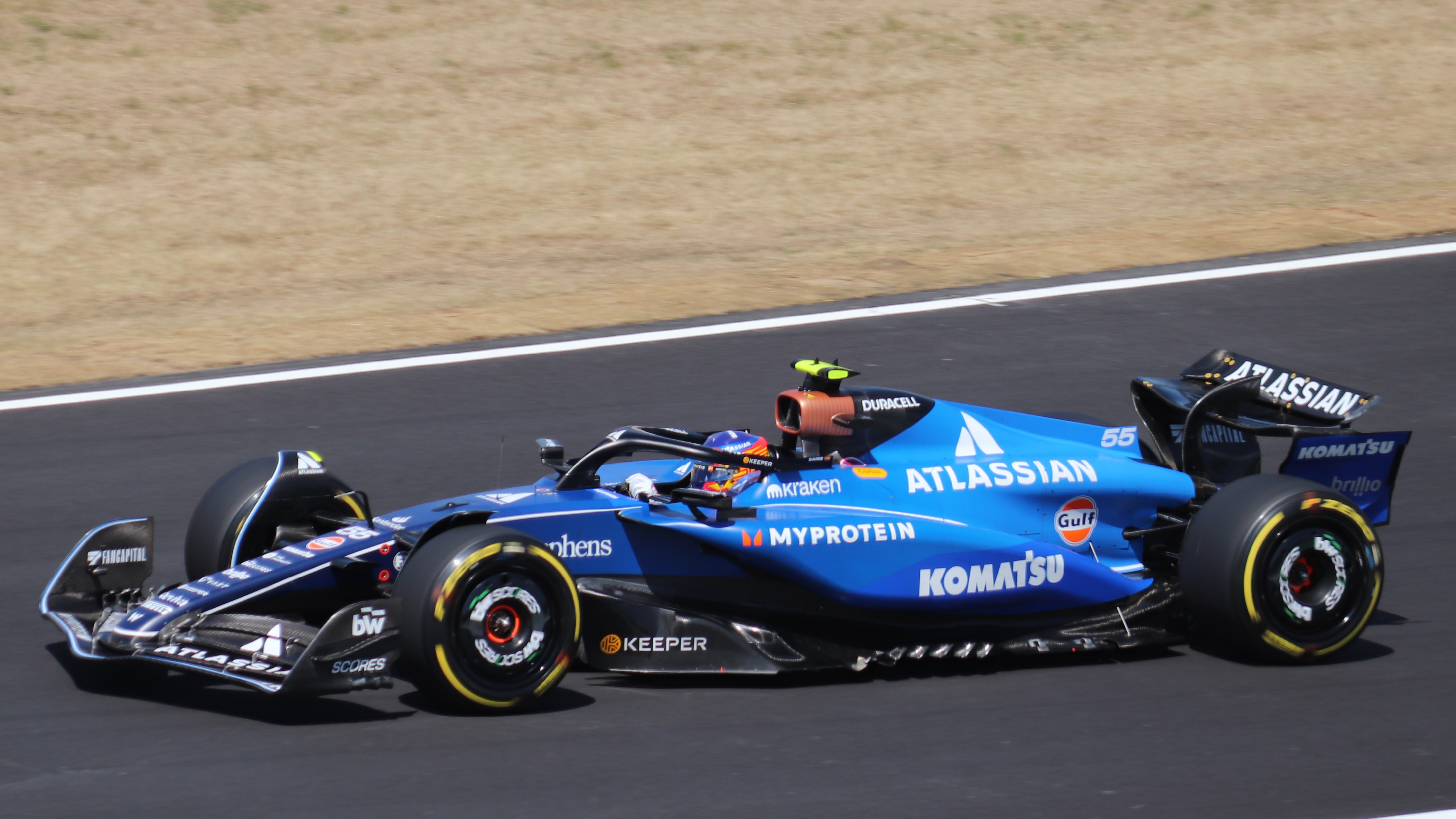
FW47 メルセデス

- フラットノーズ型#1（1978年）

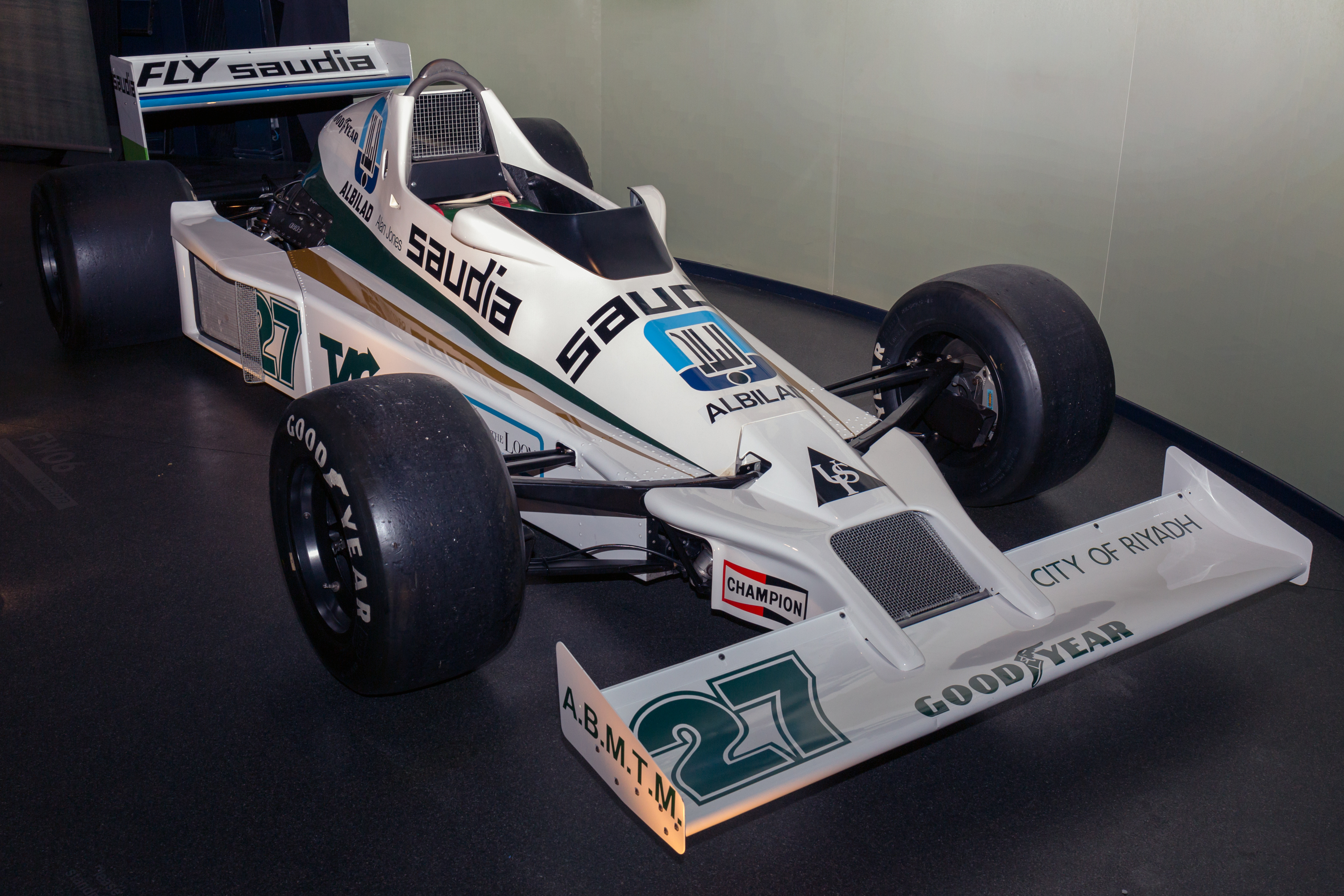
FW06 フォード

- グラウンドエフェクト型#1（1979年 - 1982年）

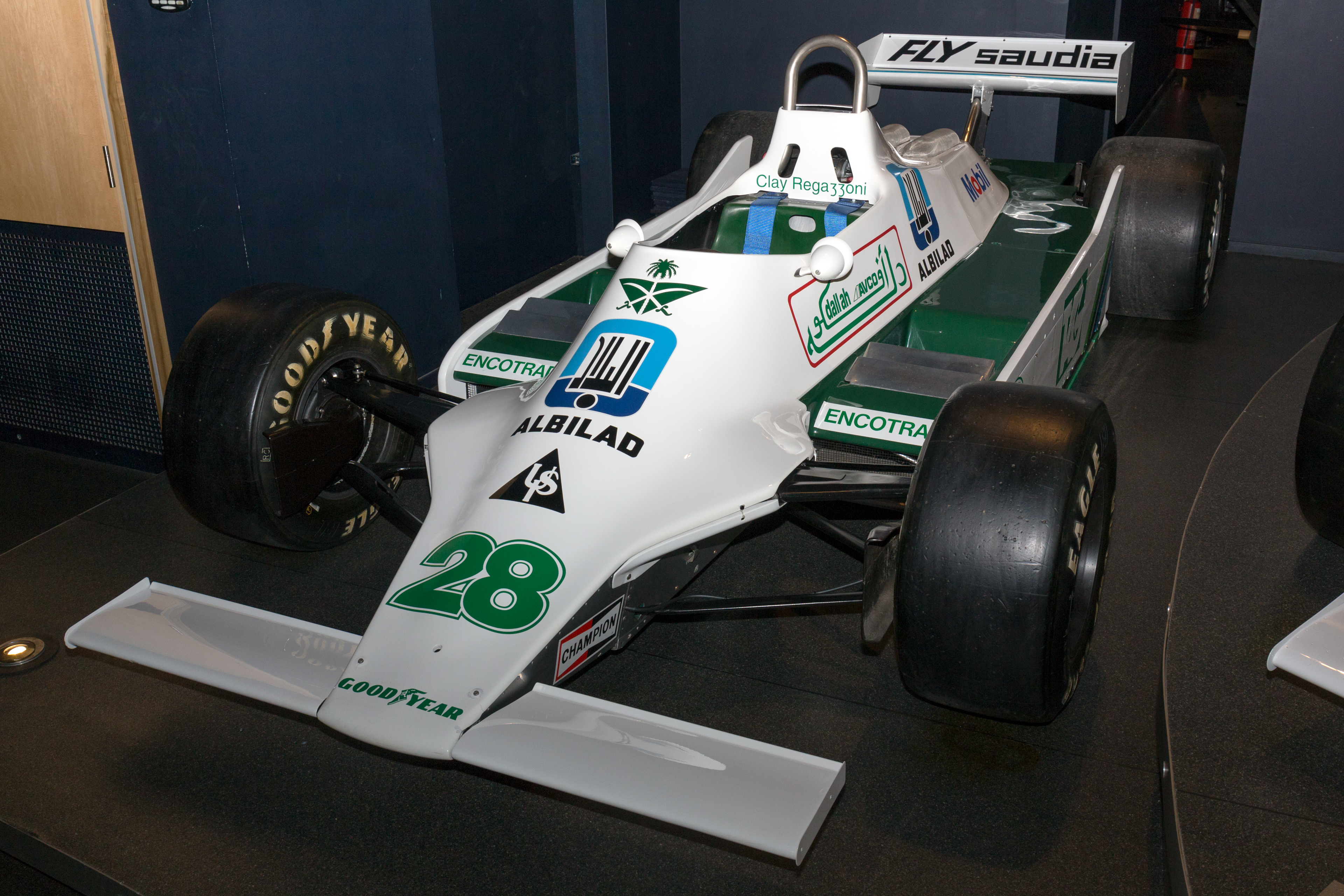
FW07 フォード
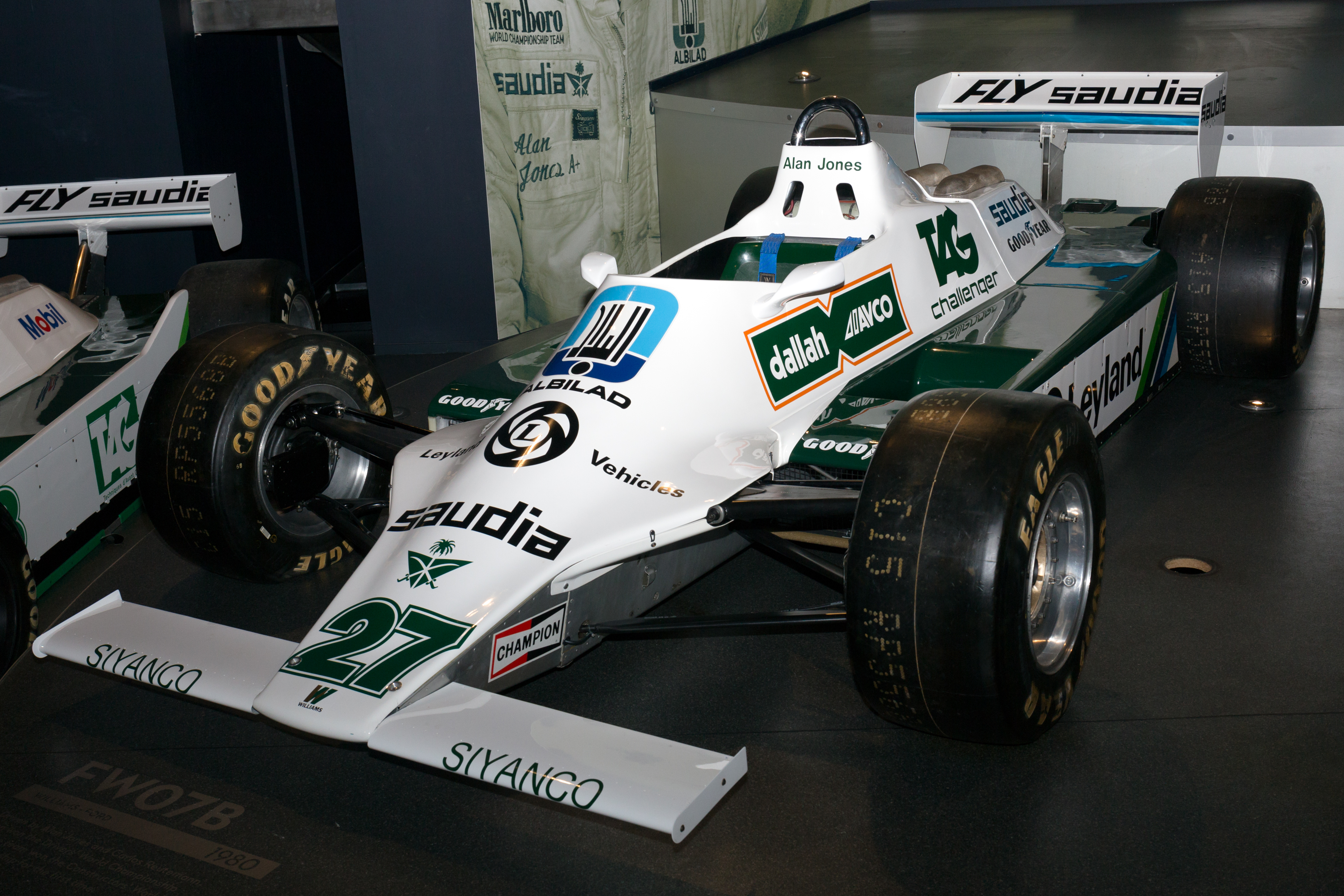
FW07B フォード
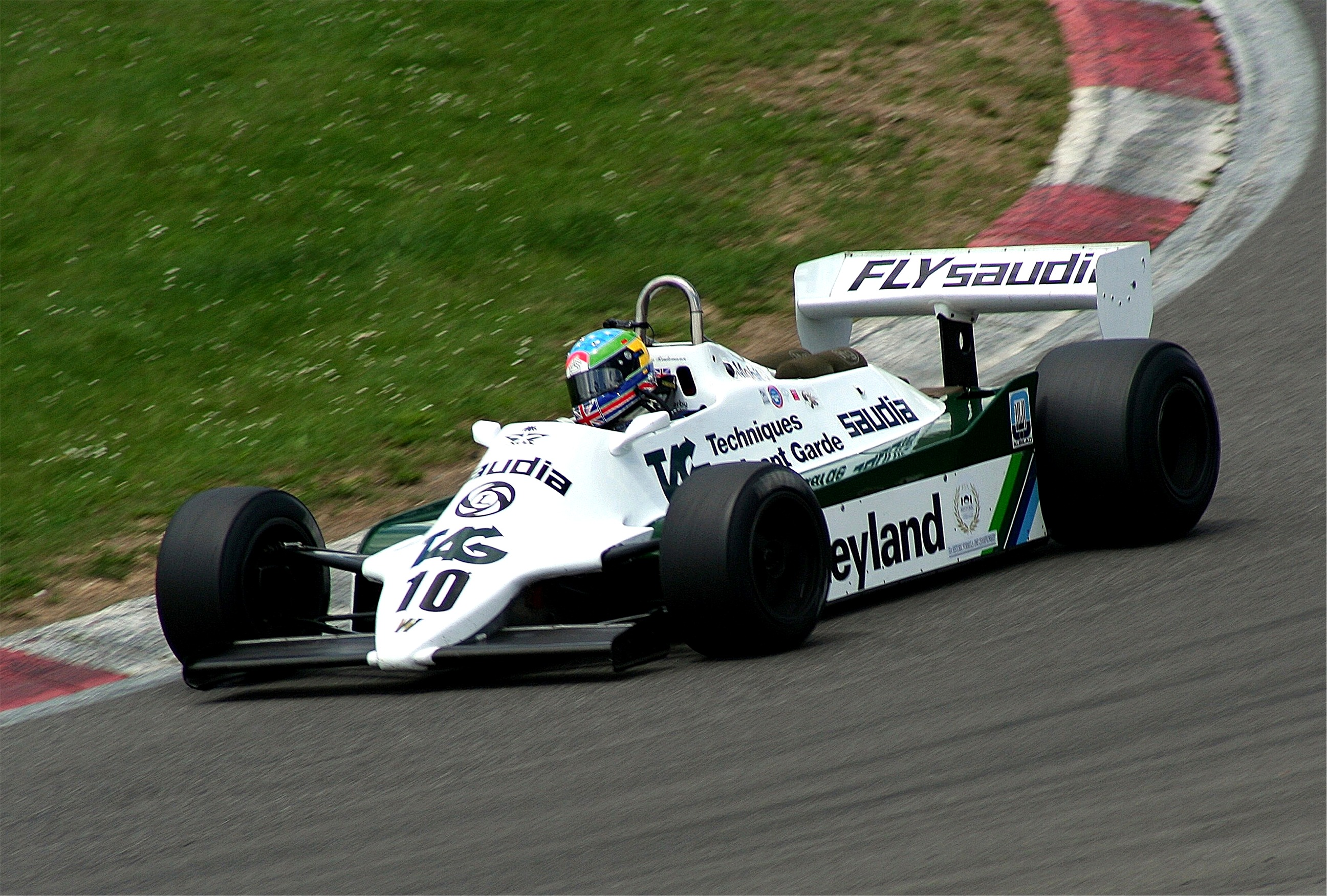
FW07C フォード
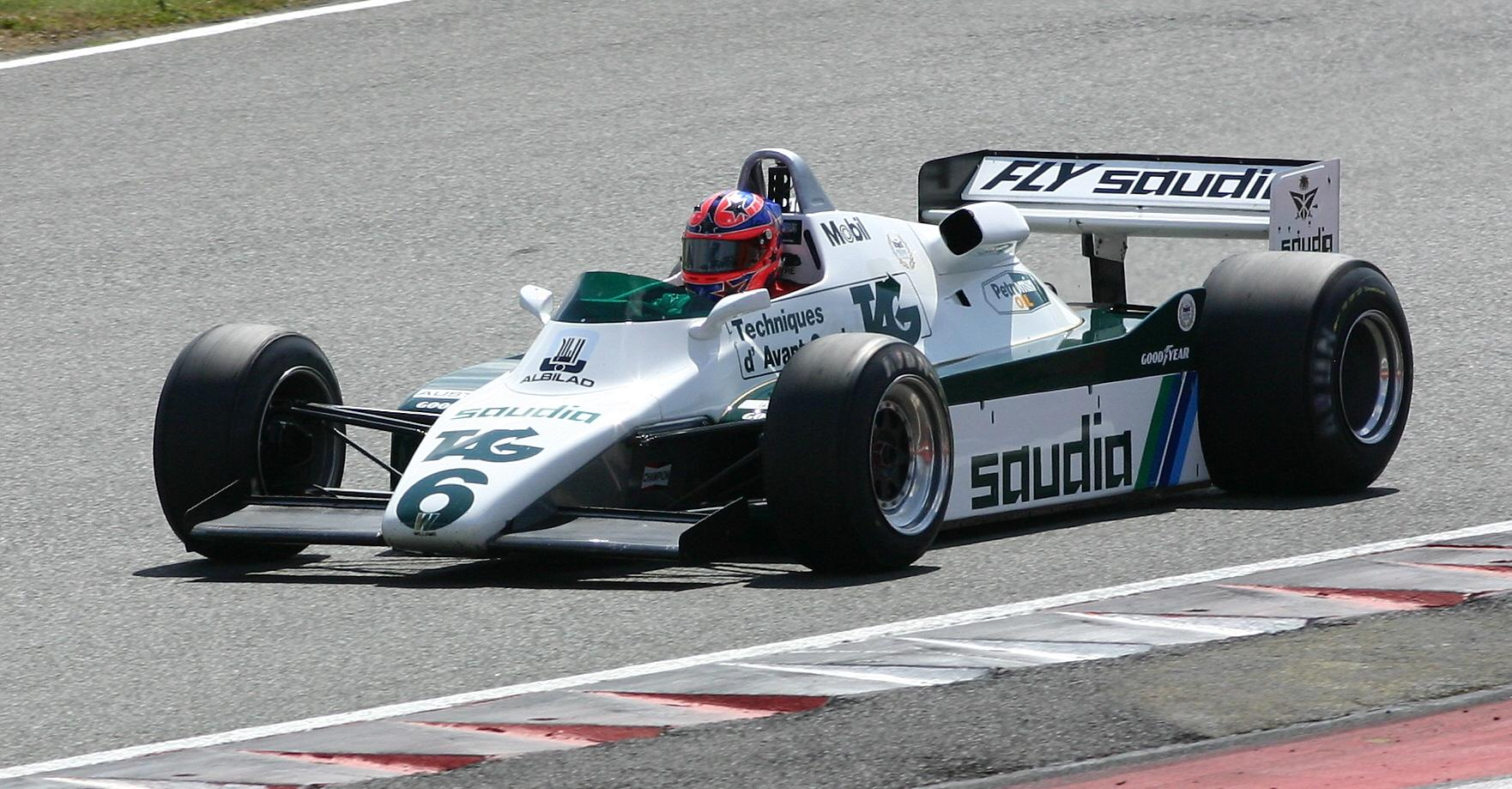
FW08 フォード
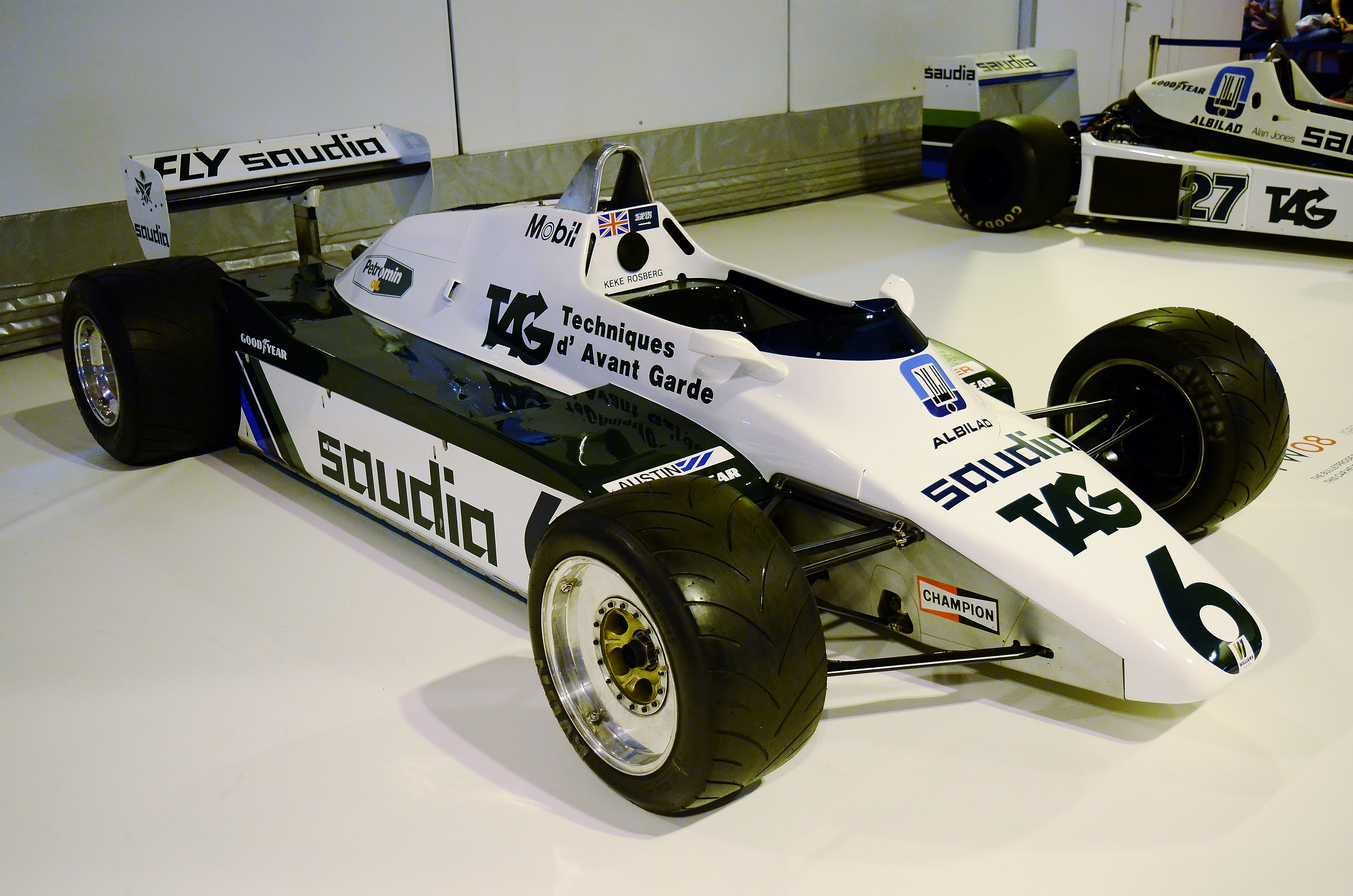
FW08ノーウイング フォード

- フラットノーズ型#2（1983年 - 1994年）

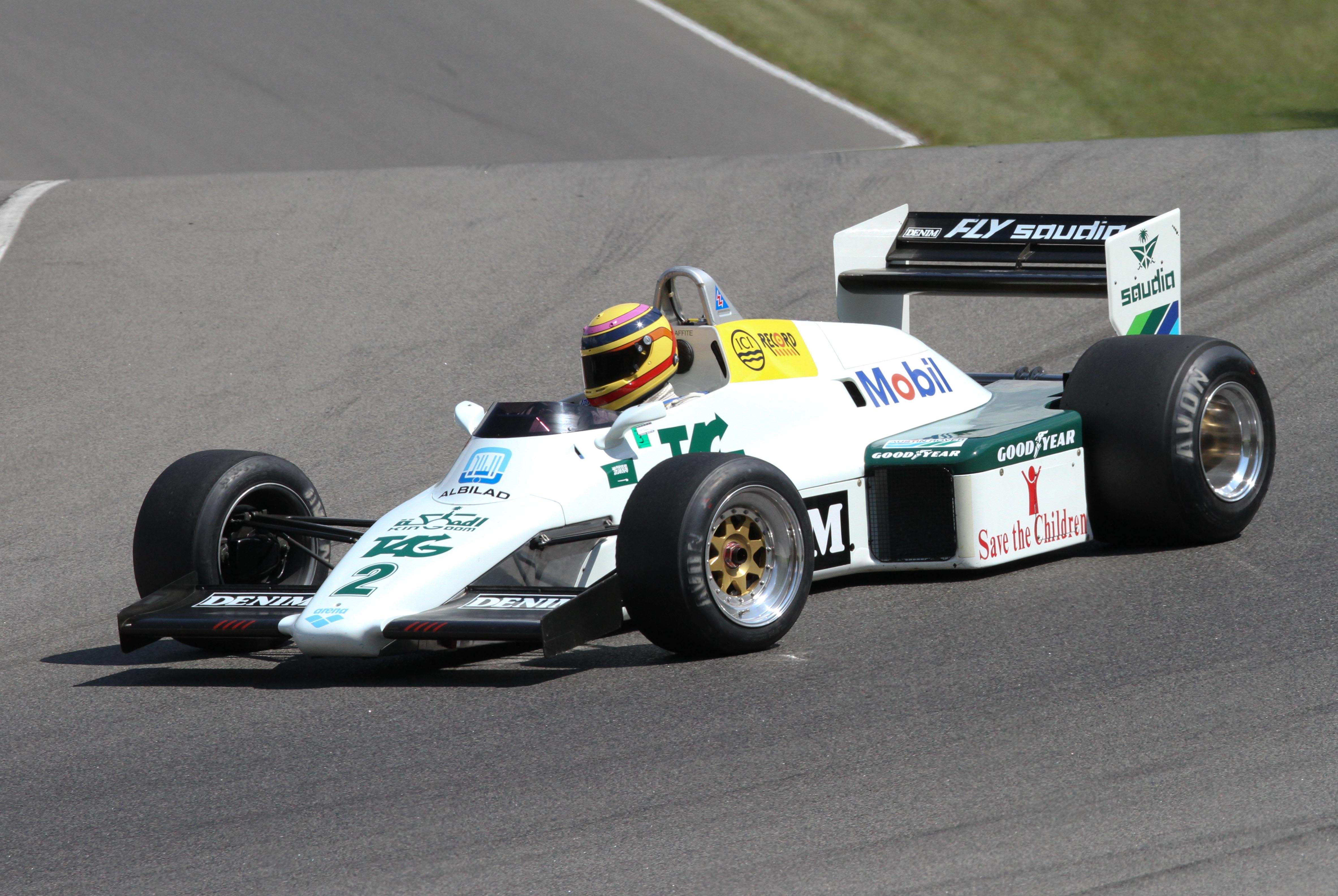
FW08C フォード
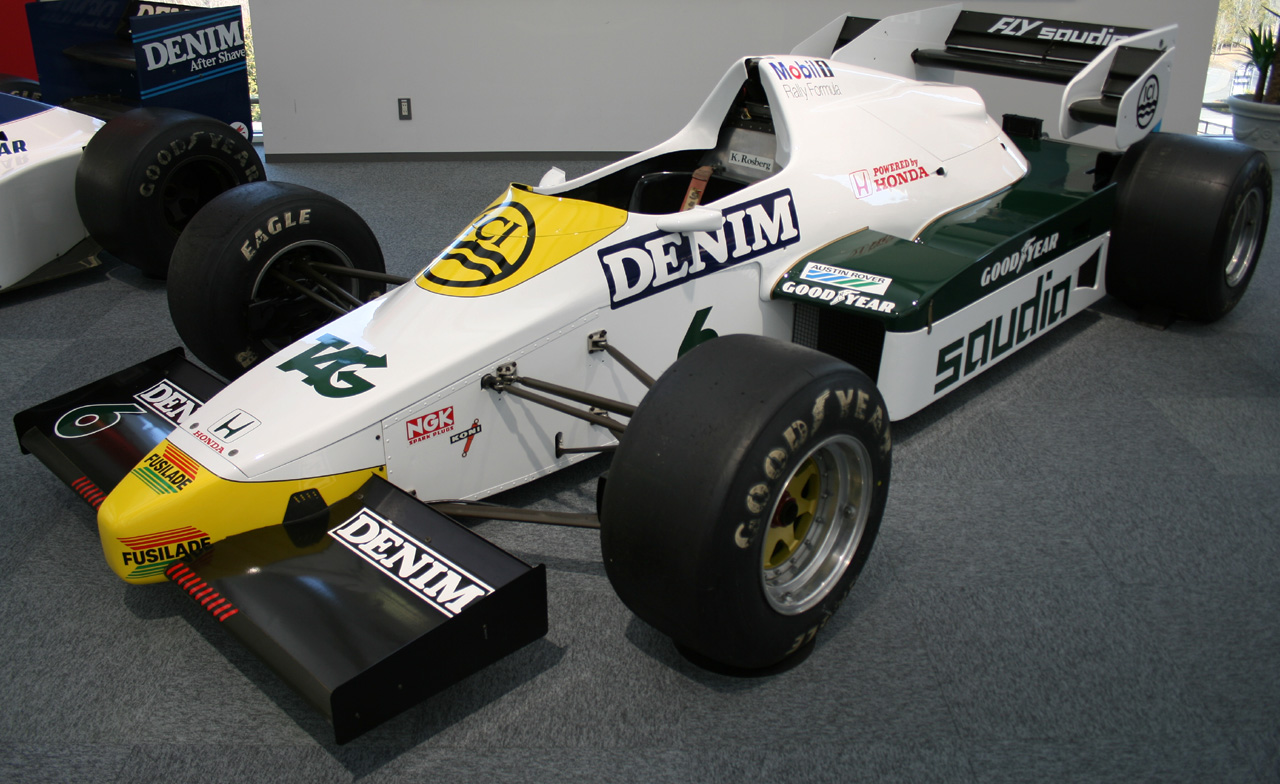
FW09 ホンダ
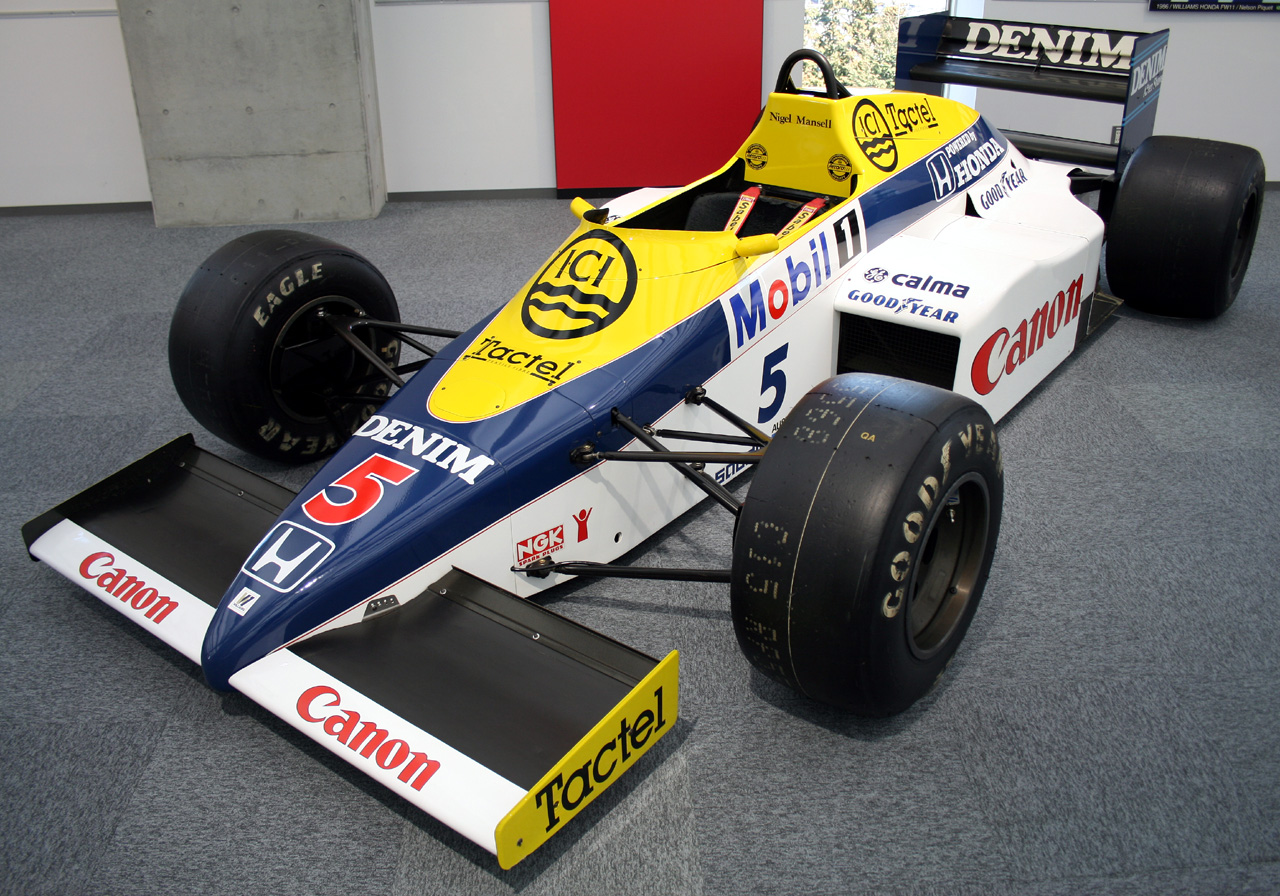
FW10 ホンダ
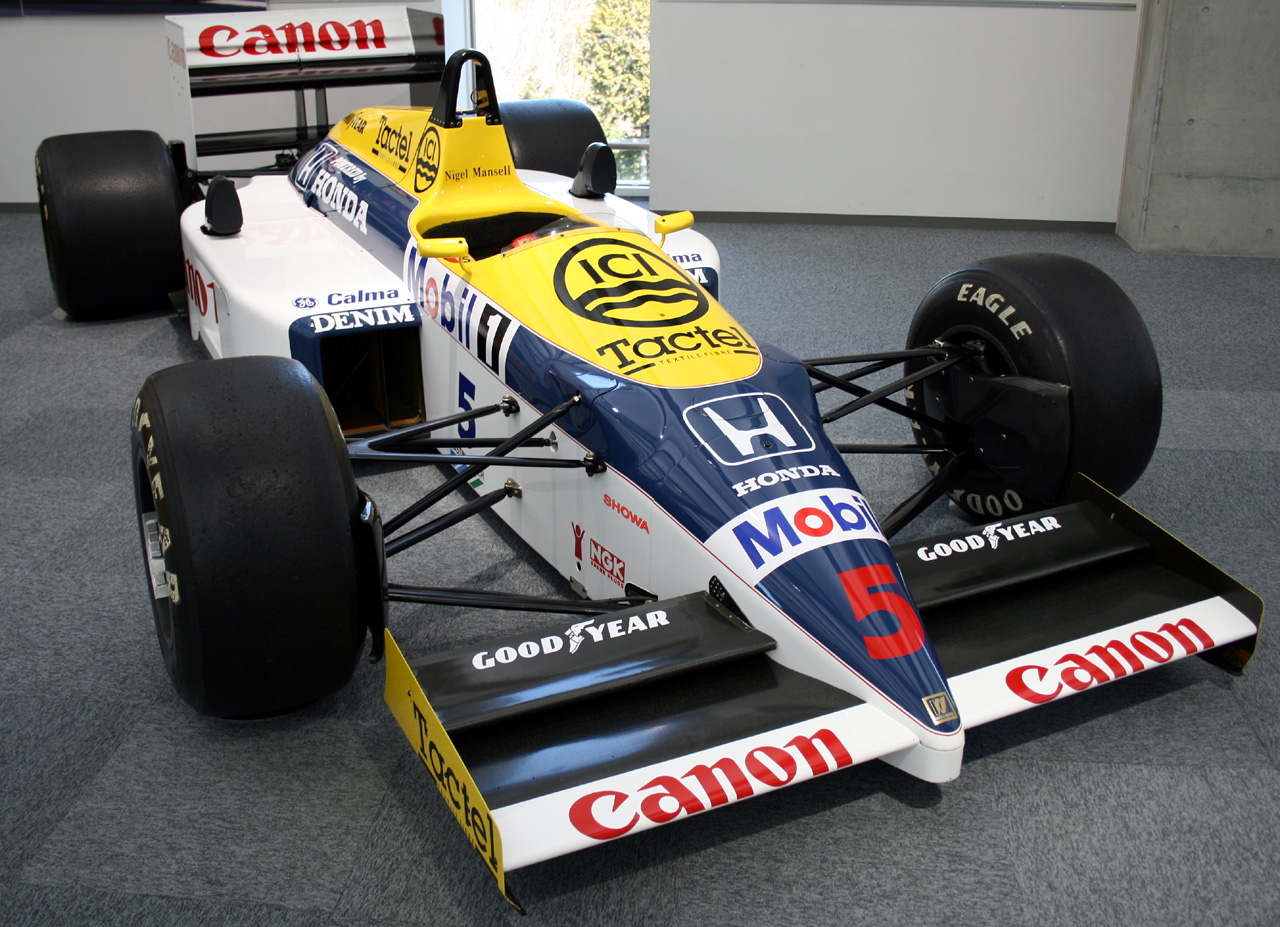
FW11 ホンダ
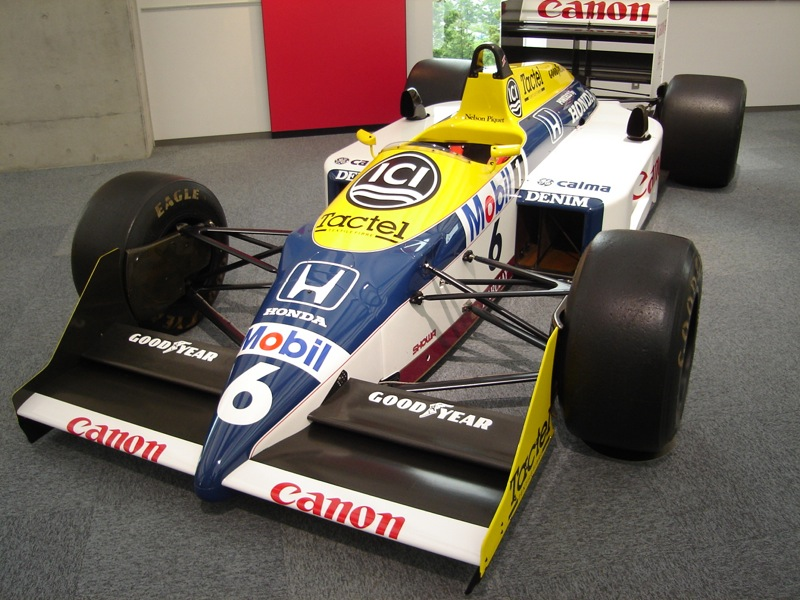
FW11B ホンダ
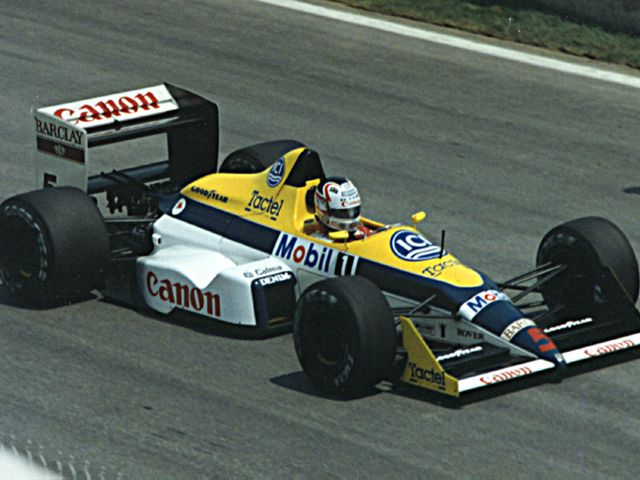
FW12 ジャッド
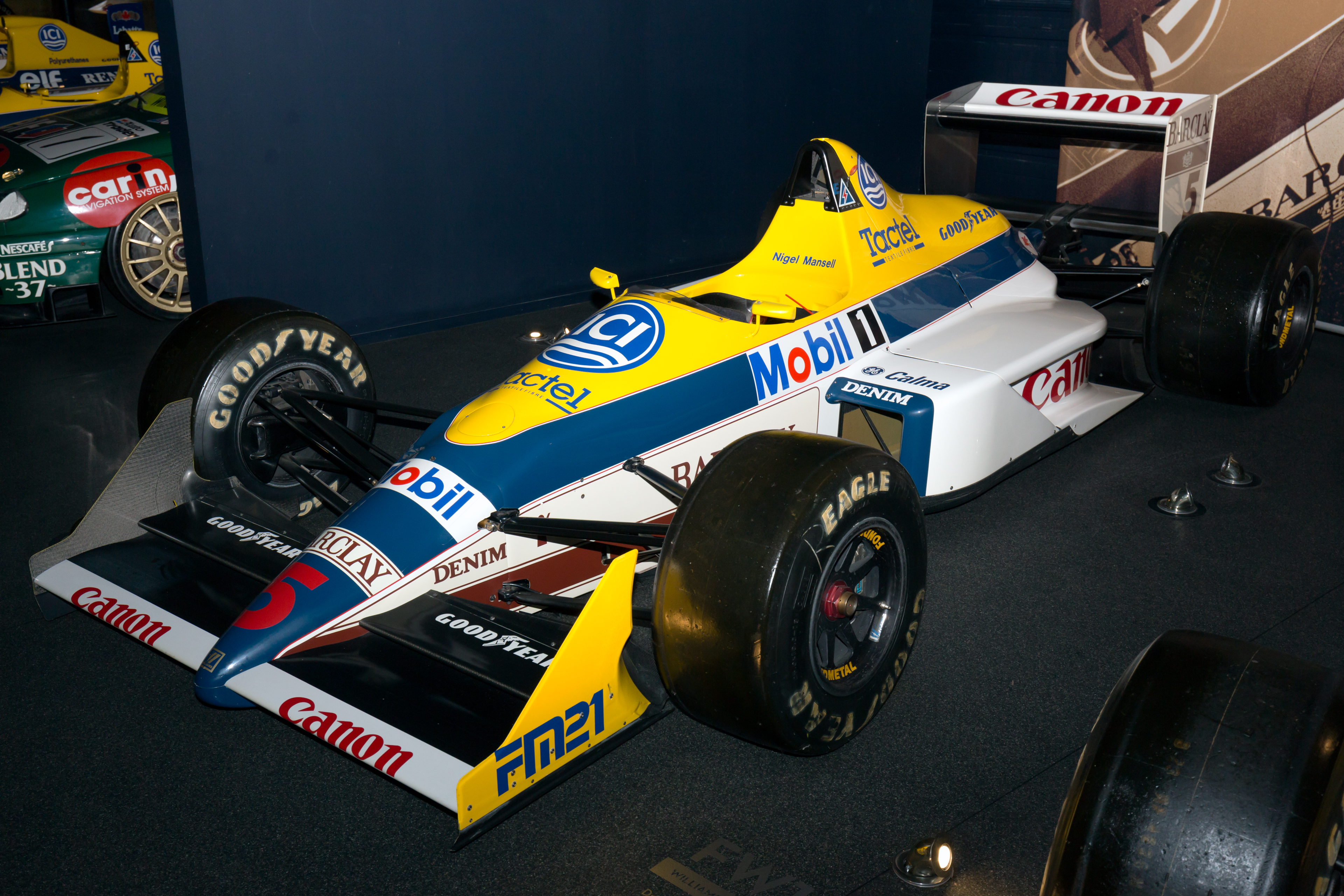
FW12B ジャッド
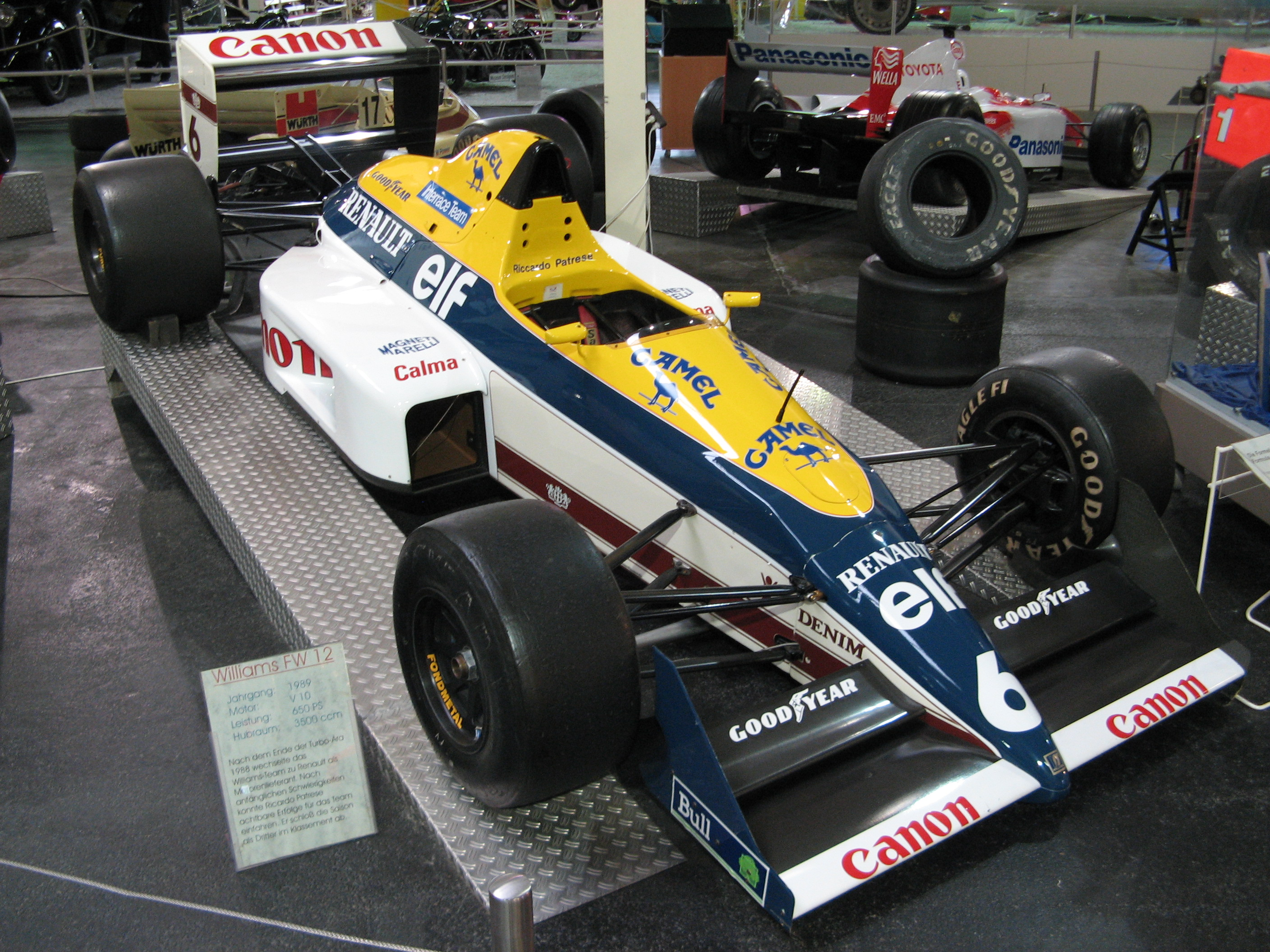
FW12C ルノー
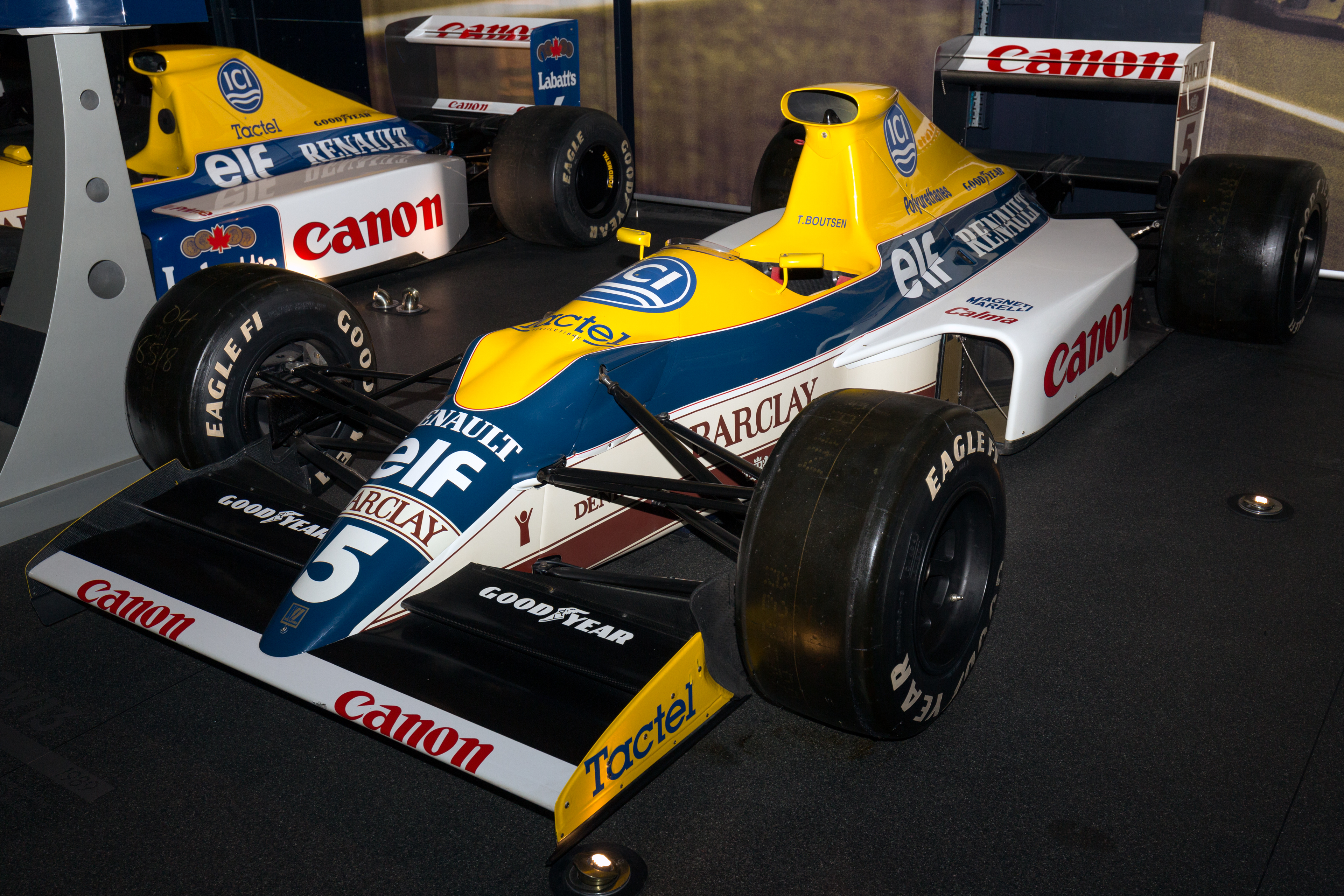
FW13 ルノー
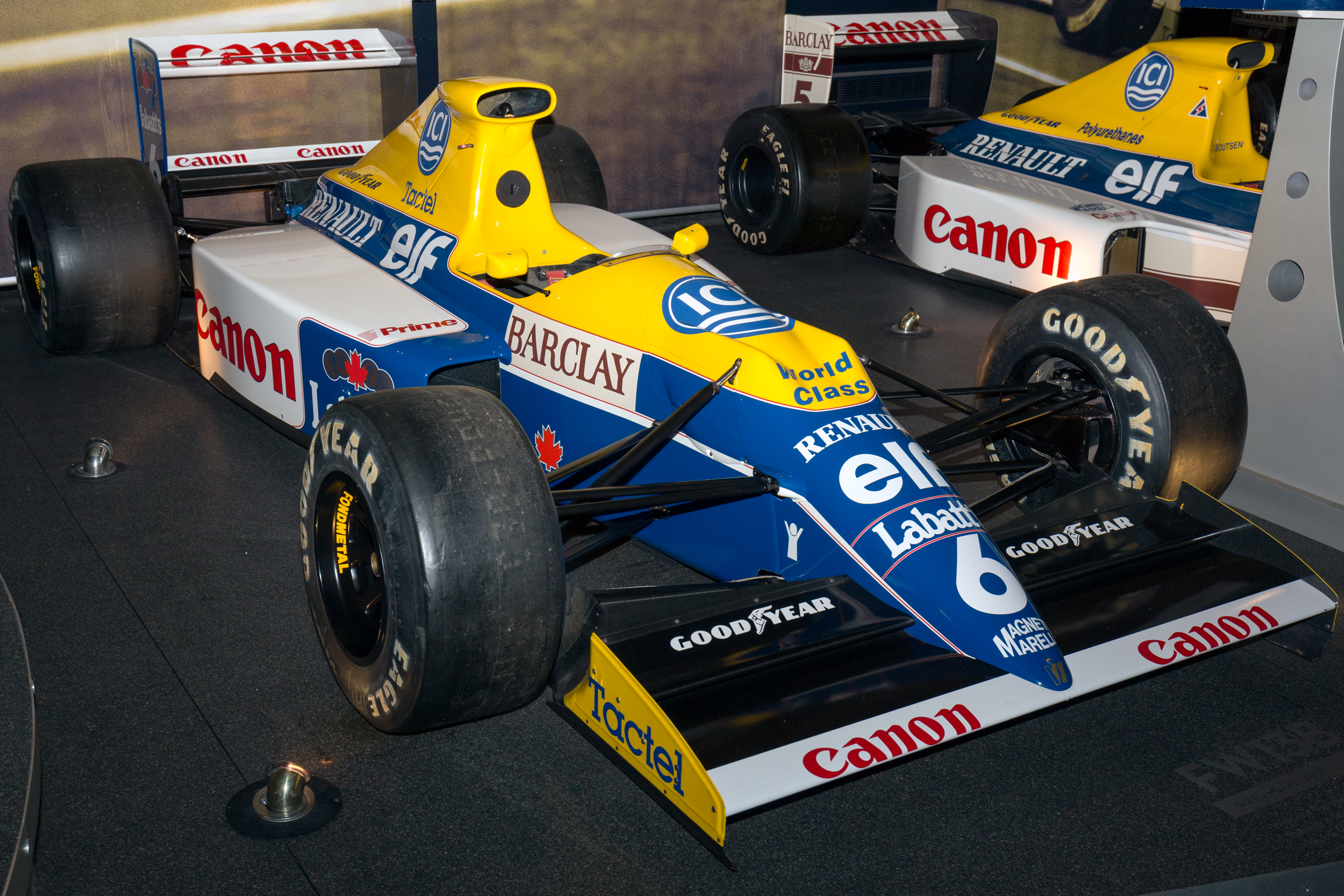
FW13B ルノー
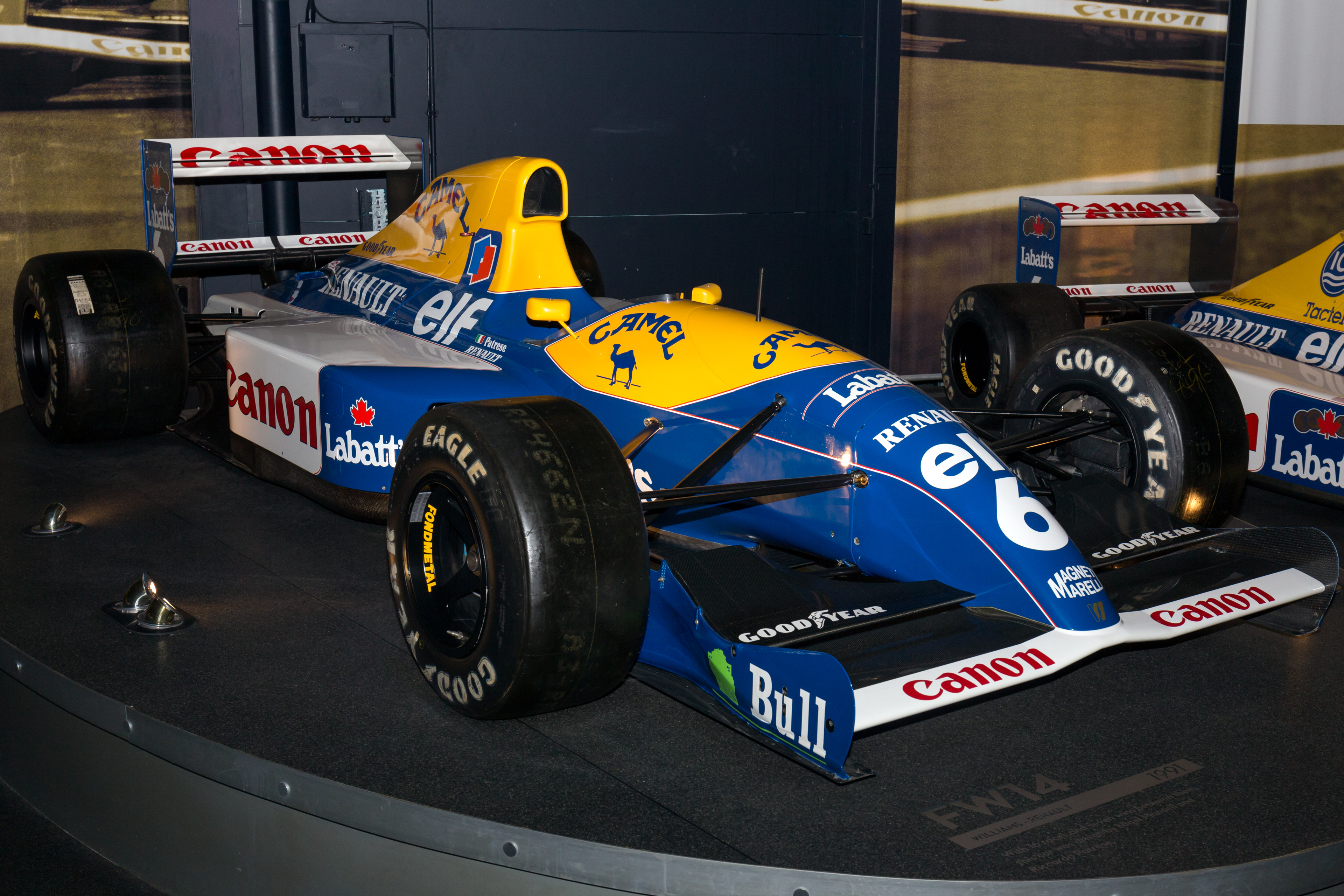
FW14 ルノー
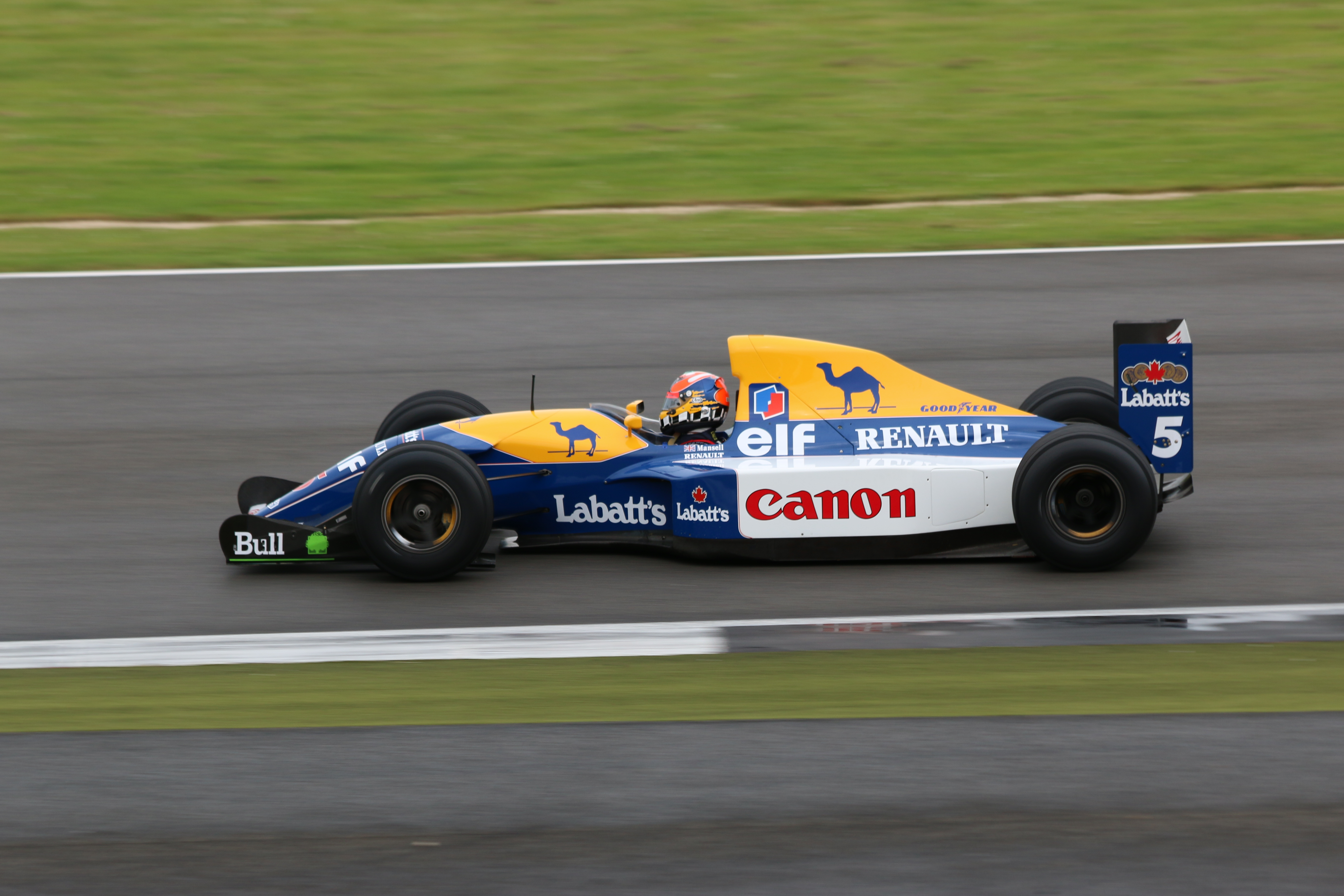
FW14B ルノー
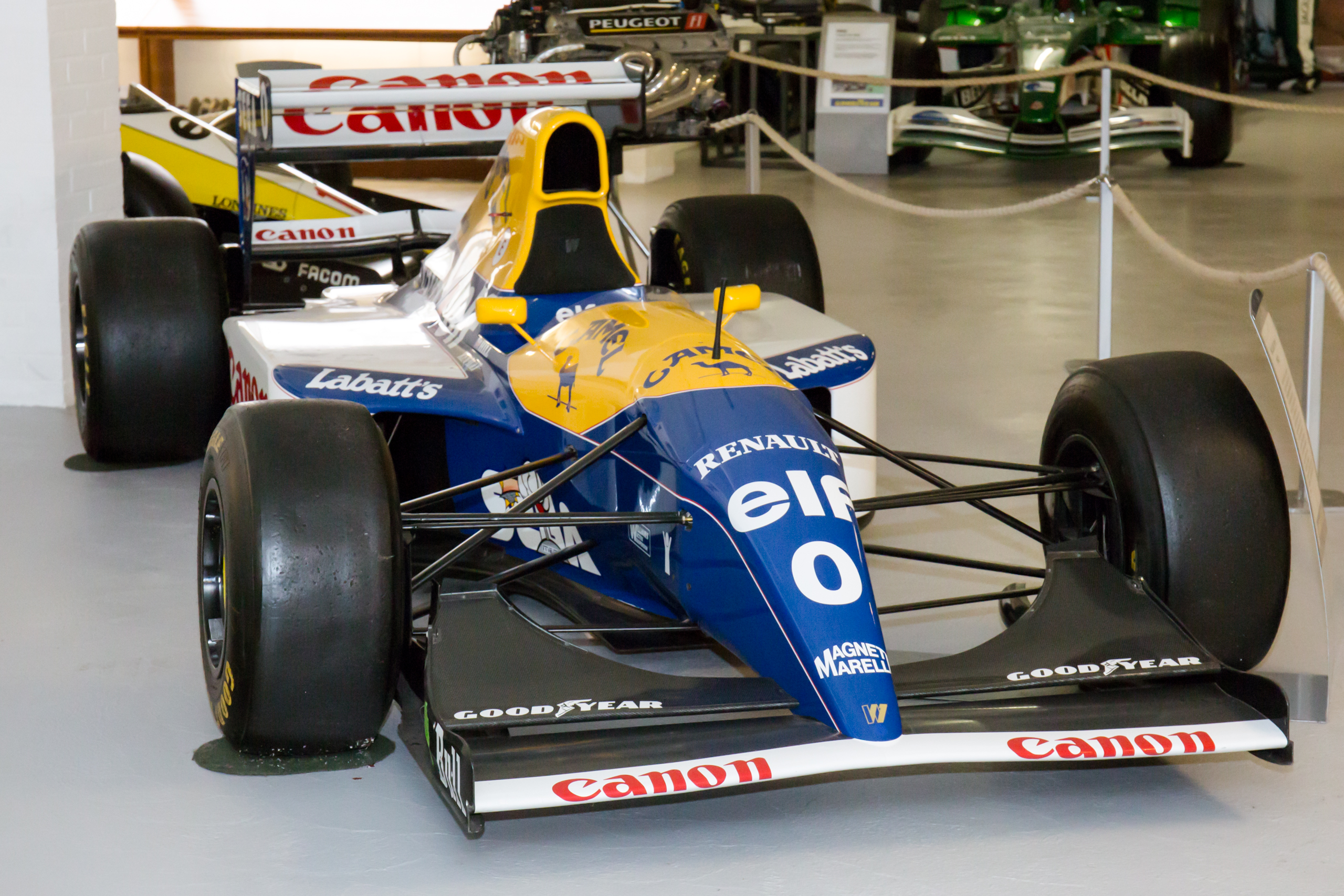
FW15C ルノー
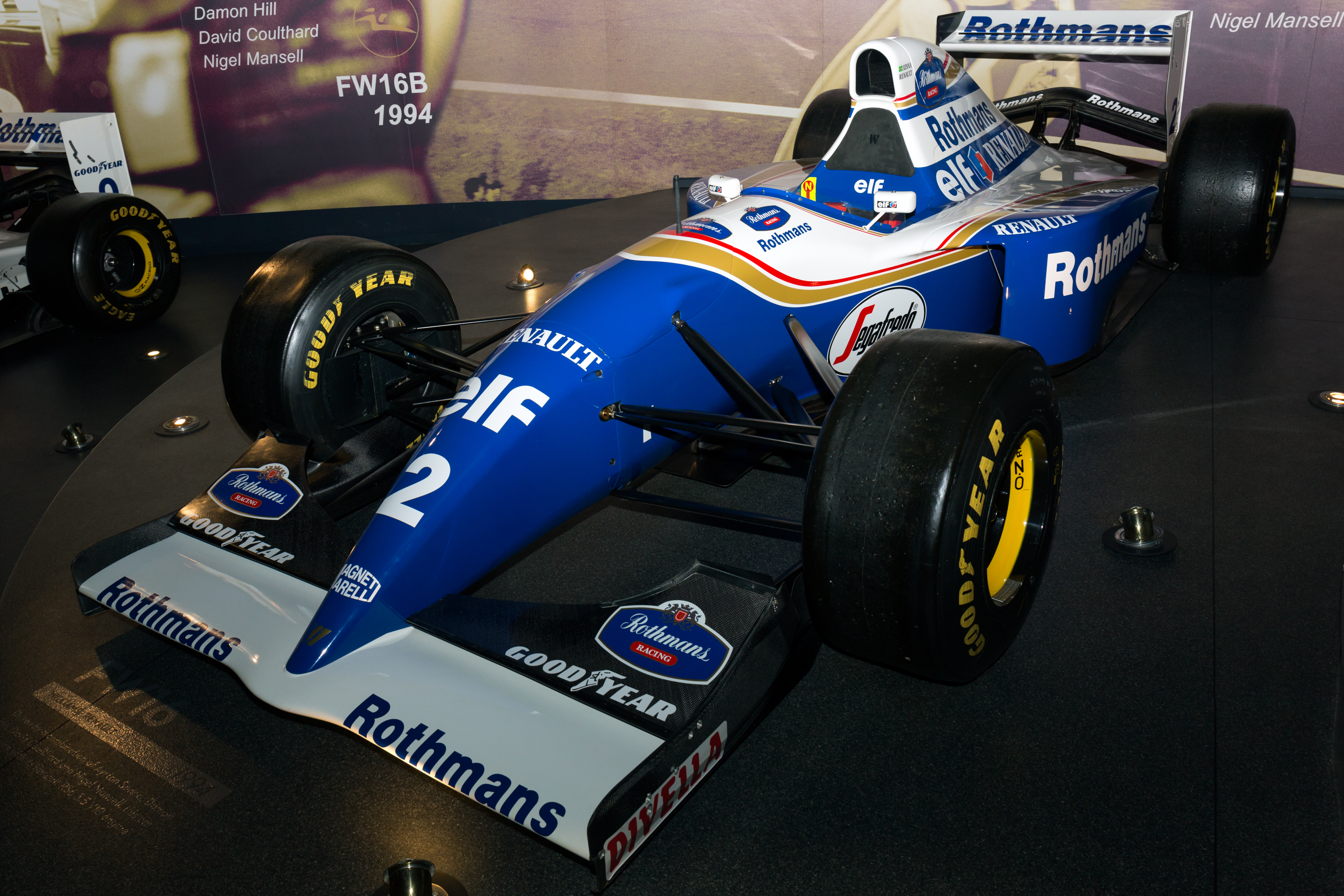
FW16 ルノー
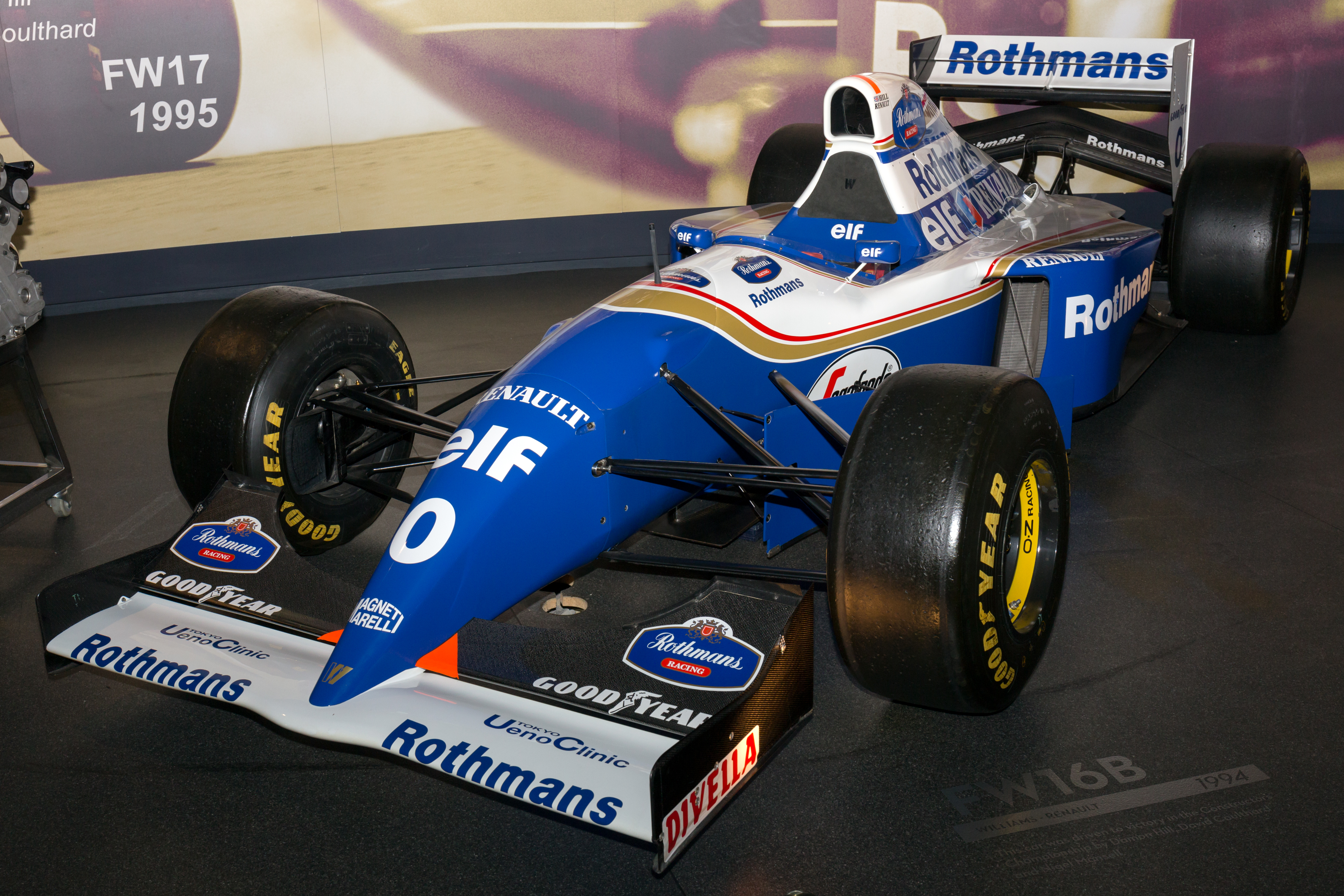
FW16B ルノー

- ハイノーズ型（1995年 - 2013年）

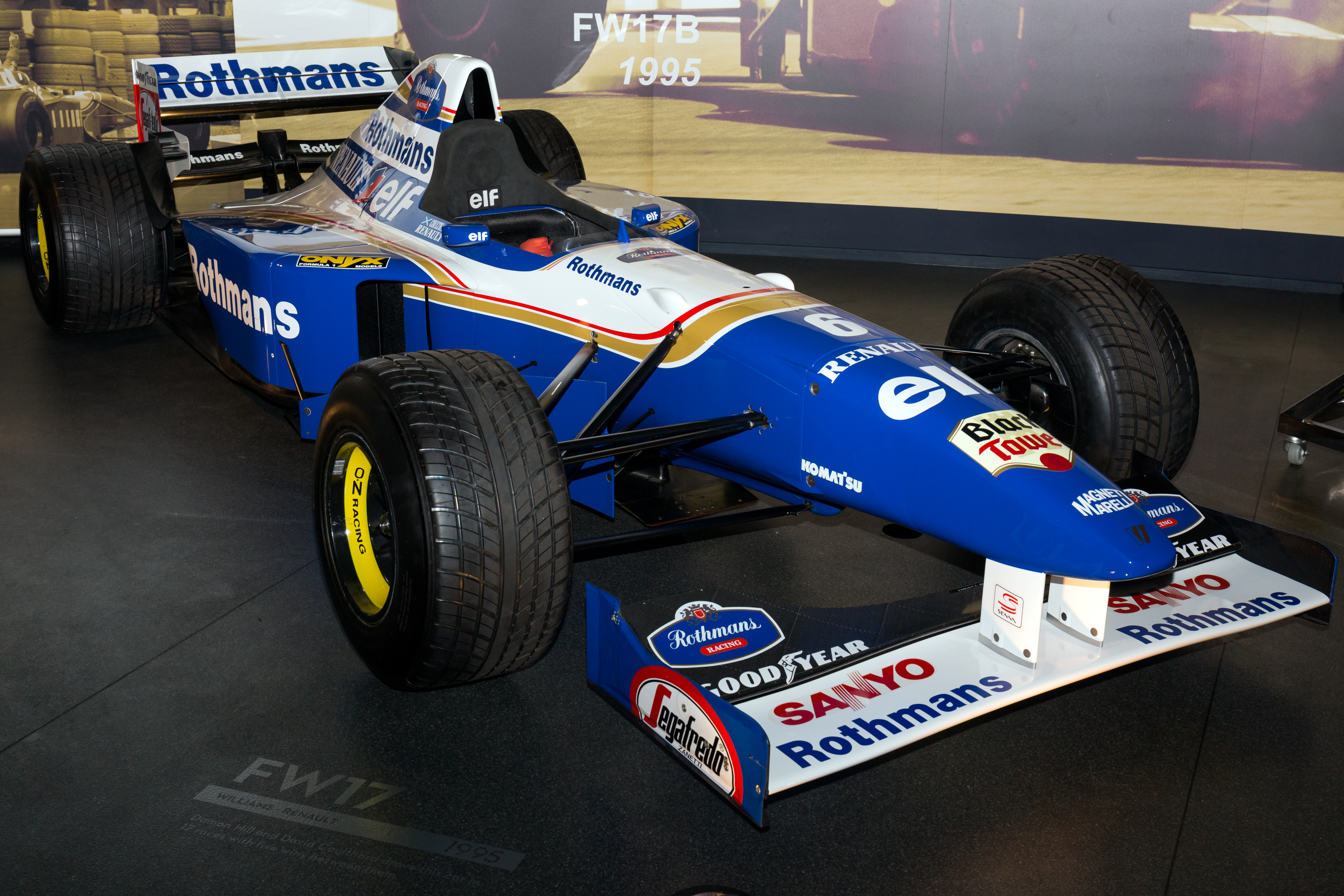
FW17 ルノー
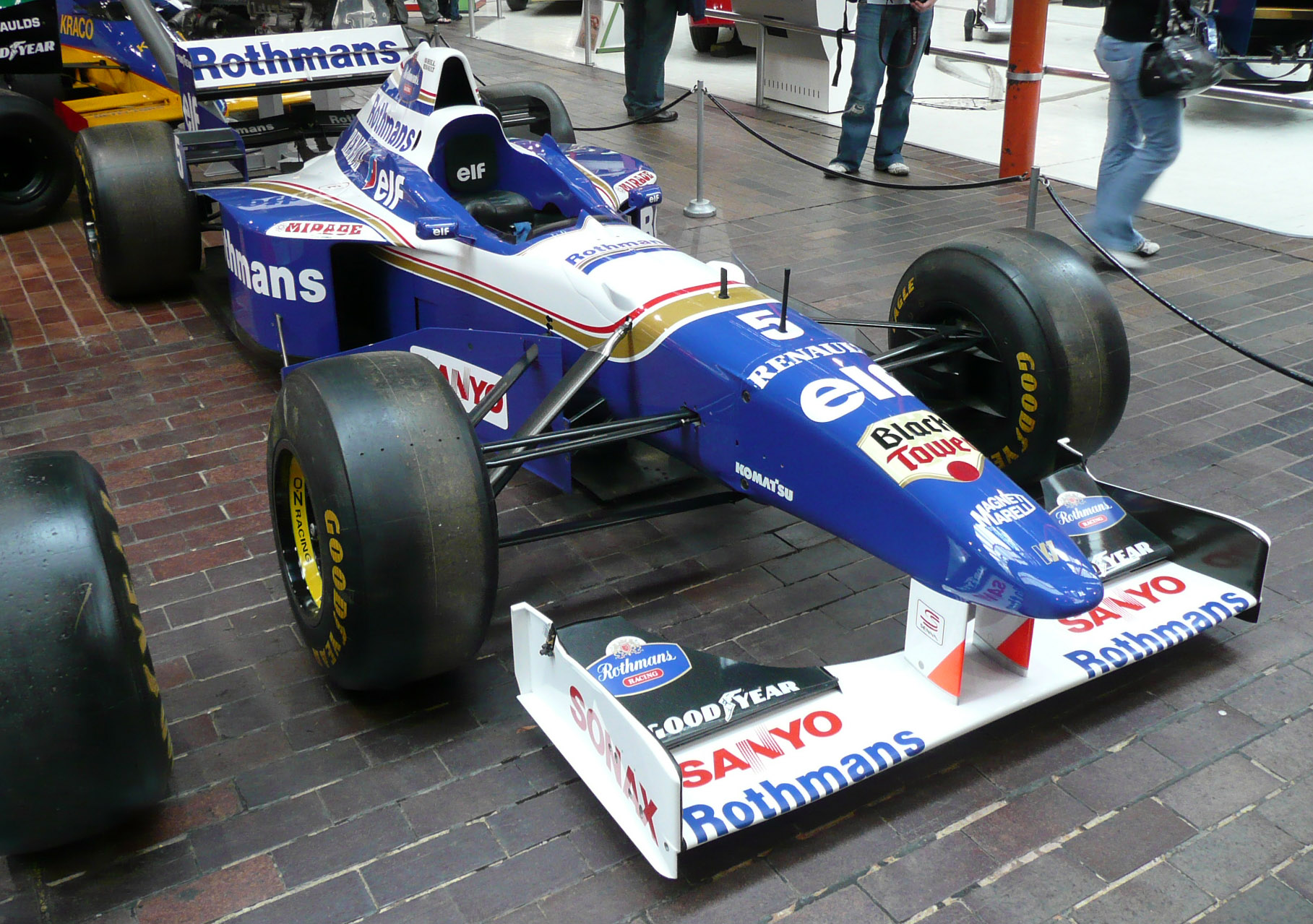
FW18 ルノー
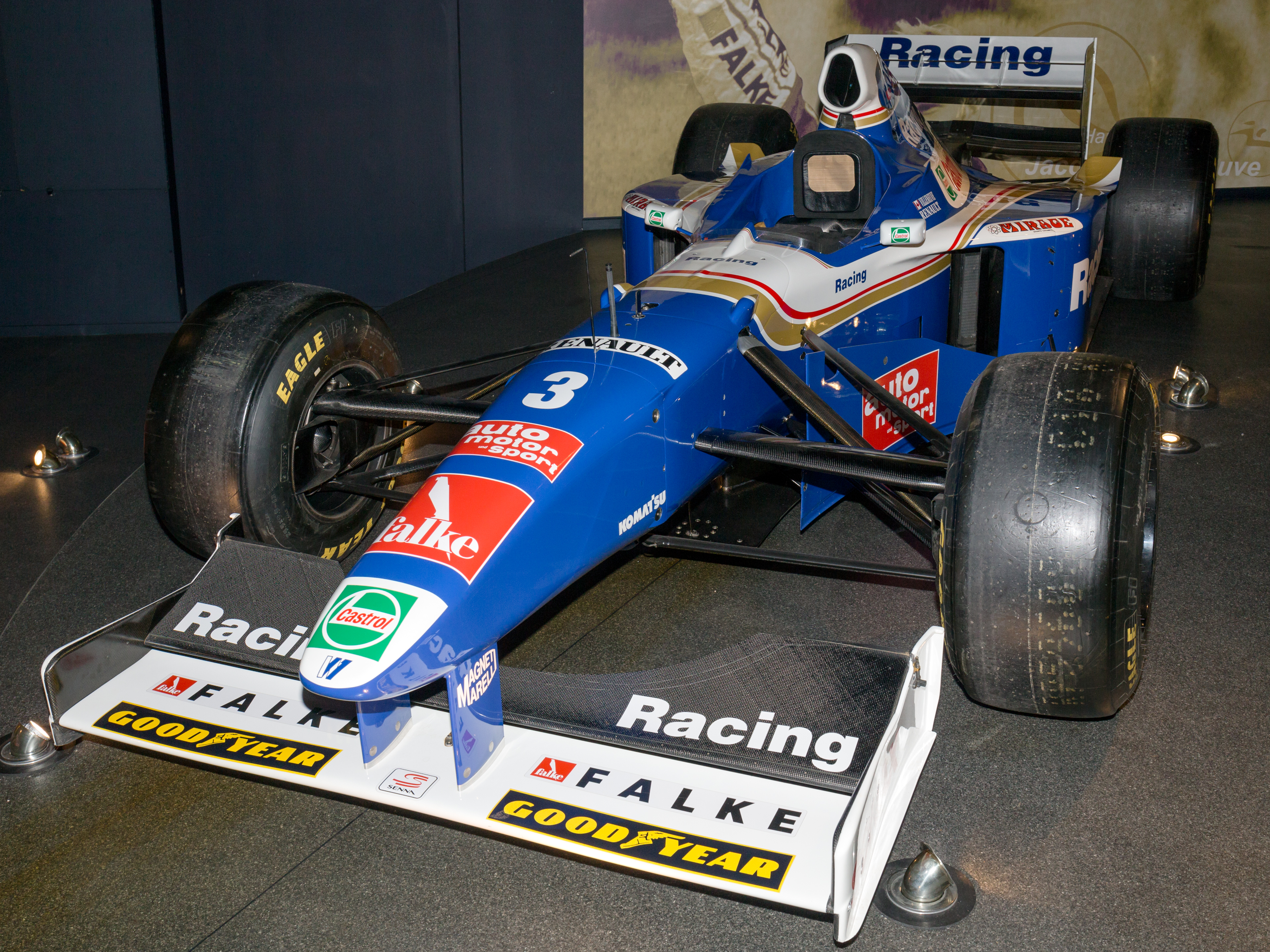
FW19 ルノー
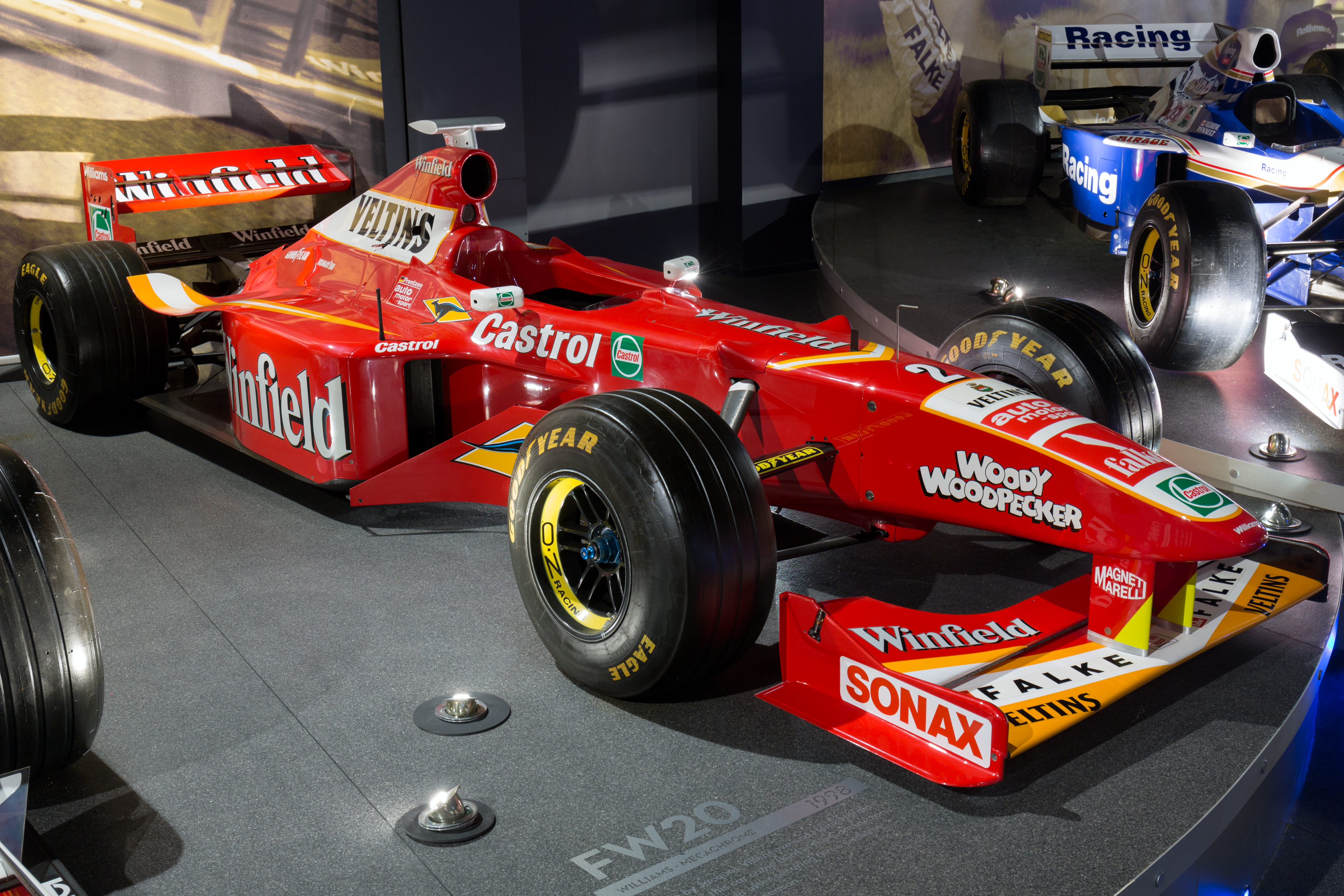
FW20 メカクローム
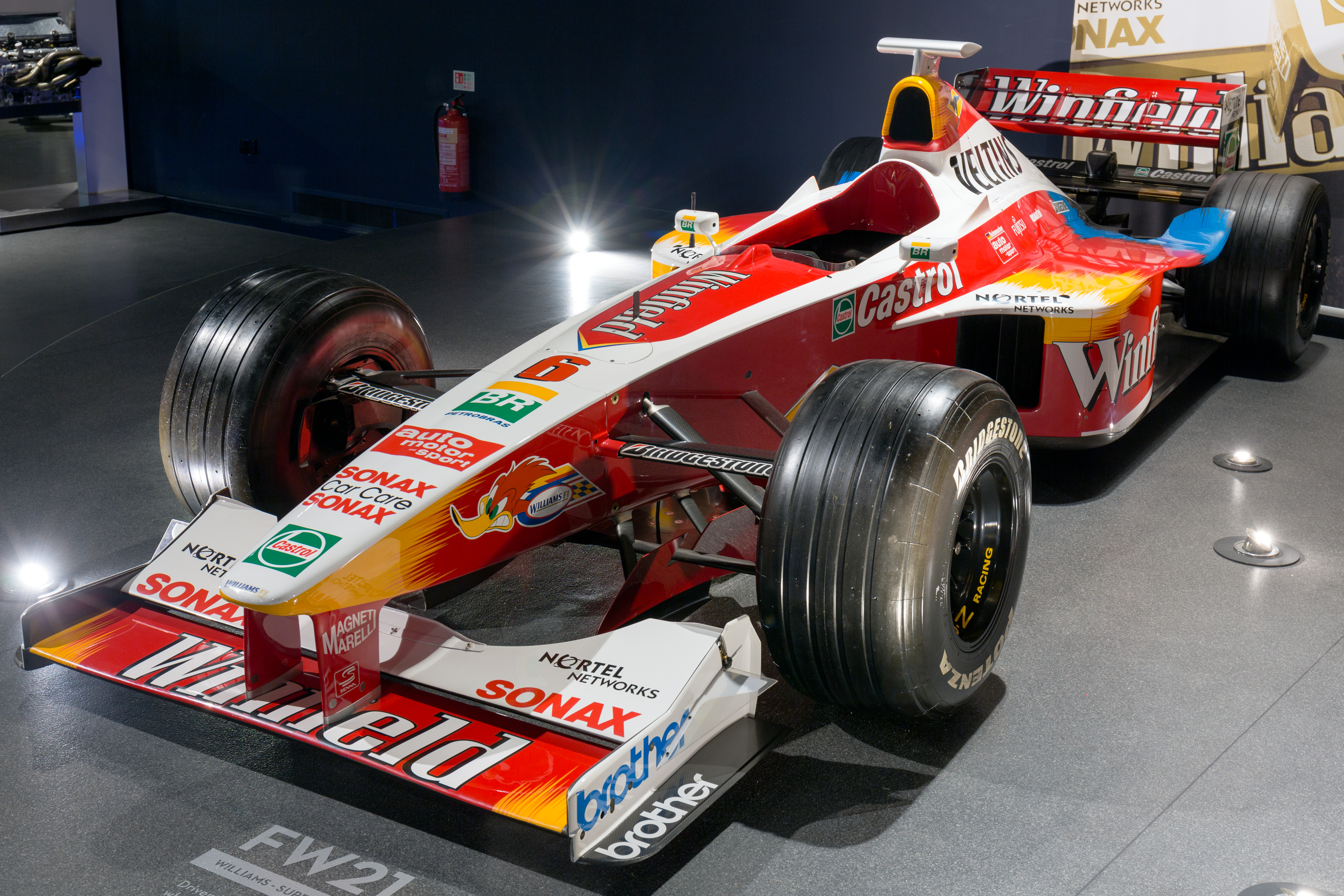
FW21 スーパーテック
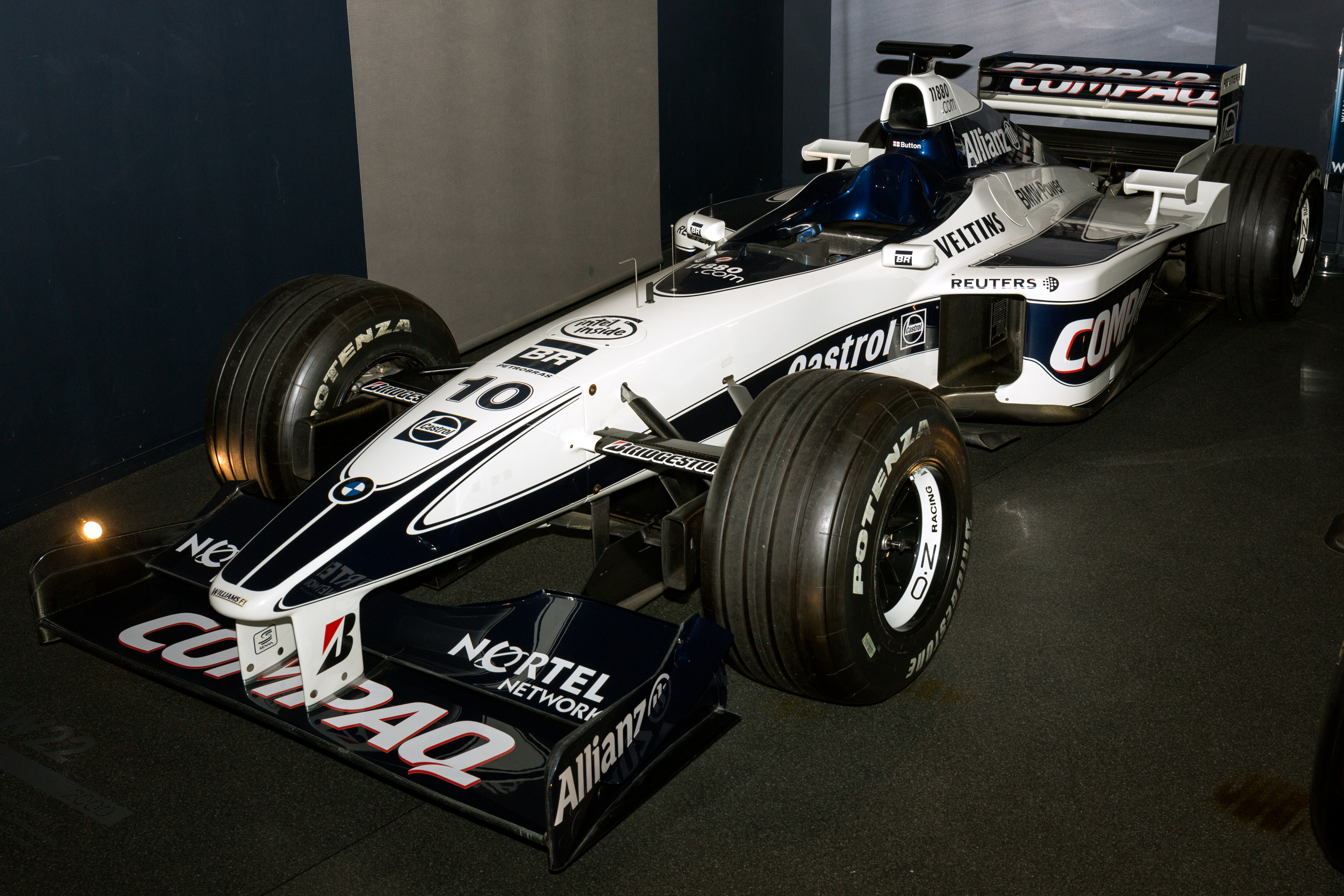
FW22 BMW
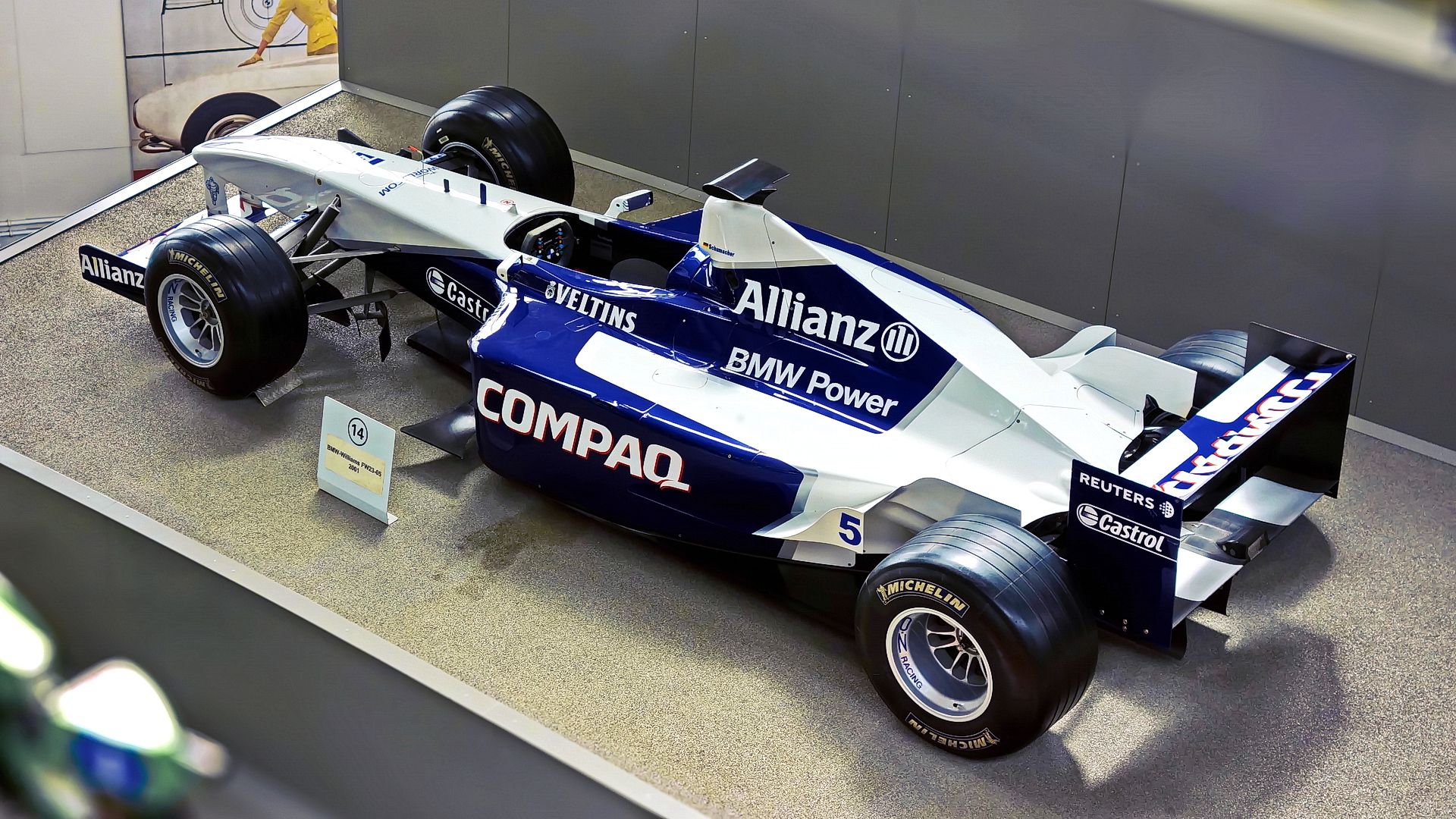
FW23 BMW
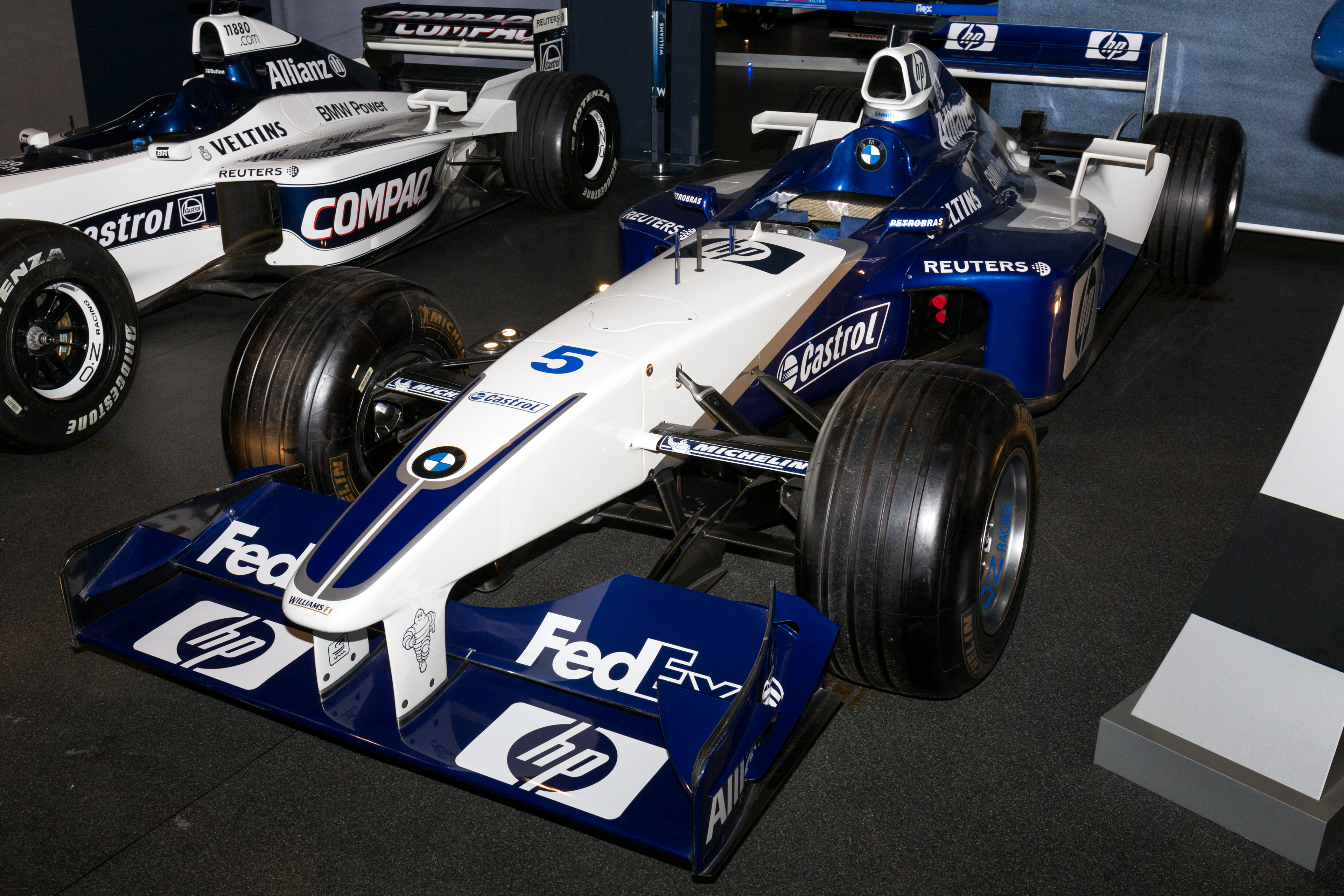
FW24 BMW
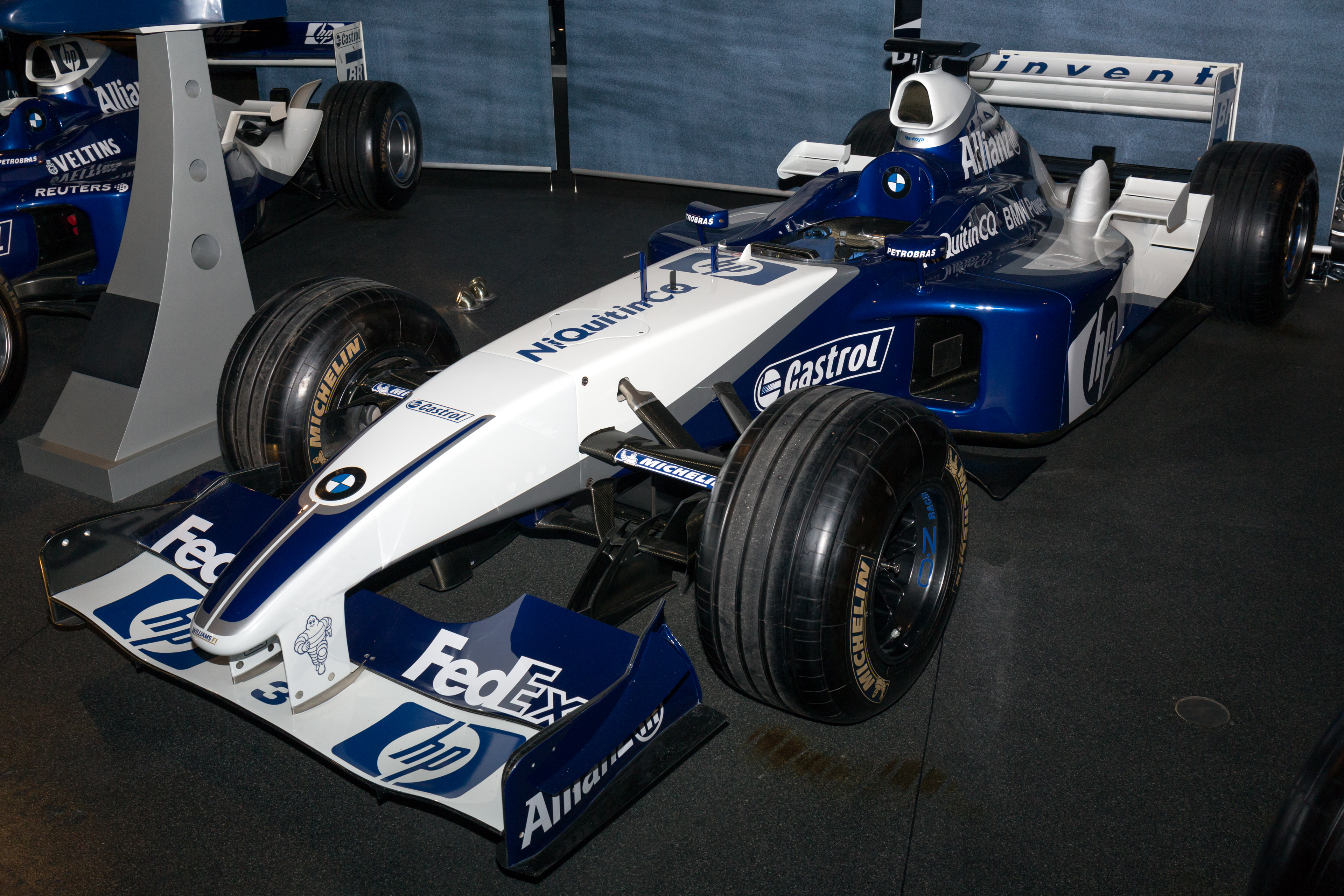
FW25 BMW
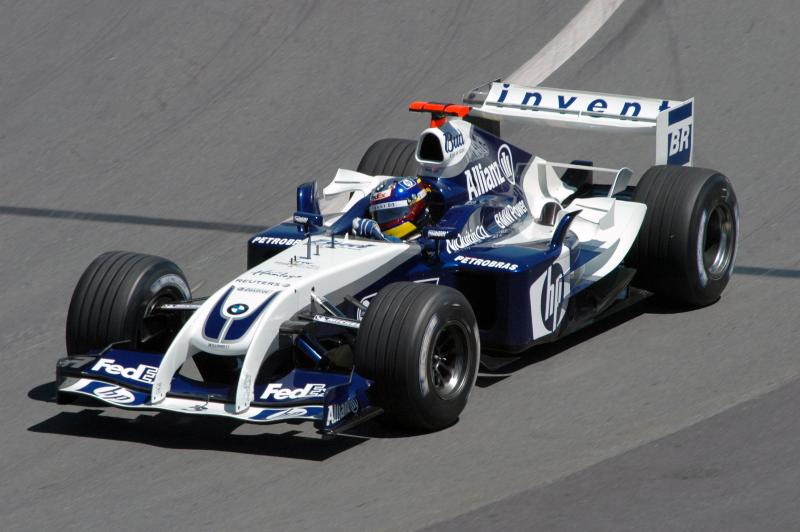
FW26ウォラスノーズ BMW
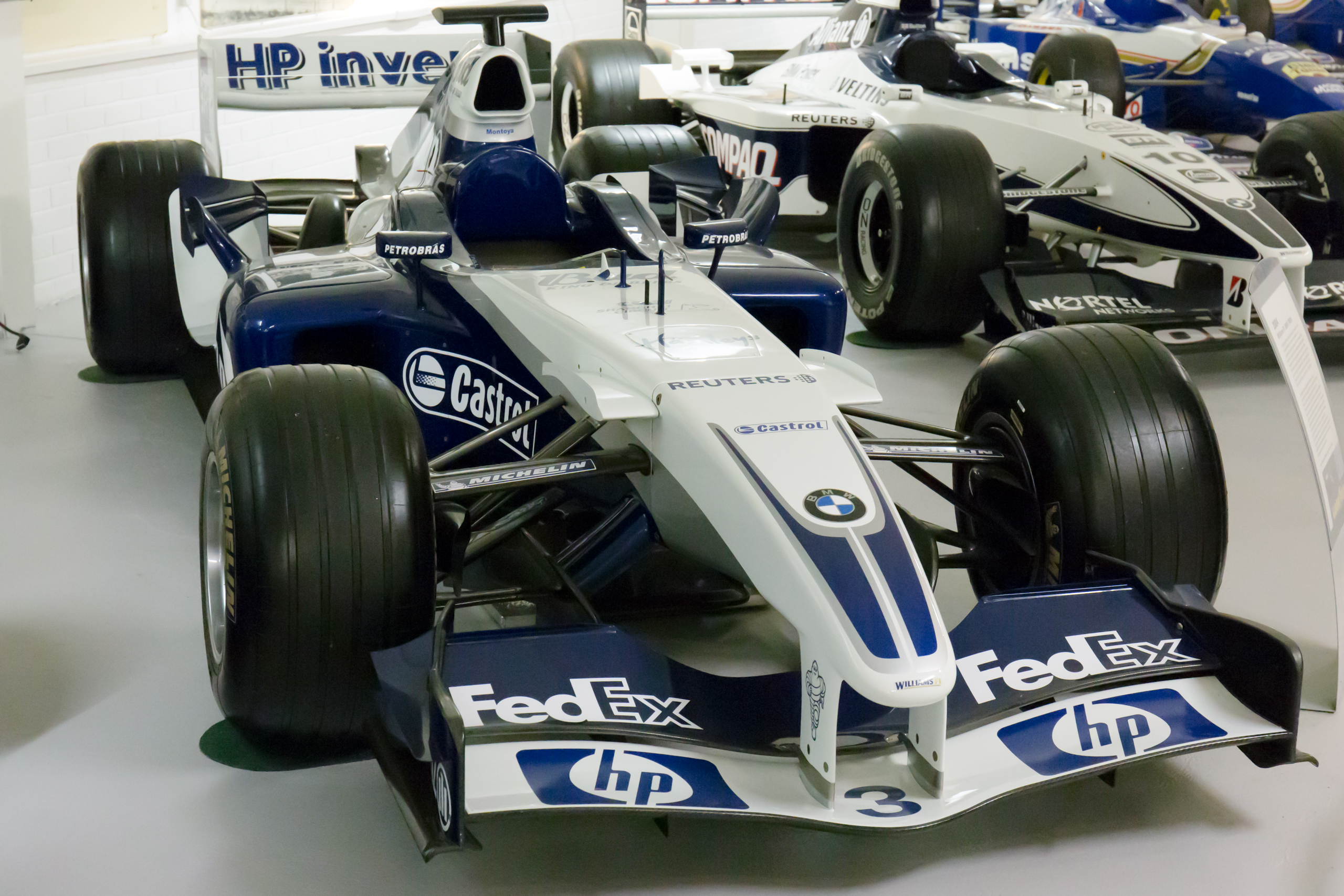
FW26B BMW
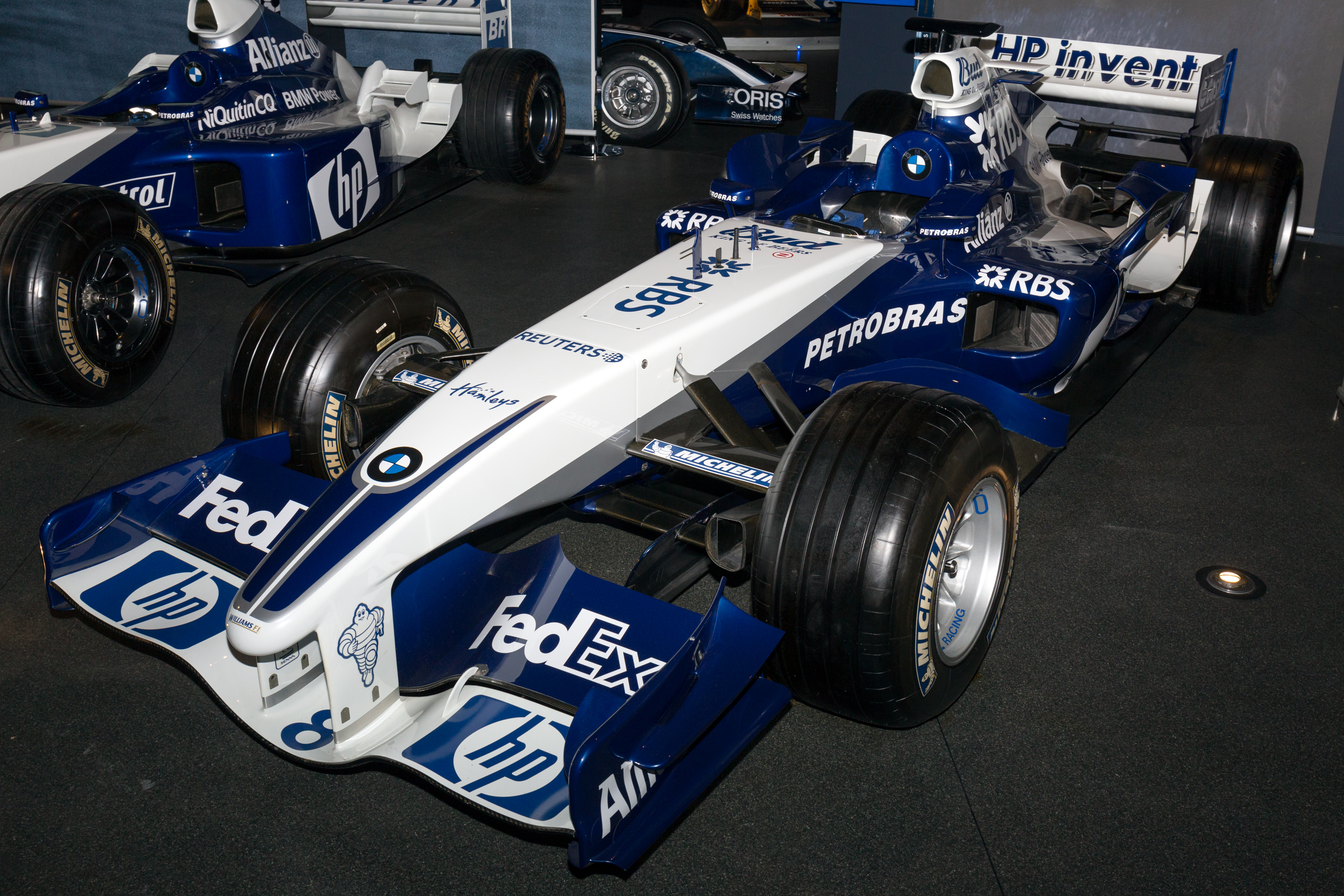
FW27 BMW
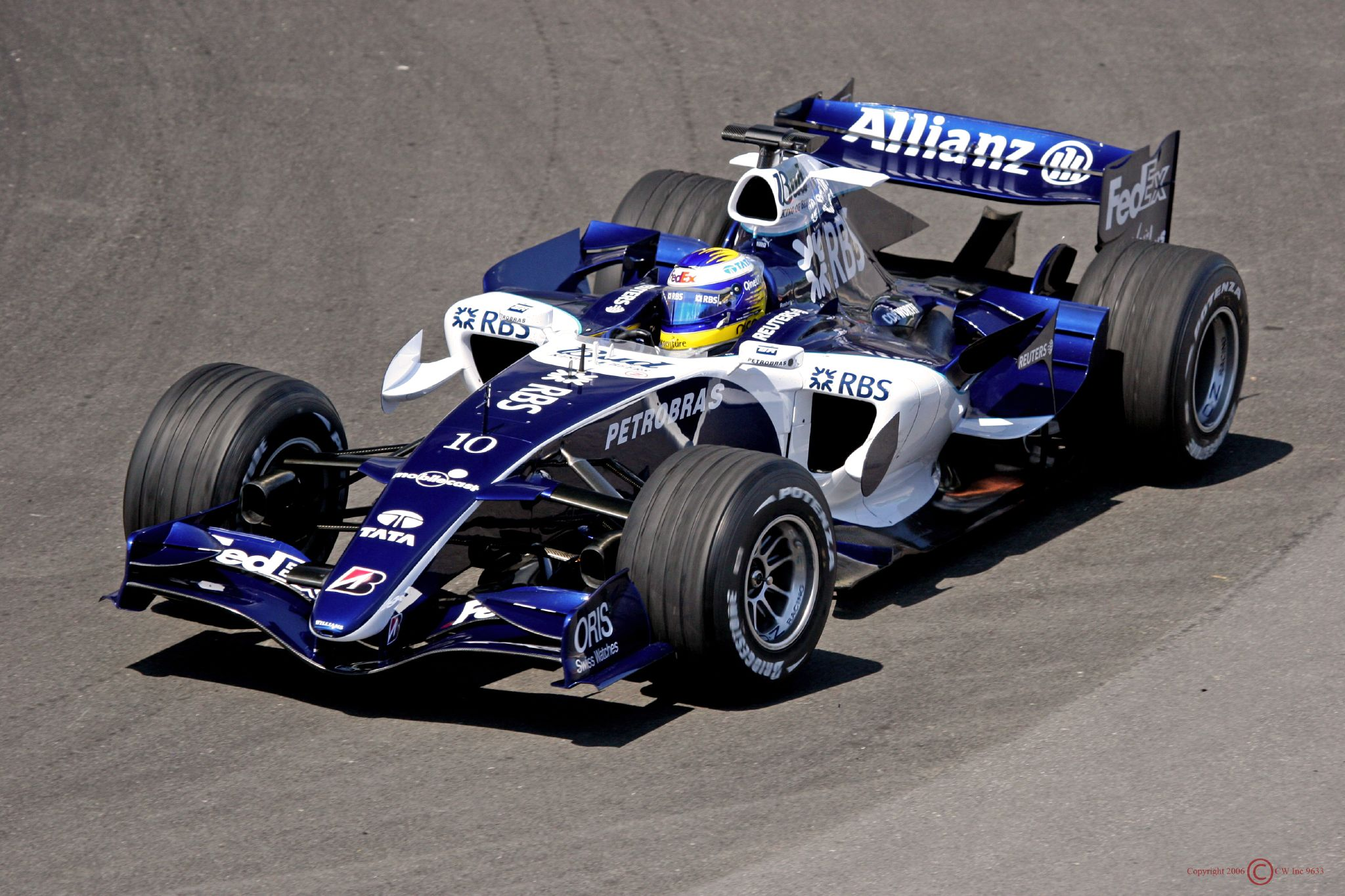
FW28 コスワース
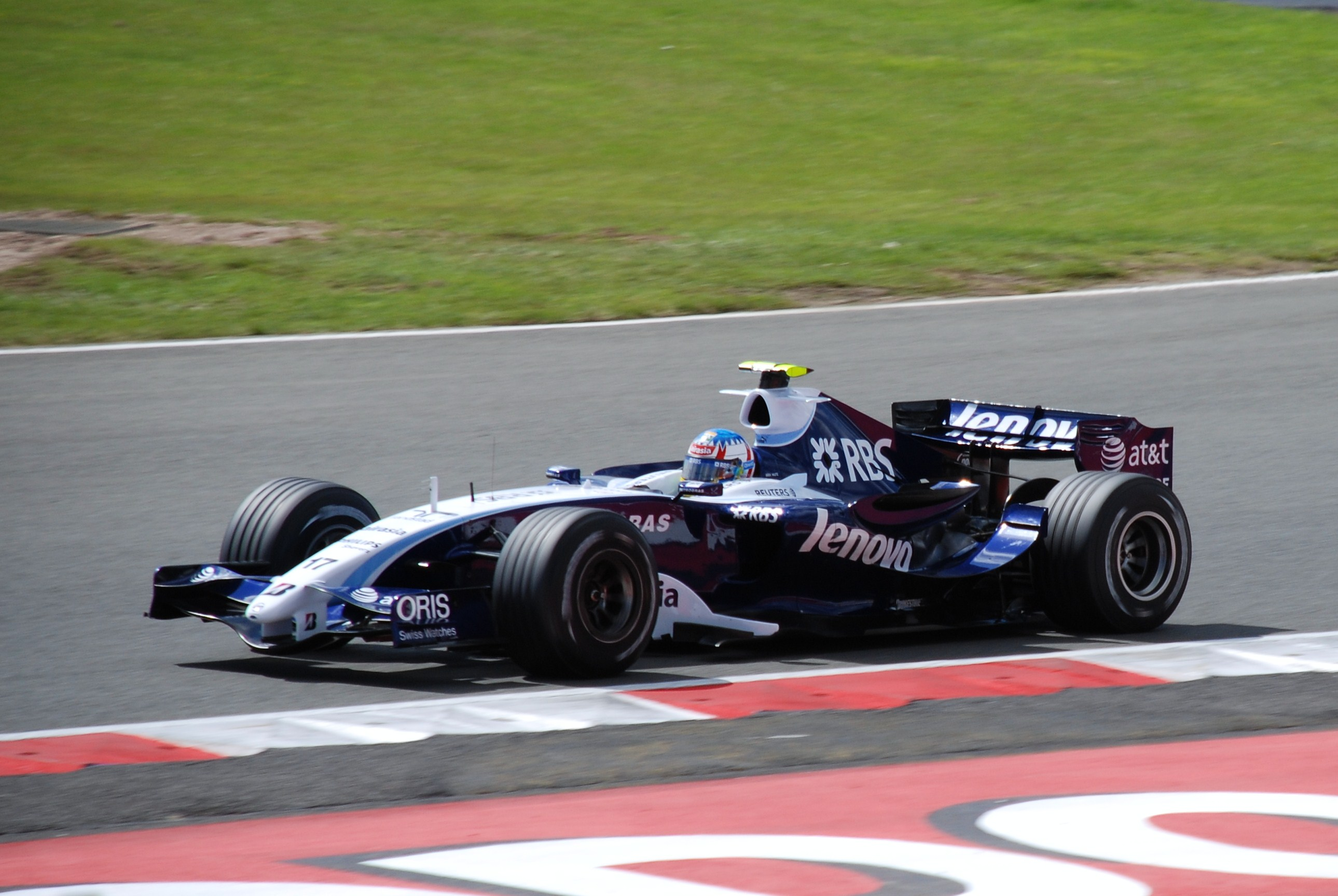
FW29 トヨタ
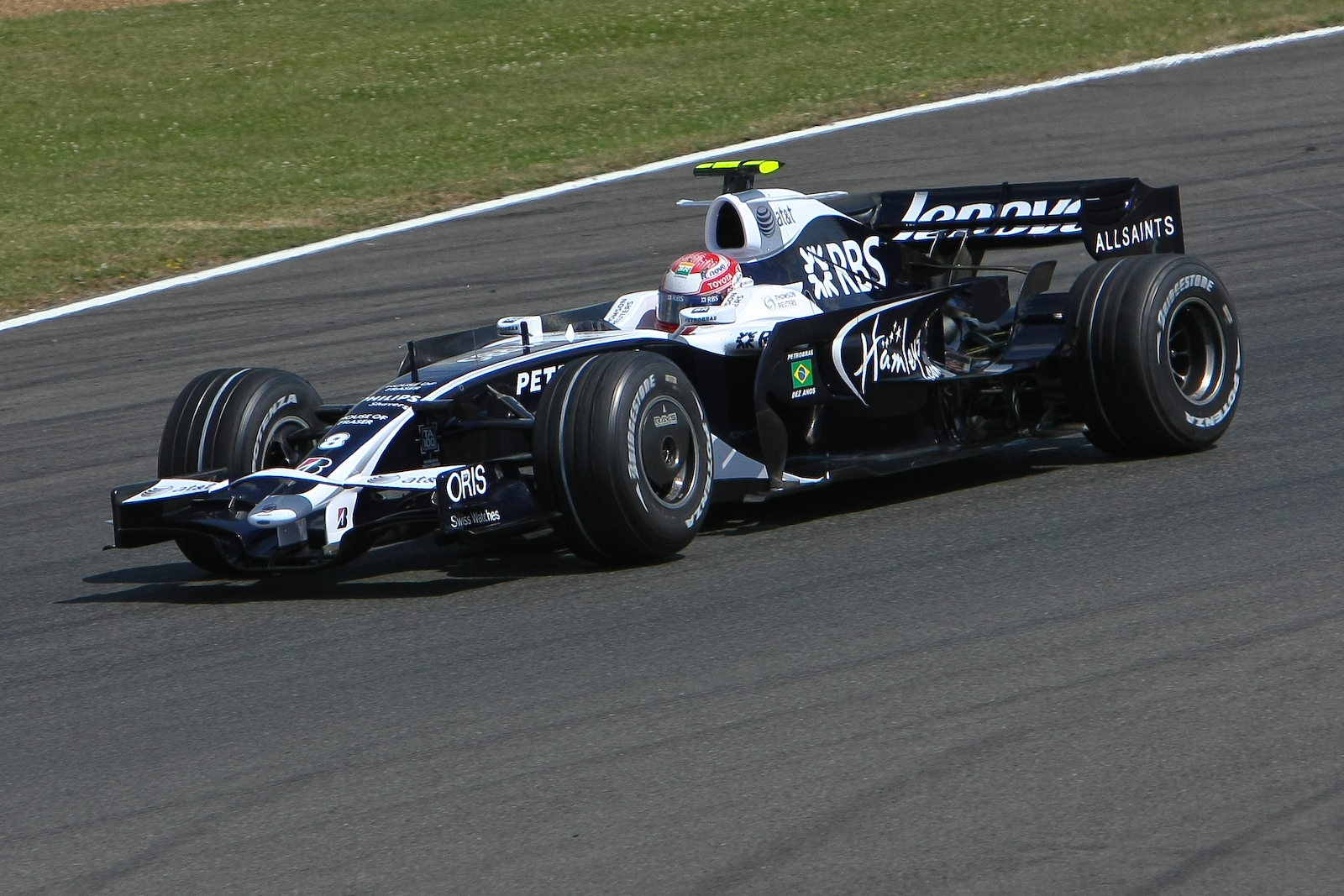
FW30 トヨタ
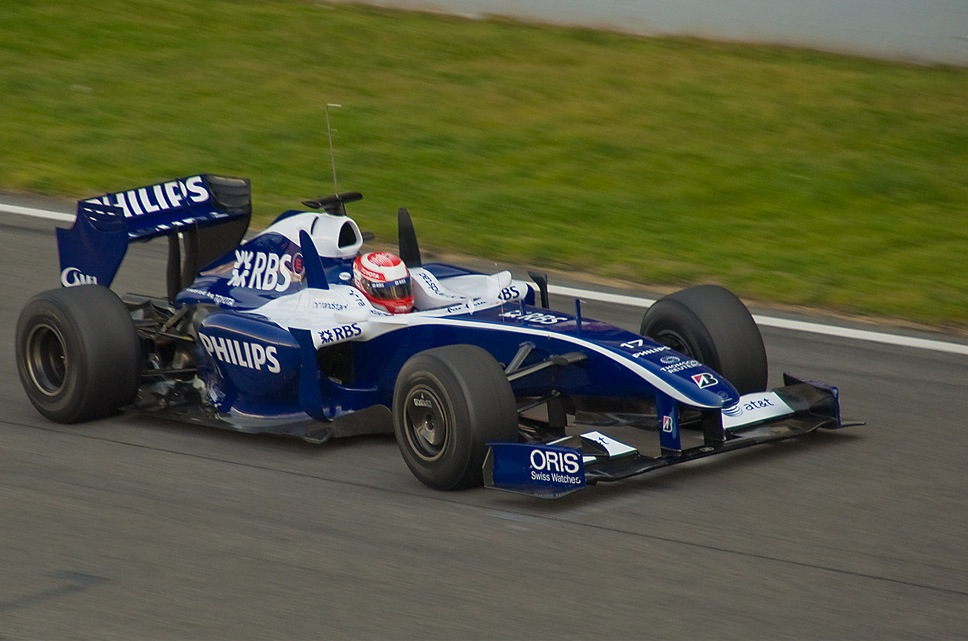
FW31 トヨタ
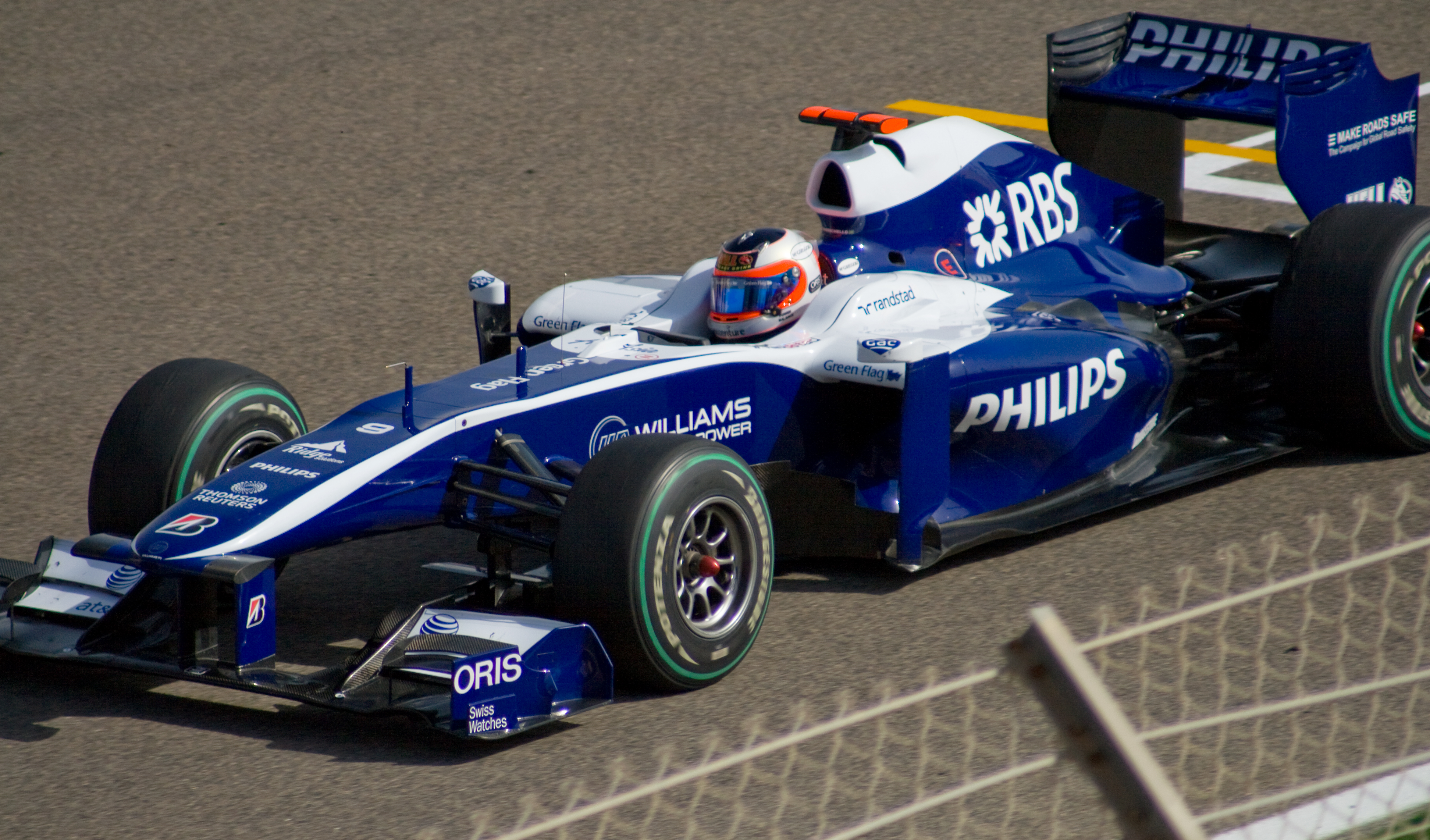
FW32 コスワース
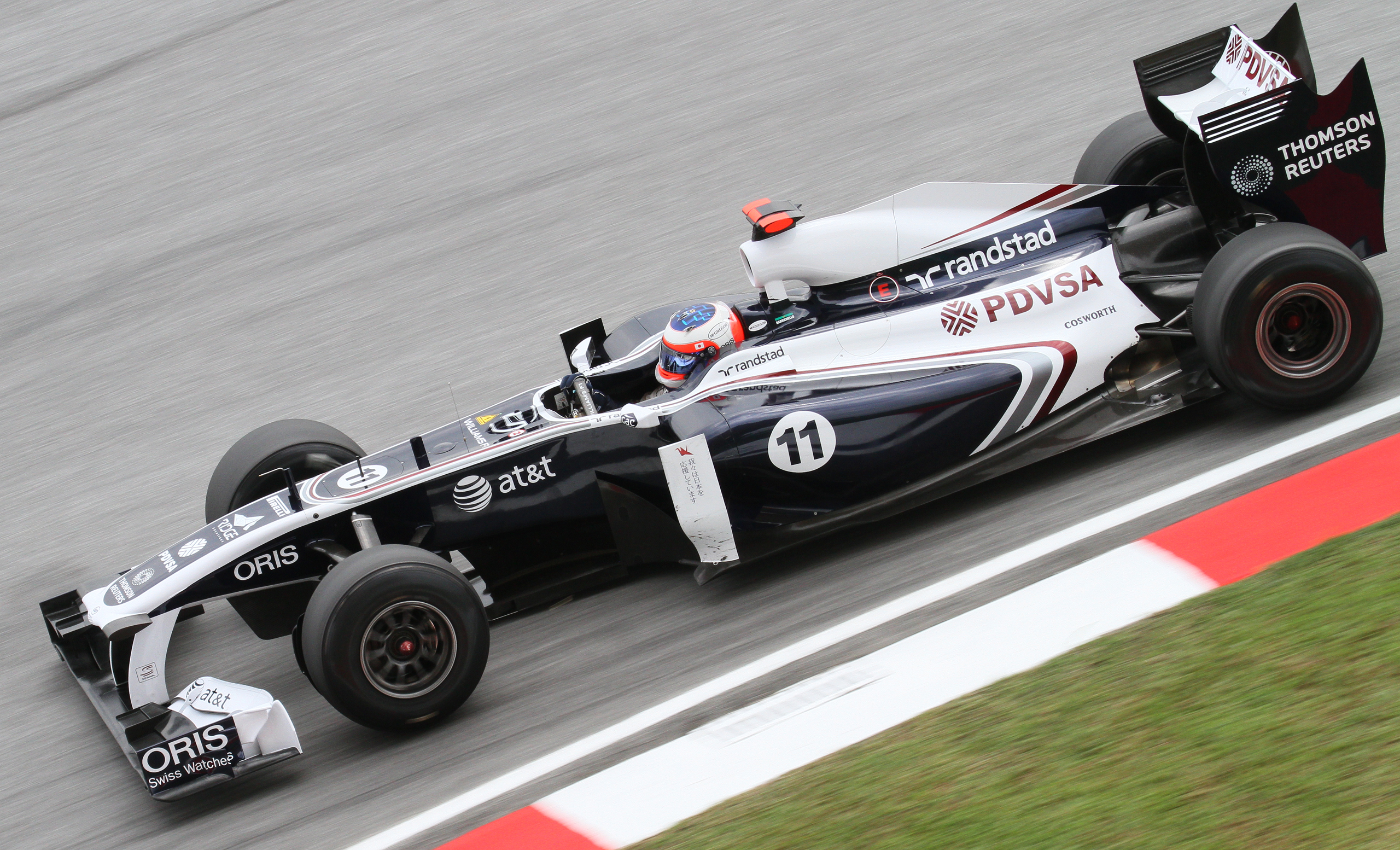
FW33 コスワース
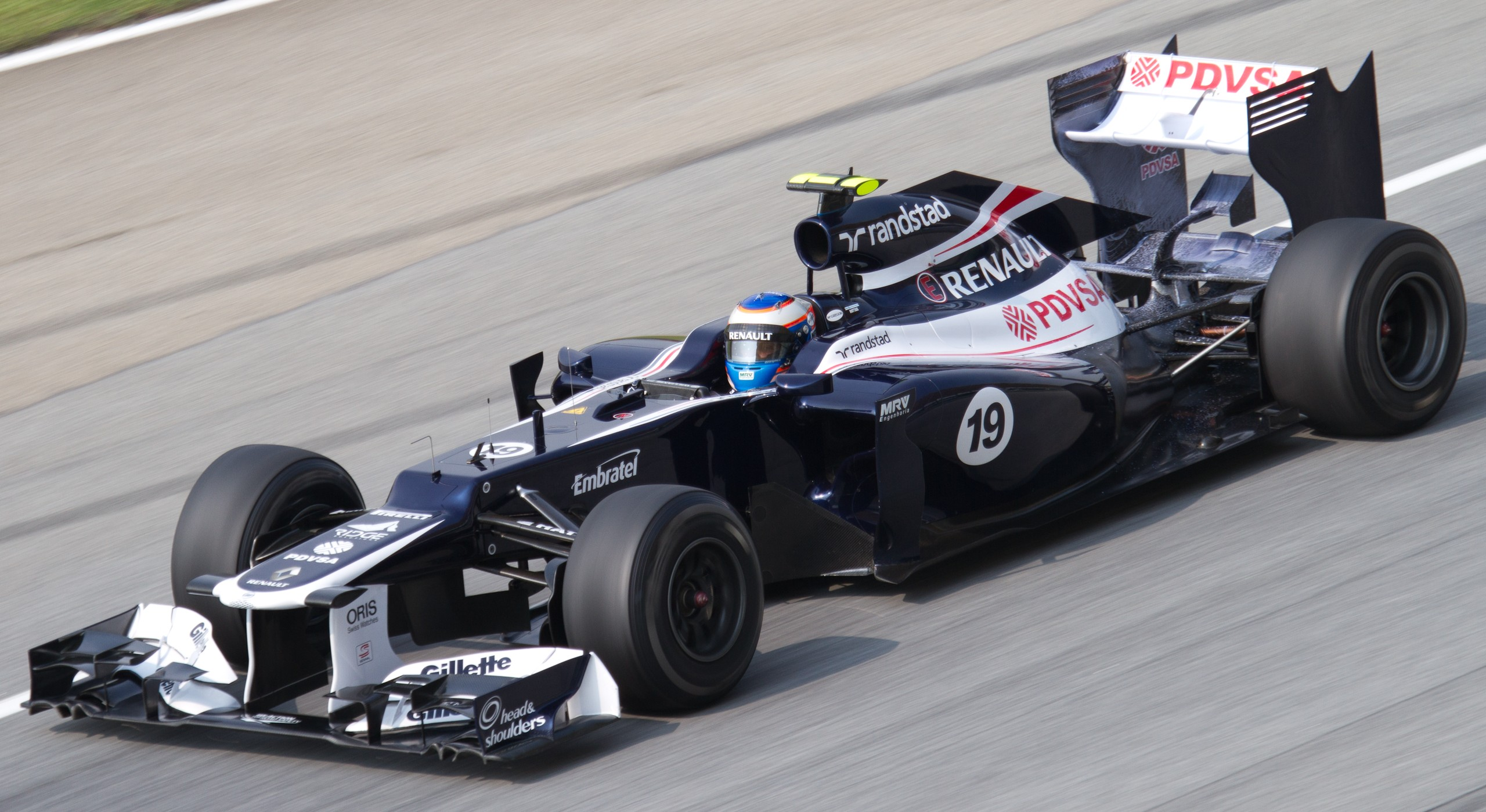
FW34 ルノー
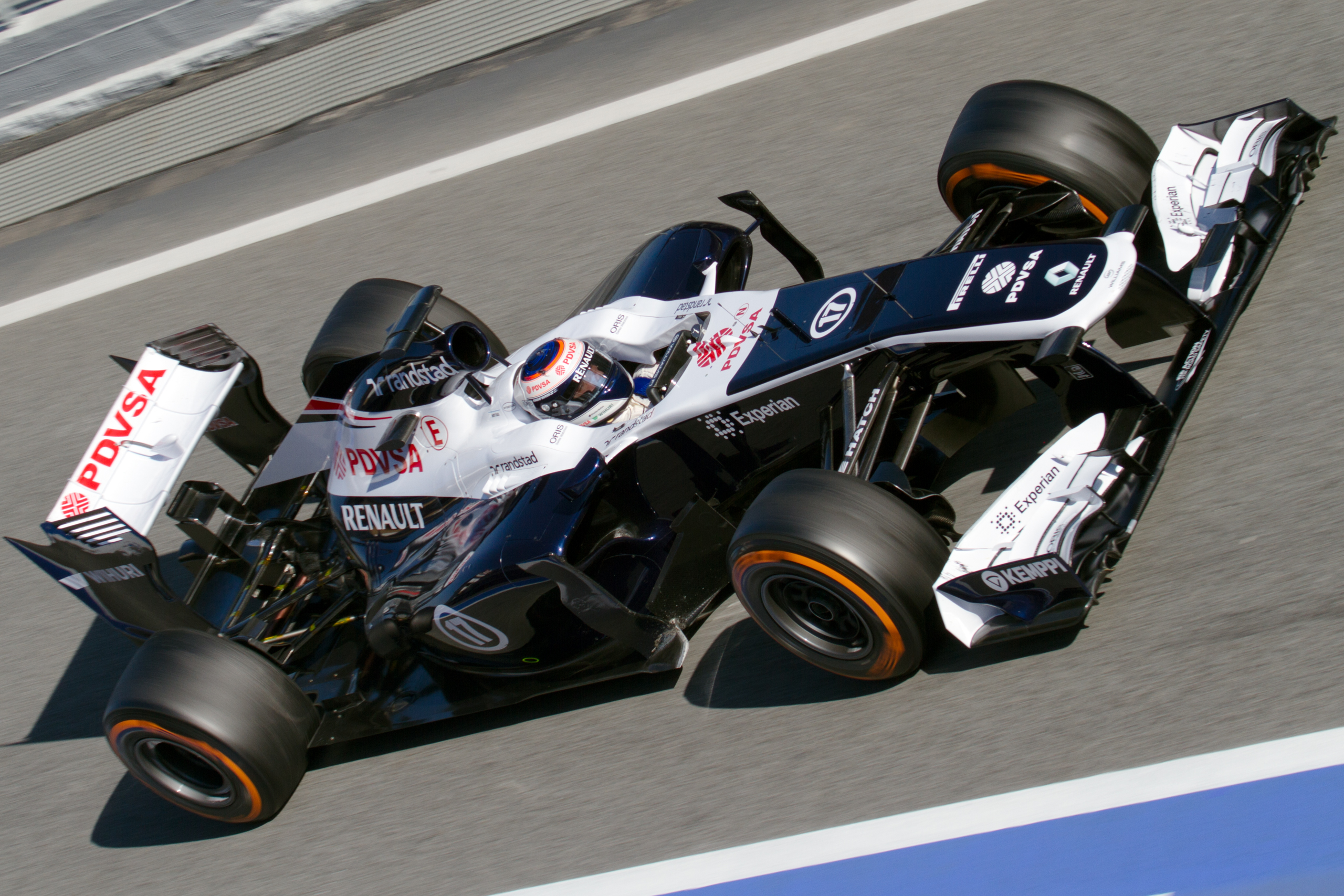
FW35 ルノー

- パワーユニット型（2014年 - 2021年）

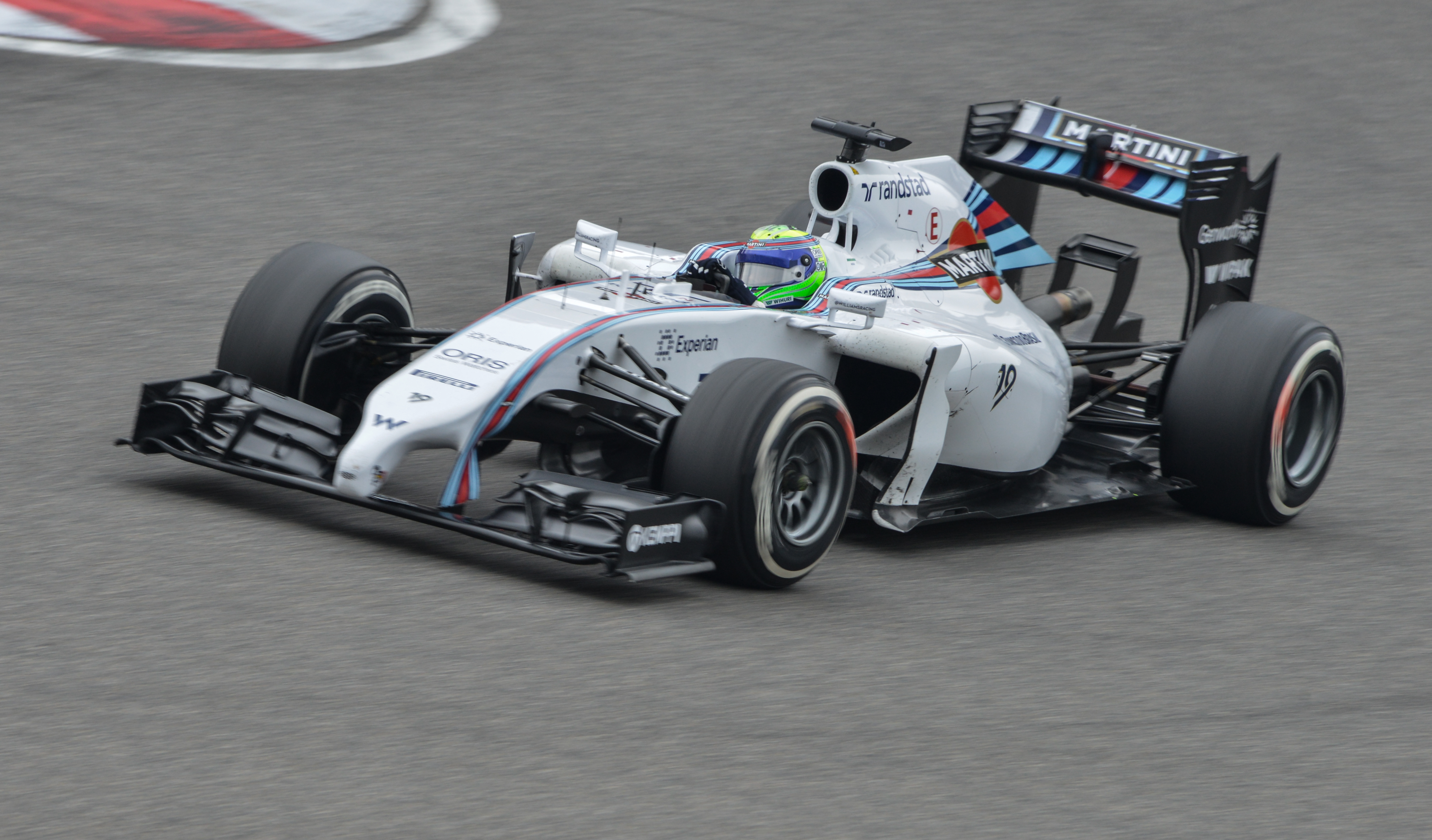
FW36 メルセデス
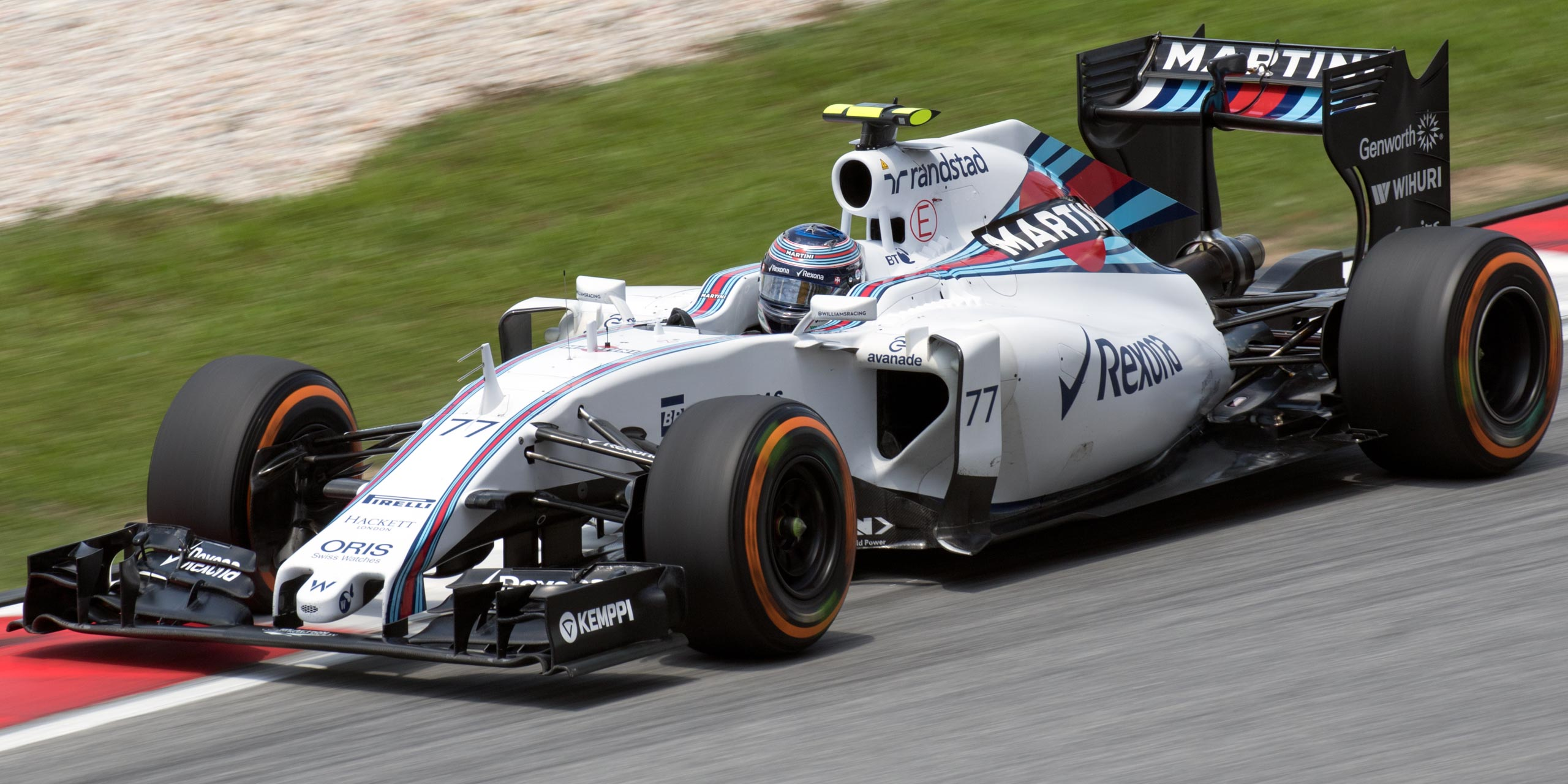
FW37 メルセデス
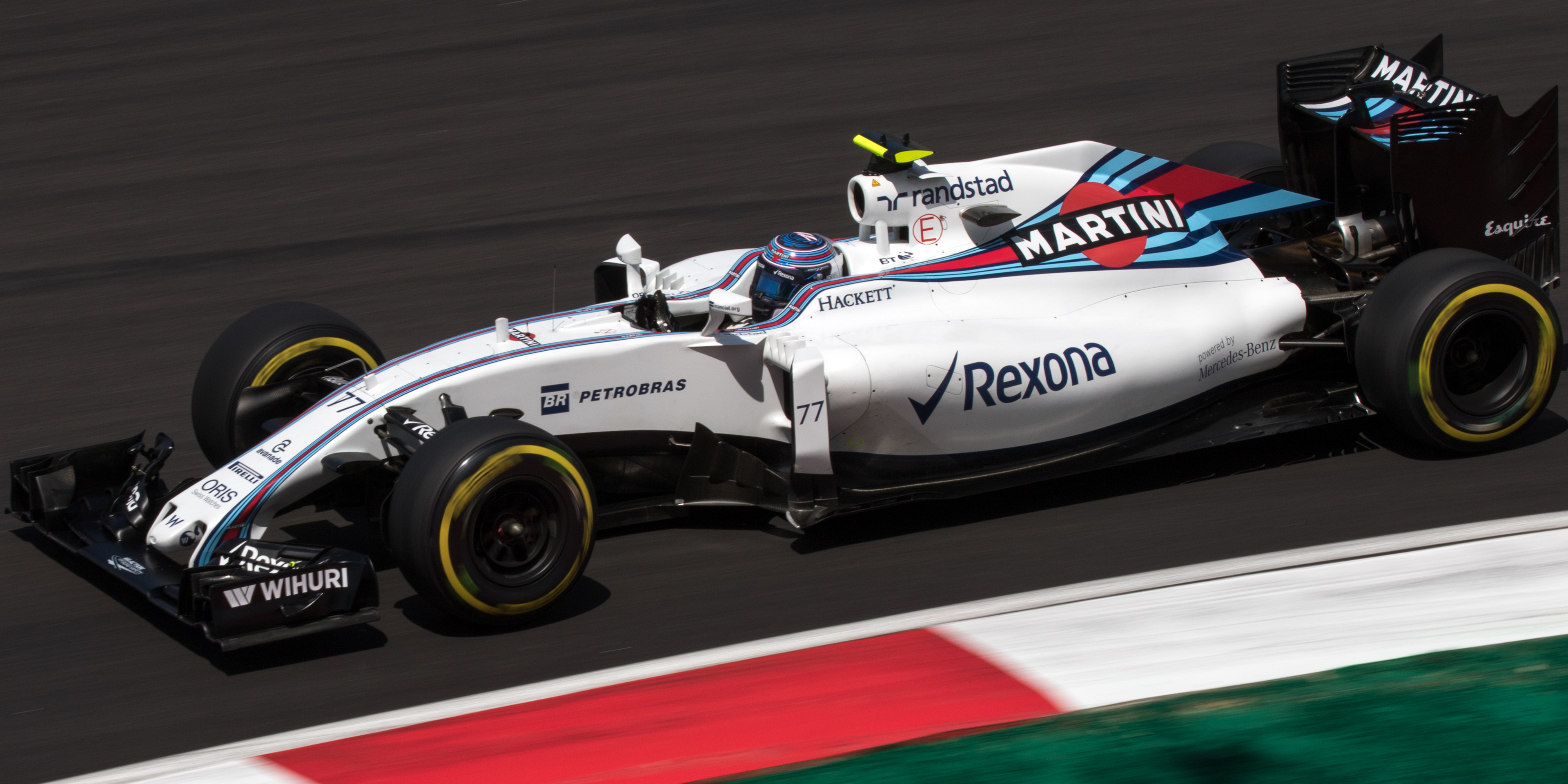
FW38 メルセデス
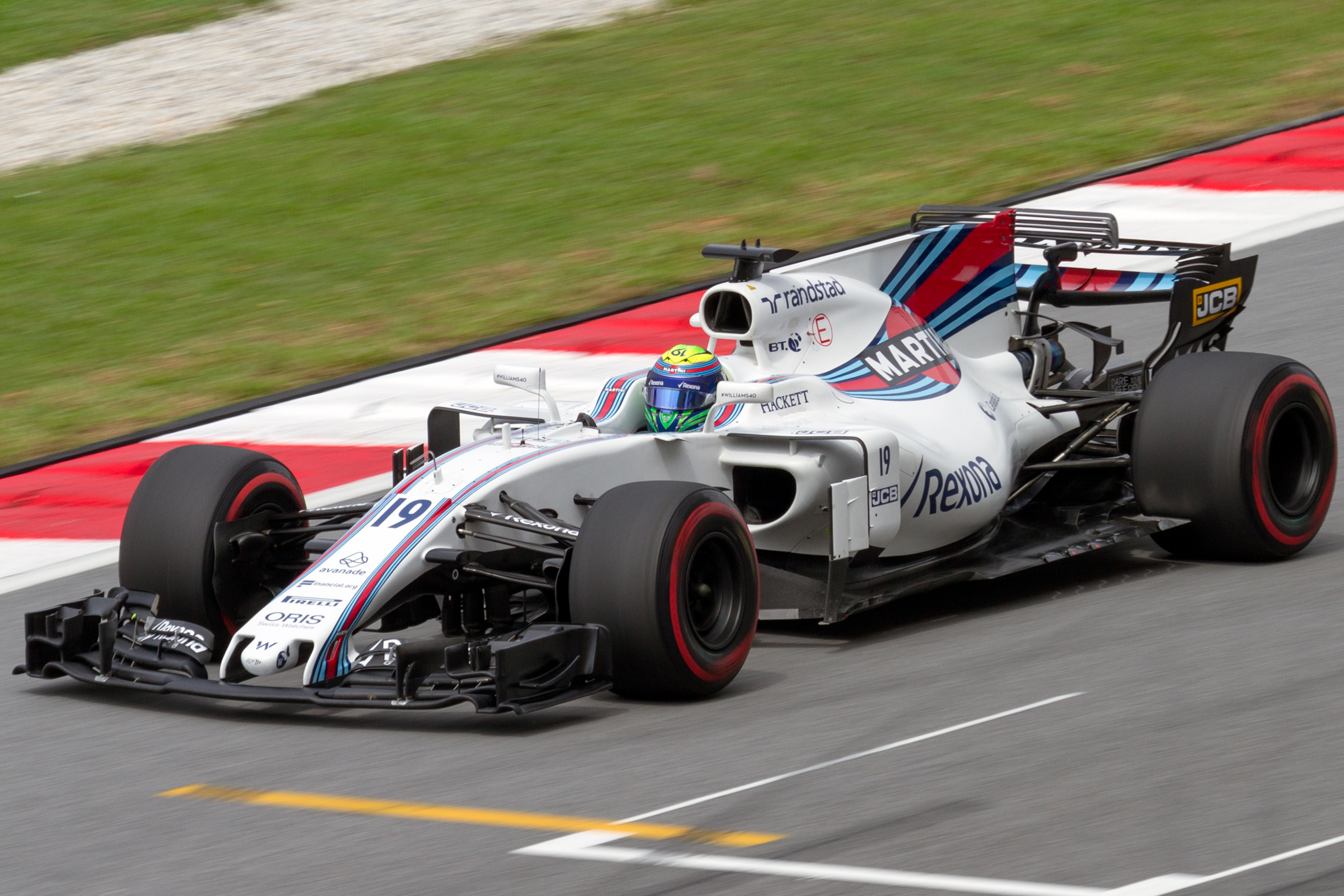
FW40 メルセデス
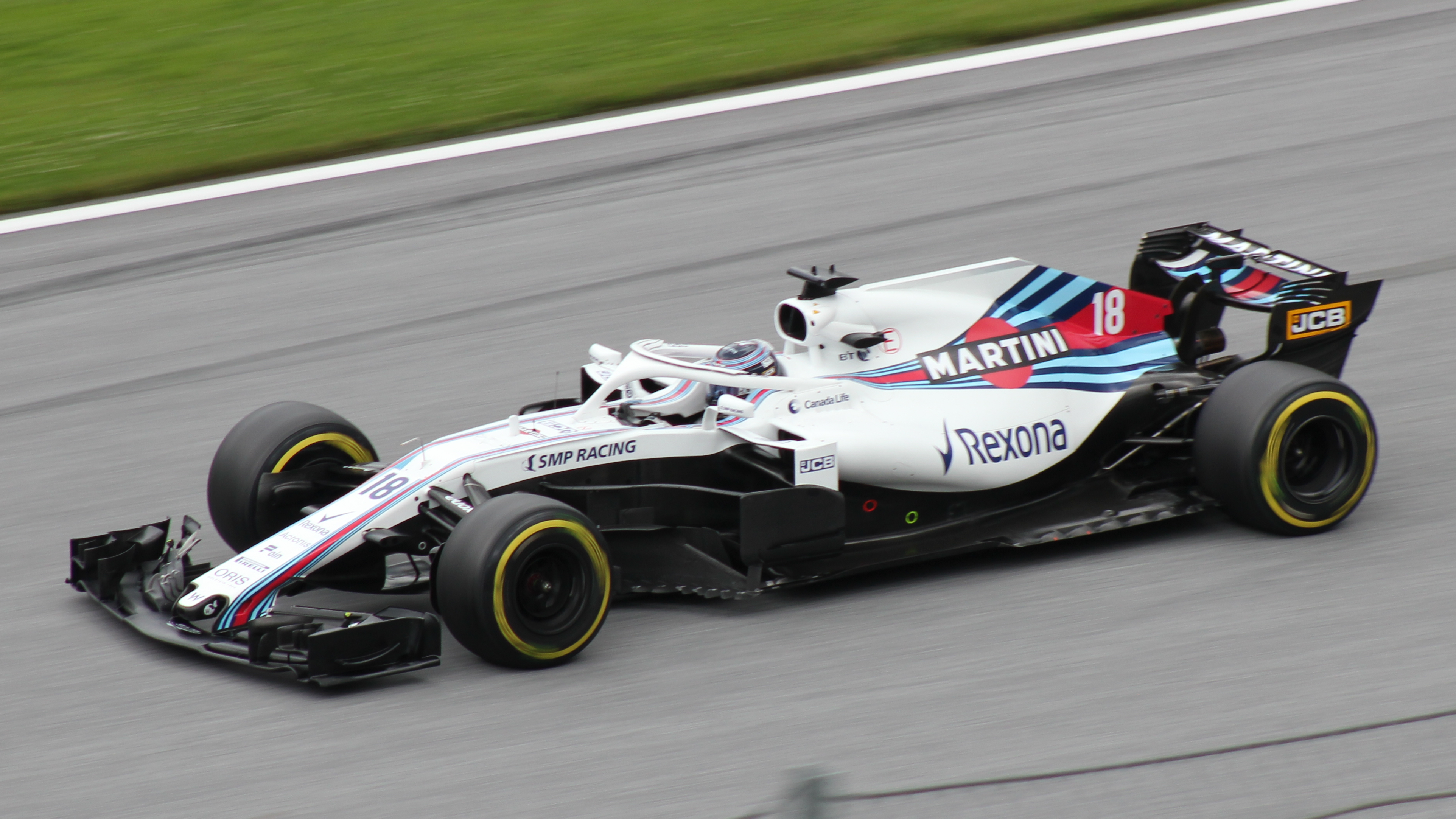
FW41 メルセデス
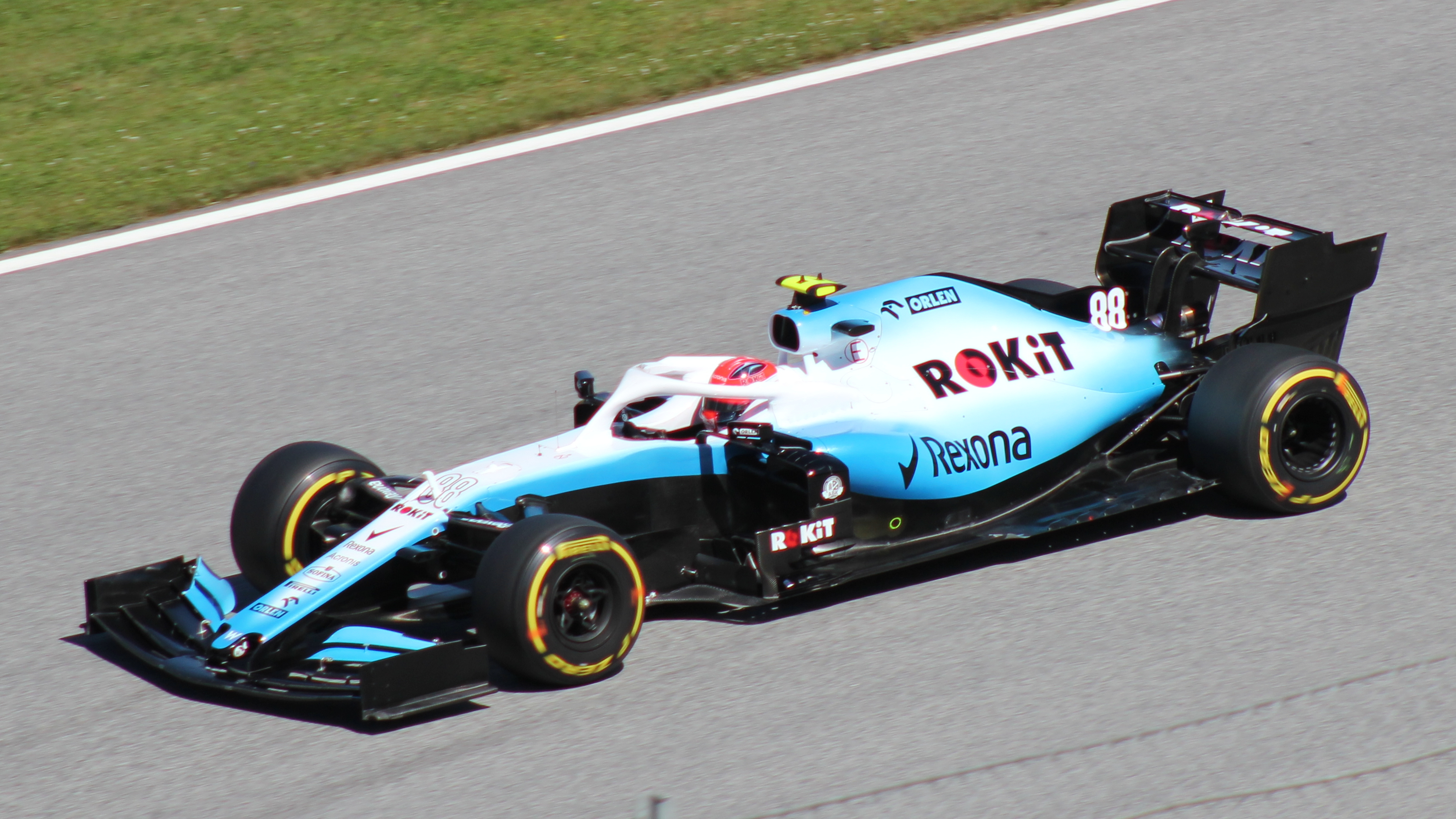
FW42 メルセデス
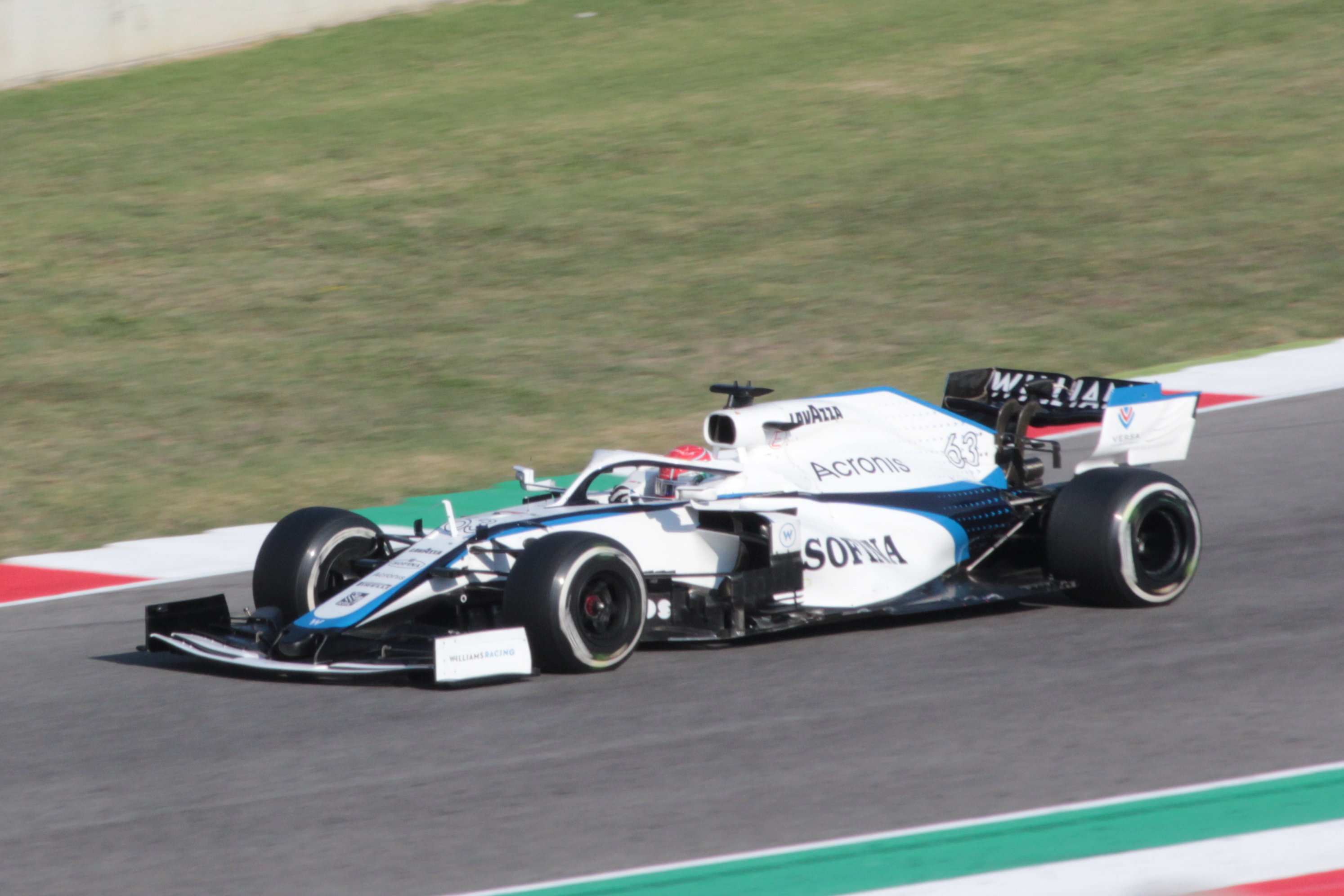
FW43 メルセデス
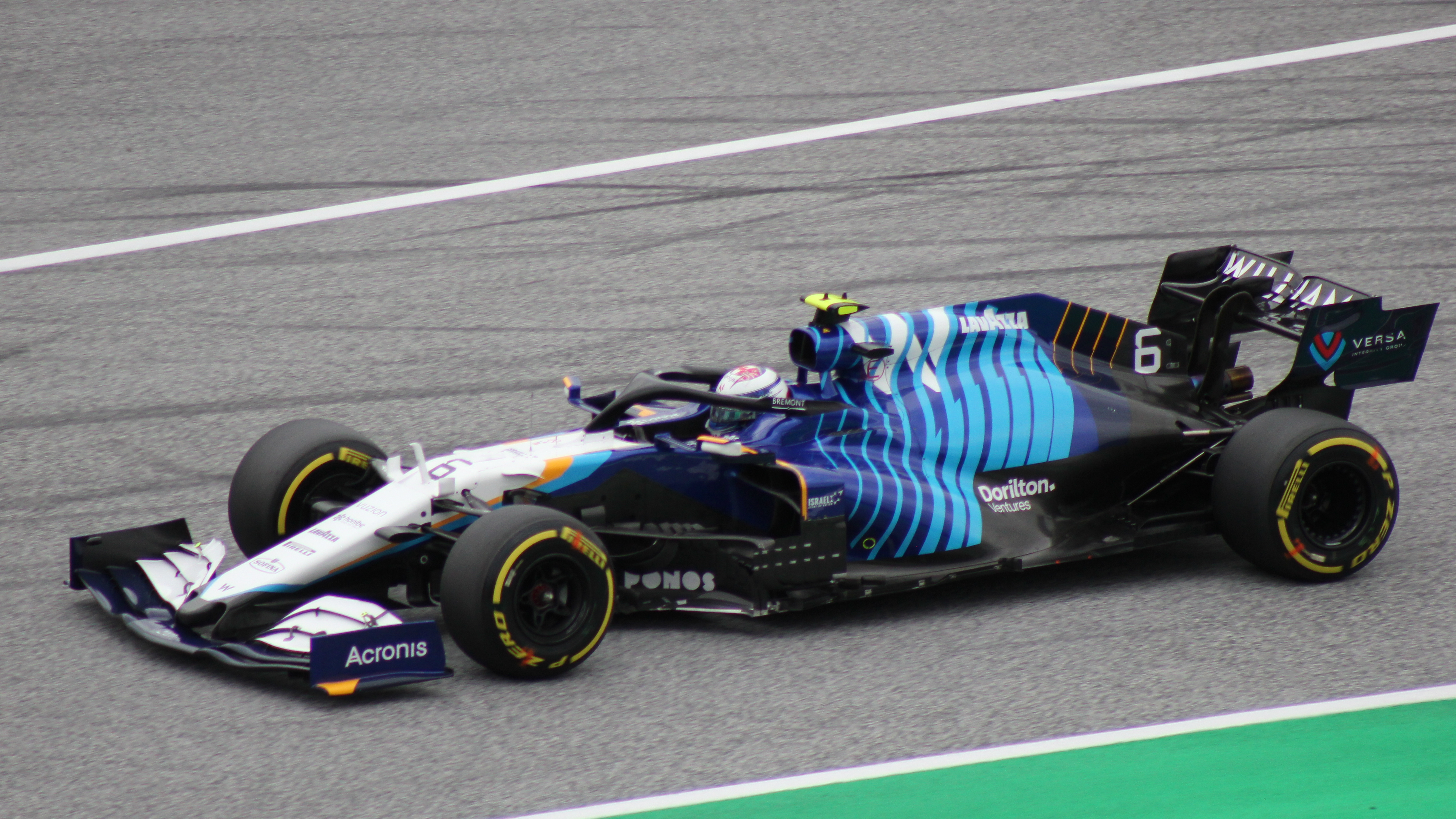
FW43B メルセデス

- グラウンドエフェクト型#2（2022年 - ）

- FW44 メルセデス
- FW45 メルセデス
- FW46 メルセデス
- FW47 メルセデス

## 関連項目

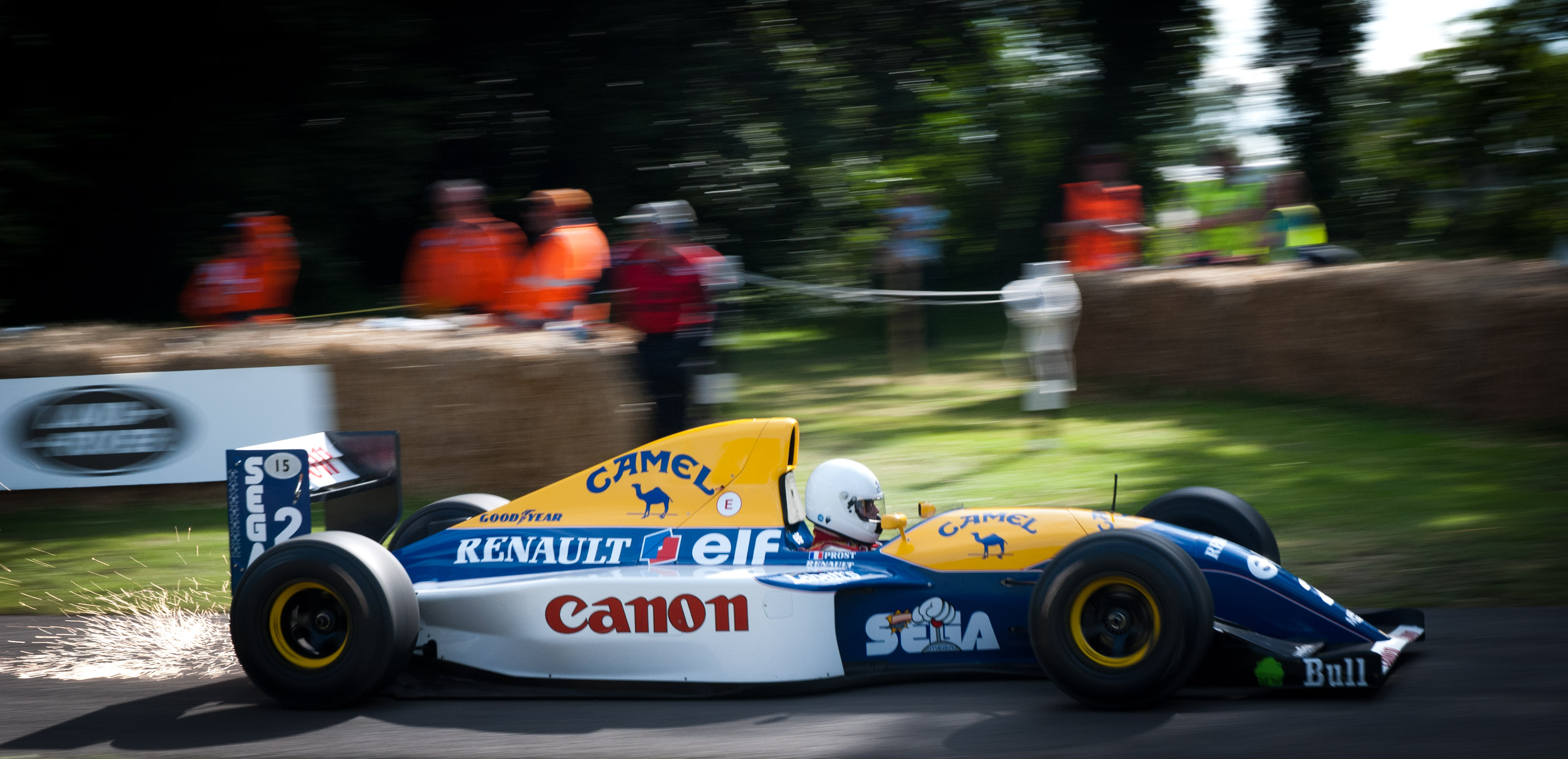
ボディとリアウィングに「SEGA」のロゴを貼った、1993年のFW15C